# Гершель, Уильям
Фре́дерик Уи́льям Ге́ршель (англ. Frederick William Herschel), до переезда в Англию именовался Фри́дрих Вильге́льм Ге́ршель (нем. Friedrich Wilhelm Herschel; 15 ноября 1738, Ганновер — 25 августа 1822, Слау близ Лондона) — английский астроном, оптик и композитор немецкого происхождения. Брат Каролины Гершель, отец Джона Гершеля.
Сын военного музыканта из Ганновера, Уильям Гершель вместе с братьями получил музыкальное образование (гобоист и скрипач). С 19-летнего возраста постоянно проживал в Англии, где вначале получил известность как композитор и музыкант-виртуоз. В 1776 году возглавил оркестр Бата; после 1782 года профессионально музыкой не занимался. Интерес к музыкальной теории перерос у Гершеля в изучение математики, а затем оптики и астрономии. Занимался изготовлением астрономических инструментов, построил не менее 60 телескопов. Его брат-механик Александр сотрудничал с Гершелем при строительстве телескопов-рефлекторов, включая крупнейший 40-футовый. В 1793 году Уильям Гершель парламентским актом был удостоен британского подданства.
С 1773 года Гершель регулярно занимался астрономическими наблюдениями. Их результатом стало открытие Урана (1781), двух спутников Урана (Титания и Оберон, 1787), двух спутников Сатурна (Мимас и Энцелад, 1789). В 1790 году измерил период вращения Сатурна и его колец. Обнаружил движение Солнечной системы в пространстве. Также обнаружил сезонные изменения полярных шапок на Марсе и уточнил период его вращения вокруг оси (1784). С середины 1780-х годов впервые применил «метод черпков» — подсчёты числа звёзд в избранных площадках, положив начало звёздной статистике. Гершель впервые оценил размеры и общую форму Галактики и пришёл к выводу, что она представляет собой «остров» во Вселенной. Компактные сгущения звёзд он впервые интерпретировал как реальные звёздные скопления. К 1803 году открыл существование двойных звёзд, и составил три их каталога. Между 1786—1802 годами открыл более 2500 новых туманностей и звёздных скоплений, 182 двойные и кратные туманности. Изучая Солнце, открыл в его спектре инфракрасные лучи (1800), сделавшись пионером астроспектрометрии.
Член Королевского общества (1781), почётный член Императорской академии наук (1789). В 1781 году удостоен медали Копли. Кавалер Королевского Гвельфского ордена (1816). В 1820 году стал первым президентом Королевского астрономического общества.

## Биография

### Происхождение. Жизнь в Германии (1738—1756)

Вид Ганновера в 1730 году. Гравюра Фридриха Вернера

О происхождении семейства Гершелей известно мало. Эдвард Холден в своей биографии заявил, что фамилия Гершель — еврейского происхождения, распространённая в Польше и Моравии (данная версия повторена в Еврейской энциклопедии Брокгауза-Ефрона). Тем не менее последующими исследователями она не была подтверждена. Согласно Юргену Гамелю, семейство Гершелей упоминалось в документах после 1529—1530 годов; это были уроженцы Пирны близ Дрездена. Они придерживались протестантизма. Прадед — Иоганн (или Ганс) Гершель — был пивоваром в Пирне и в 1630 году подвергся гонениям из-за убеждений. Дед астронома — придворный садовник Абрахам Гершель — хорошо знал арифметику, обладал способностями к рисованию, музыке и литературе. Он скончался, когда его сыну Исааку (1707—1767) исполнилось семь лет. Исаака сначала также стали учить профессии садовника, но далее обнаружили музыкальный талант. Он получил музыкальное образование в Потсдаме (учёбу оплатили старшие братья), в 1731 году переехал в Ганновер, где получил место полкового музыканта. В следующем году он женился на Анне Ильзе Морицен, неграмотной служанке, дочери пекаря из пригородной деревни; по-видимому, венчаться пришлось из-за беременности Анны. В браке родилось десять детей, из которых четверо не дожили до совершенных лет. Третий сын, появившийся на свет 15 ноября 1738 года, получил имя Фридрих Вильгельм; вся его последующая жизнь так или иначе была связана с сёстрами и братьями.
Между 1743—1746 годами Исаак Гершель участвовал в боевых действиях, по окончании которых подал в отставку с военной службы. Попытка устроиться в Гамбурге не удалась, однако друг детства помог с устройством в оркестр ганноверской гвардии; туда же приняли старшего из сыновей — Якоба, когда ему исполнилось 14 лет. Глава семьи хотел, чтобы дети повысили социальный статус, и считал, что музыкальные способности, которые проявлялись у всех, могут сделаться основой для успешной карьеры. Всех братьев — Якоба, Вильгельма, Александра и Дитриха — отец обучал игре на скрипке с младенчества, используя маленький инструмент, изготовленный для этой цели. Исаак Гершель задавал упражнения и показывал, как правильно играть (он владел мастерством скрипача и гобоиста); многочасовые упражнения проходили под надзором матери. В 14-летнем возрасте Вильгельма приняли в оркестр ганноверской гвардии с разрешения генерала Зоммерфельда, участвовавшего в прослушивании. До этого возраста все дети Гершелей прошли через гарнизонную школу, в которой преподавали грамматику, арифметику и основы вероучения, а также латынь. Вильгельма и Якоба стали отдельно обучать французскому языку (французская опера была популярна по всей Европе). В автобиографических заметках Уильям Гершель утверждал, что на систематическое образование зарабатывал сам. Учитель французского языка преподал ему азы философии, или, по крайней мере, поощрял чтение в области логики, этики и метафизики. Каролина Гершель вспоминала, как в возрасте шести лет повторяла имена Лейбница, Ньютона и Эйлера, чтобы уснуть. Отец — Исаак Гершель — интересовался также астрономией, и показывал созвездия и кометы. Детей поощряли к занятиям ручными ремёслами в качестве отдыха от музыкальных упражнений; Каролина упоминала глобусы, которые они создавали сами. Александр Гершель сделался искусным механиком и однажды сам смастерил часы с кукушкой, на что ему потребовалась неделя.

### Переезд в Англию. На пути к признанию (1756—1772)

#### Ганновер — Лондон

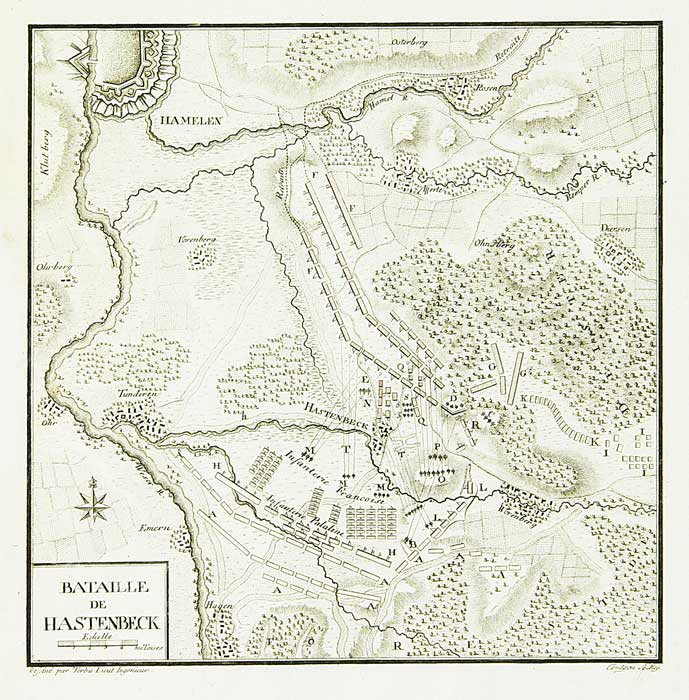
Карта сражения при Харстенбеке. Франкфуртское издание 1790 года на французском языке

В XVIII веке курфюршество Ганновер и Великобритания находились в личной унии, и межгосударственные связи были весьма тесными. Жизнь братьев Якоба и Вильгельма Гершелей резко изменилась в 1756 году: ввиду начала Семилетней войны ганноверская гвардия и её оркестр были мобилизованы и переведены в Англию. Вильгельм, вероятно, посчитал, что это сулит новые шансы в жизни, и занялся английским языком. Известно, что он приобрёл трёхтомный трактат Локка «Опыт о человеческом разумении» в качестве учебного пособия. Братья подружились с представителями музыкальной общественности Лондона; Якоб в тот период был соискателем места в придворном ганноверском оркестре, но не успел получить его до перевода в Англию. Наконец, осенью 1756 года Якоб Гершель официально уволился с военной службы и смог вернуться домой, тогда как Исаак и Вильгельм должны были принимать участие в военных действиях. В сражении при Хастенбеке отец и сын Гершели, вероятно, не участвовали, хотя Исаак, склонный к риторическим преувеличениям, рассказывал потом о своих подвигах. Поскольку Вильгельм был ещё несовершеннолетним и не приносил присягу, Исаак, предположительно, отослал его в Ганновер, расположенный в 20 километрах. В наставшей после поражения неразберихе Исаак приказал сыну бежать в Гамбург и оплатил ему дорогу, но в Англии Вильгельму предстояло обеспечивать себя самому.
Располагая одним французским ливром, Вильгельм Гершель добрался до Лондона, где к нему присоединился Якоб. Следующие два года его жизни крайне плохо документированы, поскольку братья были заняты борьбой за выживание. В основном, он переписывал ноты и брался за любые подработки. Якоб, напротив, отказался устраиваться второй скрипкой в оркестре, настаивая, что должен быть первой, и даже соглашался голодать, лишь бы не умалять своей чести. Осенью 1759 года Якоб окончательно возвратился в Ганновер. К тому времени Исаак был арестован за нарушение дисциплины, а Вильгельм не мог покинуть пределов Англии, поскольку был дезертиром. Конкуренция между оркестрантами в Лондоне была велика, поэтому в 1760 году Гершель смог устроиться в Йоркшире — в гарнизонном оркестре, основную часть зарабатываемых денег пересылая в Германию. Переписка с братом Якобом является одним из важнейших свидетельств об интеллектуальной эволюции Гершеля и расширения круга его интересов. Он совмещал должности учителя музыки, исполнителя и, кроме того, серьёзно занялся композицией. В этом же году он написал шесть симфоний.

#### Карьера музыканта

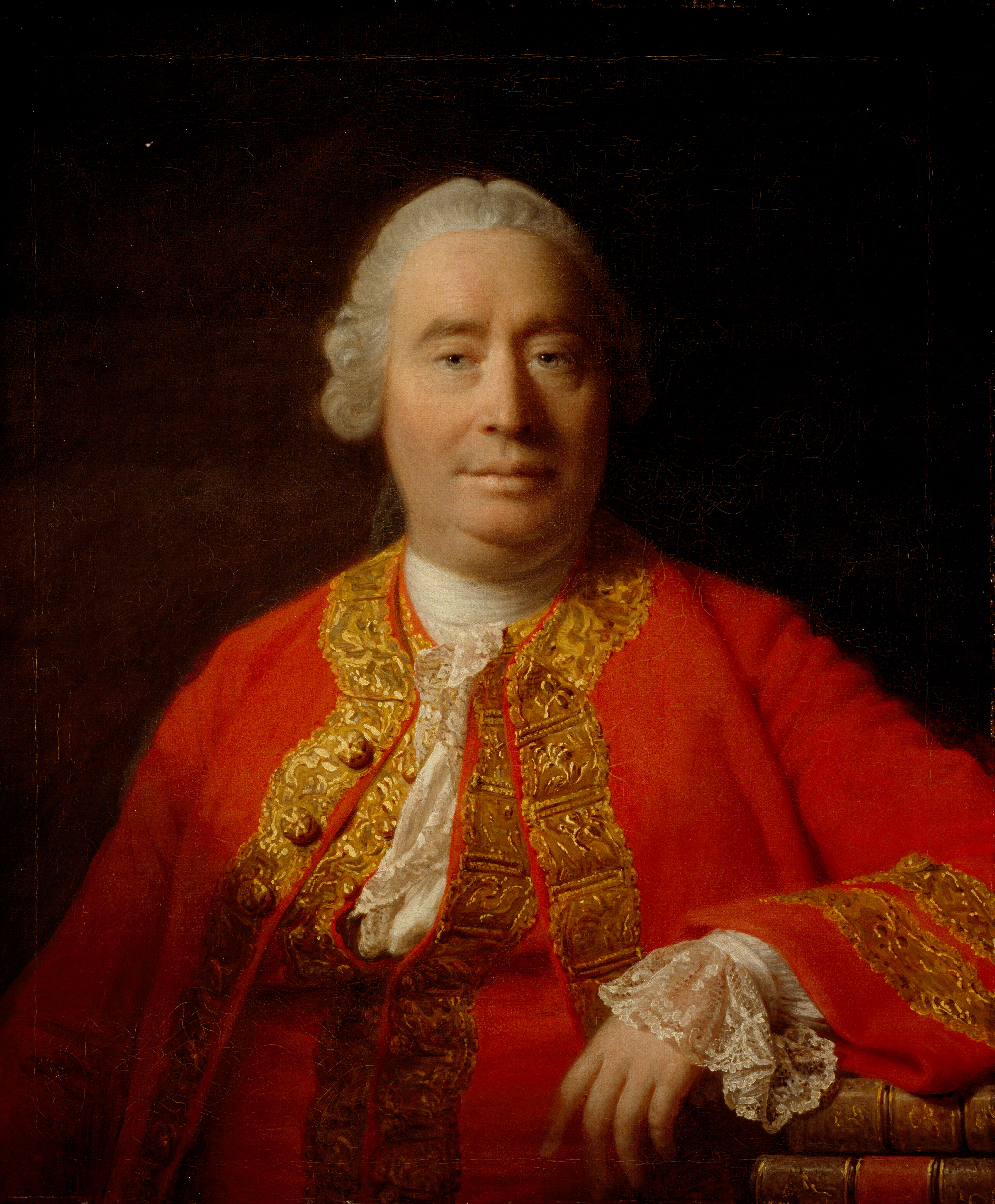
Аллан Рэмзи. Портрет Дэвида Юма, 1766. Национальная галерея Шотландии

В середине XVIII века в Великобритании появился рынок музыкальных профессий; исполнители и композиторы не были ограничены, как в германских и итальянских государствах, дворами владетельных особ. Музыканты (чаще всего, это были приехавшие на острова немцы и итальянцы) могли свободно передвигаться по стране, играть на концертных площадках городов или по мэнорам, а также давать уроки музыки. Вильгельм Гершель быстро усвоил светские манеры и разговорный английский язык, а его интересы в области философии, как спекулятивной, так и естественной, позволяли находить точки соприкосновения с работодателями из высших сословий и среднего класса и производить положительное впечатление. Владея приёмами риторики, он мог вести уроки в занимательной манере, не впадая в педантизм. Главным его покровителем стал лорд Дарлингтон. Тем не менее Гершель стремился получить постоянное место дирижёра и распорядителя оркестра. В 1761 году он совершил поездку в Эдинбург для прослушивания (исполнялись и некоторые его произведения), но места не добился. Однако, по мнению Эмили Винтербёрн, поездка в Шотландию укрепила амбиции Вильгельма (в частности, он несколько раз встречался с Юмом). После общения с Юмом, в переписке Якоба и Вильгельма появились упоминания о Лейбнице, Уильяме Кинге («Опыт о происхождении зла») и философском учении о музыкальной гармонии Роберта Смита. Из-за высоких цен на книги, Гершель, по-видимому, пользовался прокатной книговыдачей. Около 1764 года он начал написание собственного «Трактата о музыке», сохранившегося лишь частично. Согласно Э. Винтербёрн, этот первый опыт интеллектуального самовыражения сразу выводил Гершеля за пределы только музыки как профессии или теории, но так и остался незаконченным.
Не имея постоянного места работы, Гершель (его теперь именовали Уильямом), много читал, а также ездил верхом в любую погоду. Только в 1762 году он смог добиться успеха как музыкант: в Лидсе была исполнена одна из его симфоний, и публика настояла, чтобы спустя пять дней прошла «дуэль» на скрипках между Гершелем и заезжим виртуозом, — они должны были по очереди исполнить одну и ту же пьесу. В результате Уильям сделался концертным директором в городе. Его обязанностью была организация всех музыкальных мероприятий, по подписке или благотворительным взносам. В местном издании «Leeds Intelligencer» имя Уильяма Гершеля упоминается довольно часто, например, в рекламной статье от 12 апреля 1763 года не только описывается благотворительный концерт, но и объявляется, что маэстро даёт уроки игры на клавесине, гитаре и скрипке. Одновременно Якобу Гершелю — первой скрипке придворного оркестра в Ганновере — удалось задним числом оформить увольнение Уильяма из гвардии, чтобы ему не грозило наказание за дезертирство. Накопив достаточно средств, весной 1764 года Уильям-Вильгельм поехал на малую родину, поскольку здоровье его отца серьёзно пошатнулось. Следующие два года прошли, видимо, в неопределённости: Уильям по-прежнему был концертным директором в Лидсе, но ажиотаж публики снизился, и несколько концертов пришлось отменить из-за слишком малого числа проданных билетов. В 1765—1766 годах Гершель сошёлся с сэром Брайаном Куком из Уитли, который был скрипачом-энтузиастом, а его жена играла на гитаре. В их имении Уильям проводил по два или три дня каждые две недели. 19 февраля 1766 года в дневнике впервые отмечены наблюдения за Венерой, а спустя пять дней — за лунным затмением. В марте 1766 года Гершель перебрался в Галифакс, поскольку там открывался новый орган, и Уильям планировал исполнить «Мессию» Генделя. Местное семейство Бейтс было заинтересовано в нём, и предоставило Гершелю свою библиотеку, в которой он усердно изучал труды по математике.
Оратория Генделя была исполнена 28 августа 1766 года и повторена 29-го числа, а 30 августа прошёл конкурс на соискание места органиста. Претендентов было семь, они разыграли порядок выступлений, в котором Гершель оказался третьим, и был единогласно избран. Однако церковным органистом он прослужил только 13 недель (заработав за это время 13 гиней). За день до конкурса он получил письмо из Бата с приглашением занять место органиста во вновь отстраиваемой Октагон-Чапел в этом городе. Популярное место зимнего отдыха знати, Бат был вторым по величине музыкальным рынком королевства после Лондона.

#### Бат — «Земля обетованная» Гершелей

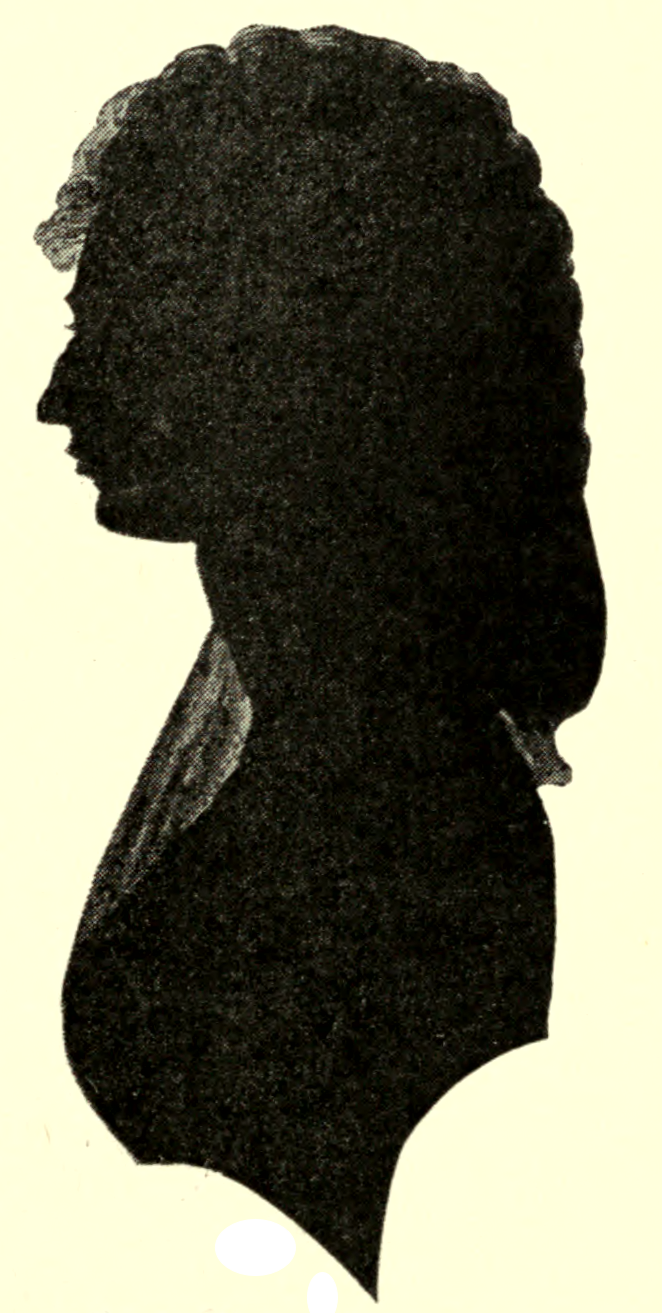
Силуэт Каролины Гершель. Единственное её изображение в молодости, сделанное ещё до переезда в Англию

Уильям Гершель прибыл в Бат 9 декабря 1766 года; неизвестно, кто рекомендовал его влиятельному в городе преподобному Де Чейру и организовал выступление. Майкл Хоскин назвал этот город «землёй обетованной» для семейства Гершелей. Дебютный «бенефис» состоялся 1 января 1767 года, на нём молодой виртуоз исполнил собственные произведения для скрипки, гобоя и клавесина, и немедленно разместил в «Bath Chronicle» объявления об уроках игры на всех видах музыкальных инструментов и пения. Спустя три недели он устроился в оркестр, который играл в Эссембли-холл и купальнях, обеспечивая солидный заработок. Гершель даже убедил Де Чейра переселить в Бат семейство, у которого квартировал в Лидсе; они должны были поддерживать чистоту и порядок в часовне. Летом 1767 года в Бате брата навестил Якоб Гершель, но поскольку сезон уже закончился, отправился в одно из загородных поместий, где развлекал и обучал музыке хозяев. Открытие Октагон-Чапел состоялось 4 августа, а органа, на котором солировал Гершель, — только 18 октября; церемония сопровождалась представлением «Мессии» Генделя. Уильям пользовался популярностью в городе, а после открытия Нью-Эссембли-холл в 1771 году в пасхальный сезон выступал по 46 часов в неделю. Маркиза Лотиан зимой 1775—1776 годов организовала 20 еженедельных субботних приёмов; всякий раз на них солировал Гершель. Кроме того, концертные программы, представляемые в Бате, могли на следующий день повторяться в Бристоле. Карьера Гершеля в Бате продолжалась около 15 лет.
После кончины Исаака Гершеля в 1767 году, главой семьи сделался Якоб, который в 1769 году вновь посетил Бат с целью заработать. В 1770 году он привёз с собой младшего брата Александра, который уже заработал репутацию в ганноверском придворном оркестре. Хотя Александру Гершелю был дан двухлетний отпуск, его пребывание в Англии продлилось 46 лет. Большую часть этого времени он был солистом труппы театра на Орчард-стрит, в остальное время занимаясь механикой, к которой имел особую склонность; например, изготовил для Уильяма хронометр, который очень точно выдерживал время. Наконец, в конце августа 1772 года в Бат приехала Каролина Гершель, и брат уже на следующее утро после приезда стал обучать её английскому языку и математике (последней, чтобы она могла сводить счета и отчитываться о расходах). Каролина имела талант певицы (сопрано), и Уильям Гершель аккомпанировал ей на клавесине и помогал развивать голос. Согласно её воспоминаниям, свободные часы были посвящены беседам об астрономии. Трое Гершелей жили в одном доме; у Александра и Каролины комнаты располагались в мансардах, а квартира Уильяма — в бельэтаже; холл был достаточно просторным для занятий музыкой.

### Начало занятий астрономией (1773—1778)

#### Мастерская по изготовлению телескопов

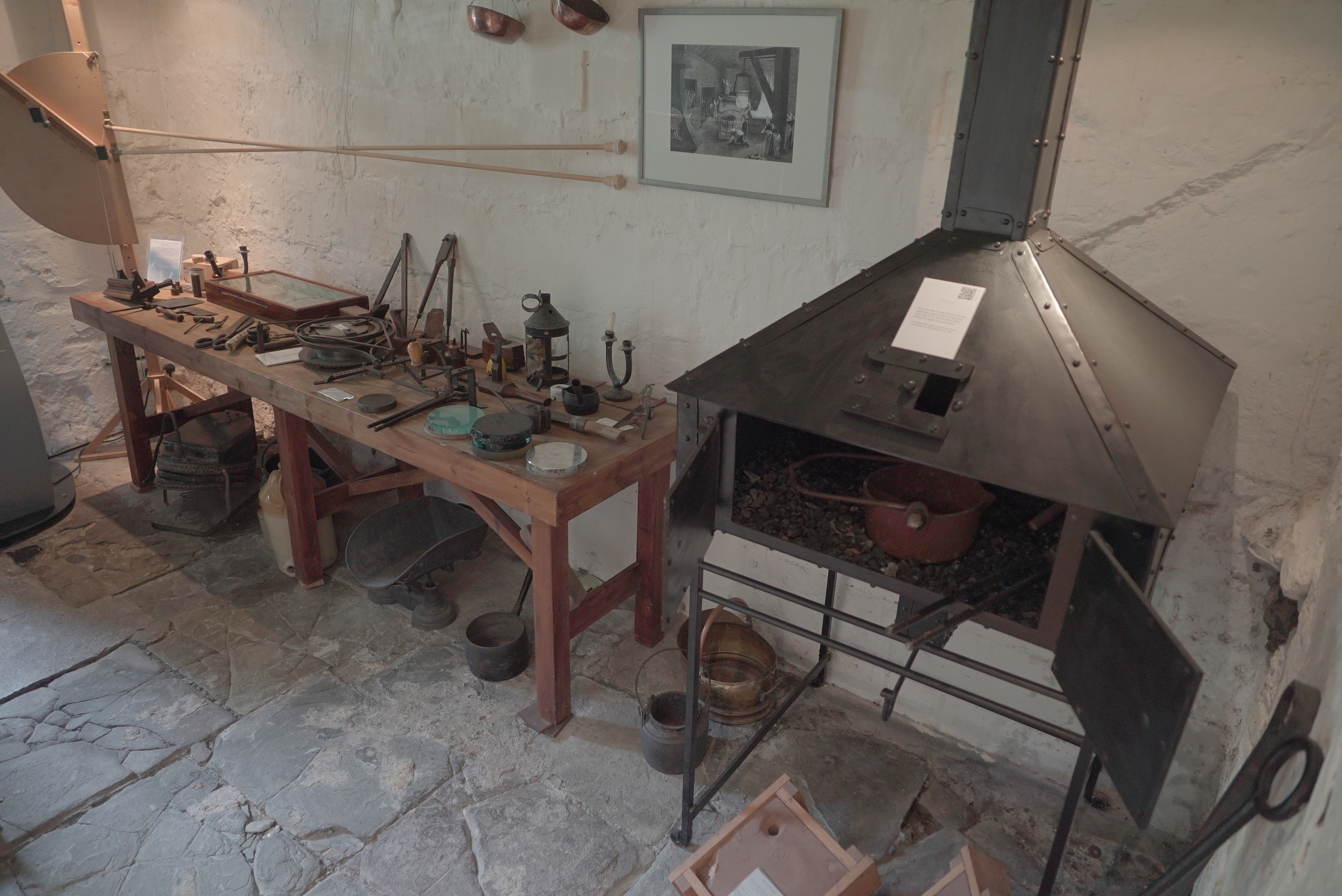
Мастерская по отливке и шлифовке оптических зеркал. Гершелевский музей астрономии, Бат

Весной 1773 года Гершель купил двухтомную «Оптику» Роберта Смита, в которой имелись подробные практические рекомендации по шлифовке оптических зеркал и изготовлению телескопов. Сезон в Бате окончился 11 апреля, на Пасху, и уже через неделю Уильям приобрёл квадрант, и стал проводить угломерные измерения. 10 мая 1773 года его библиотека пополнилась «Астрономией, разъяснённой на принципах Исаака Ньютона» Фергюсона; по мнению М. Хоскина, самоучка Фергюсон предлагал в своём трактате крайне нестандартные взгляды на астрономию, которые хорошо коррелировали с не менее оригинальным мышлением автодидакта Гершеля. В частности, именно у Фергюсона он позаимствовал принцип полноты в следующей формулировке: Бог всемогущ, следовательно, Он проявил Своё всемогущество при сотворении Вселенной, а не ограничил Себя. Отсюда, в частности, следует обитаемость других небесных тел, поскольку Создатель не мог населить разумными существами одну только Землю.
Первым телескопом Гершеля был 3-футовый рефрактор системы Галилея. В то время в Бате вообще не было астрономов — даже любителей, — а Уильям очень хотел рассмотреть Юпитер и Сатурн с его кольцами. Согласно мемуарам Каролины Гершель, её брат взялся спроектировать рефрактор с фокусным расстоянием 30 футов (по описанию Гюйгенса), но понял, что не сможет купить для него линзу объектива. Тогда он решил сконструировать телескоп Ньютона, и столкнулся с необходимостью приобрести для него зеркало: в те времена не делали стеклянных зеркал, а медно-серебряный сплав был дорогим. Однако в Бате жил некий квакер, располагавший набором инструментов для отливки и шлифовки оптических зеркал. Он согласился продать мастерскую Гершелю, а Уильям заразил своим энтузиазмом Александра и Каролину.
22 сентября 1773 года, в воскресенье, сразу после исполнения мессы Гершель купил у квакера его оборудование, с условием, что бывший владелец научит секретам мастерства. Музыканту достались также точильные принадлежности и несколько неоконченных зеркал системы Грегори. К концу октября Уильям создал сплав из 32 частей меди, 13 частей олова и 1 части сурьмы и отлил несколько заготовок для 2-футового рефлектора; а ещё через две недели диски для 5½-дюймового зеркала. Для Уильяма шлифовка зеркал стала настоящим искусством, и однажды он 16 часов не отрывался от работы; Каролине пришлось кормить его с ложечки. Она же читала ему вслух «Дон Кихота», романы Стерна и Филдинга. И в дальнейшем одержимость Гершеля изготовлением инструментов для наблюдений не стала меньшей; в своих заметках он отмечал, что к 1781 году отполировал несколько сотен зеркал, а в 1785 году работал 30 часов без перерыва. Однако М. Хоскин считал, что это риторическое преувеличение. Александр Гершель поставил абразивный круг прямо в своей спальне.

#### Начало самостоятельных наблюдений

Принципиальная схема телескопа Ломоносова — Гершеля

Сезон наблюдений 1774 года начался 1 марта с обозрения Сатурна и туманности Ориона. Одновременно это стало пробой первого самодельного телескопа длиной 5,5 футов и с 8-дюймовым зеркалом. Уильям Гершель стал сокращать число уроков музыки, впрочем, некоторые ученики соглашались заниматься с ним астрономией. Летом 1774 года он впервые встретился с профессионалом — это был профессор Оксфордского университета Томас Хорнсби; вероятно, их представили на одном из загородных приёмов, где Гершель развлекал публику. В декабре они стали переписываться: Уильям просил совета, как лучше наблюдать затмения спутников Юпитера. Вероятно, профессор оценил потенциал Гершеля, и охотно давал ему советы и образцы расчётов. К тому времени Уильям экспериментировал с зеркалами 7 дюймов в диаметре и научился изготавливать окуляры. Он применял собственную однозеркальную систему отражения: зеркало телескопа (имеющее форму внеосевого параболоида) было наклонено к оптической оси. По мнению А. Еремеевой, однозеркальная схема проявила свои достоинства — большую светосилу, позволяющую применять большие увеличения и наблюдать слабые объекты, только в больших длиннофокусных телескопах Гершеля. 1 мая 1776 года эксперименты увенчались успехом: начинающий учёный рассмотрел и кольца Сатурна, и щель Кассини в инструмент длиной 10 футов 9 дюймов. 28 мая он приступил к исследованию лунной поверхности, надеясь обнаружить следы деятельности селенитов, о которых читал у Фергюсона. В конце концов он убедил себя, что Море Влажности является гигантской лесной чащей. 30 июля 1776 года Уильям Гершель наблюдал лунное затмение, и даже написал в «мемуаре», что предпочёл бы созерцать Землю с Луны.
В сентябре 1776 года Де Чейр заменил священника и органиста в Октагон-Чапел. Ни Уильям, ни Каролина не упоминали об этом в автобиографиях; М. Хоскин предполагал, что Гершеля попросту уволили. Однако на заработках это не сказалось: ганноверца пригласили директором оркестра New Assembly Rooms. 5 марта 1777 года Каролина дебютировала в оратории Генделя «Иуда Маккавей», её платье обошлось в 10 гиней. Выступление было одобрено маркизой Лотиан. 15 апреля 1778 года Каролина пела партию примы в «Мессии» Генделя; после которой ей предложили сольный ангажемент в Бирмингеме. Однако она предпочла остаться с братьями: младший брат — 21-летний Дитрих — бежал из Ганновера, бросив место в оркестре, намереваясь отправиться в Индию. Однако он добрался только до Лондона, где тяжело заболел. Его перевезли в Бат и долго выхаживали. К тому времени Уильям изготавливал 7-дюймовые зеркала на продажу и успешно экспериментировал с определением высоты лунных гор.

### Профессиональное признание (1778—1781)

#### Философское общество Бата и Королевское общество

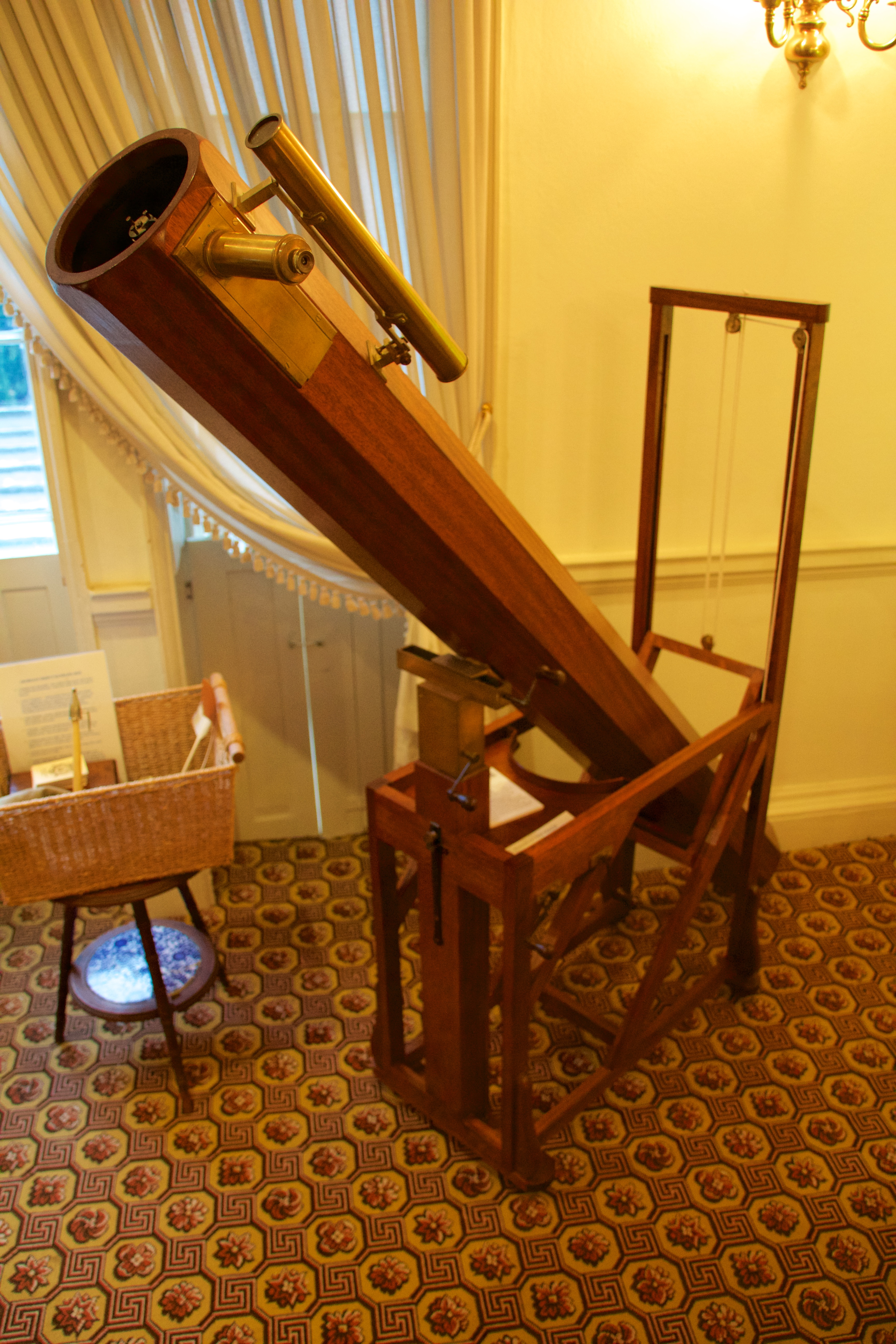
Реплика телескопа, на котором было совершено открытие планеты Уран. Гершелевский музей астрономии

Около 1778 года Уильям Гершель был представлен Королевскому астроному Невилу Маскелину, когда тот гостил в Бате у друга. Постепенно складывался круг интеллектуальных знакомств, в который входили будущий секретарь Королевского общества Чарльз Благден, и астрономы Александр Обер и Эдвард Пиготт. В конце декабря 1779 года произошло случайное знакомство с доктором Уильямом Уотсоном, который только что основал Философское общество Бата, объединяющее жителей города, интересующихся наукой. Всего было 25 членов, — первое английское научное общество за пределами Лондона. 31 декабря 1779 года Гершель впервые появился на заседании в качестве «математика и оптика». Заседания проводились еженедельно в зимний сезон и раз в две недели — в летний. Сохранились рукописи не менее 31 доклада, прочитанных Гершелем, на самые разнообразные темы — от роста кораллов до измерения высоты гор на Луне. Благодаря Уотсону в мае 1780 года астрономические доклады Гершеля (о лунных горах и переменной звезде в созвездии Кита) были прочитаны в Королевском обществе. Было решено рекомендовать их к печати в «Философских трудах Королевского общества»; при этом Маскелин предложил Гершелю написать о микрометре, благодаря которому были совершены измерения. По словам М. Хоскина, так окончательно произошло превращение музыканта в астронома.
Первым самостоятельным проектом Гершеля стало исследование двойных звёзд, которое позволяло в перспективе определить межзвёздное расстояние; впервые об этом заявил Галилей. 17 августа 1779 года Уильям Гершель впервые стал наблюдать звёзды, видимые невооружённым глазом, в телескоп, чтобы определить, являются ли они двойными. Каталог был составлен к концу 1781 года, и он содержал данные о 269 двойных звёздах, из которых 227 были открыты впервые; каталог был отправлен Оберу, Маскелину и Хорнсби для перепроверки. В марте 1782 года Обер первым подтвердил истинность наблюдений, после чего поздравления ганноверцу прислал лично президент Королевского общества сэр Джозеф Бэнкс.

#### Открытие Урана. Избрание в Королевское общество
В марте 1781 года Гершели переехали в дом 19 на Нью-Кинг-стрит. Чуть ли не сразу после переезда Уильям принялся за наблюдения. Ночью 13 марта он работал в одиночку (Каролина занималась проверкой мельницы, в которую её брат вложил средства). В журнале астронома появились следующие записи:

В квартиле рядом с ζ Тельца… Вероятно, туманная звезда, или, возможно, комета.
Оригинальный текст (англ.)In the quartile near ζ Tauri … either nebulous star or perhaps a comet.

Гершель пригласил к себе Уотсона, чтобы подтвердить увиденное. Тот посоветовал немедленно написать в Лондон. 17 марта в журнале появилась другая запись:

Я искал комету или туманную звезду, и оказалось, что это комета, поскольку она поменяла положение.
Оригинальный текст (англ.)I looked for the Comet or Nebulous Star and found that it is a Comet, for it has changed its place.

В обоих случаях наблюдения велись в 7-футовый рефлектор. 22 марта, то есть через 9 дней после первого наблюдения, Королевское общество заслушало послание Гершеля. В то время он ещё не умел точно определять небесные координаты, поэтому Хорнсби так ничего и не заметил в созвездии Тельца, а Маскелин увидел гершелевский объект 3 апреля, и не обнаружил ни головы, ни кометного хвоста. В ответном послании он сообщал:

Я не знаю, как это назвать. Это может быть как обычной планетой, вращающейся вокруг Солнца по почти круговой орбите, так и кометой, движущейся по очень вытянутому эллипсу.
Оригинальный текст (англ.)I don't know what to call it. It is as likely to be a regular planet moving in an orbit nearly circular to the sun as a Comet moving in a very eccentric ellipse. 

К началу лета 1781 года дополнительные наблюдения показали, что Гершель действительно открыл неизвестную планету, и расширил пределы Солнечной системы примерно вдвое.
Ранее, 2 мая 1781 года Маскелин принял астронома в Гринвичской обсерватории, условия для наблюдений были благоприятными и ещё раз подтвердили открытие. В ноябре Уильям Гершель был удостоен престижной медали Копли; поскольку сезон в Бате был в самом разгаре, директору оркестра и концертирующему музыканту пришлось ехать ночным дилижансом, чтобы предстать в Королевском обществе в 11 часов утра. Через несколько дней его избрали действительным членом Общества «как знатока математики, механики и астрономии», причём Гершель единогласно был освобождён от ежегодных членских взносов (30 гиней — существенная по тем временам сумма), «чтобы эти деньги он потратил на приобретение нового знания». Официальную церемонию инаугурации отложили на удобное для Уильяма время. Это был достойный повод, чтобы обратиться за Высочайшим патронажем. Данный обычай в XVIII веке казался архаичным, но не исчез окончательно. Так, старший из братьев Гершелей — Якоб — во время очередного визита в Бат посвятил сочинённый им сборник сонат королеве Шарлотте. Это было замечено, его пригласили на придворный концерт и увеличили его жалованье в Ганновере на 100 талеров в год. Сэр Джозеф Бэнкс, имевший связи при дворе, предложил назвать новооткрытую планету в честь короля Георга III. Представление об этом сделал полковник Вустерского полка Джон Уолш, и доложил, что Гершель — подданный Ганновера. Король интересовался астрономией, и во время прохождения Венеры через солнечный диск в 1769 году, распорядился оборудовать для себя обсерваторию в Кью и даже смог наблюдать явление лично. Её директор — Стивен Деменбре — скончался в феврале 1782 года; его место планировалось передать Гершелю.

### Завершение музыкальной карьеры (1782)

#### Неурядицы в Бате

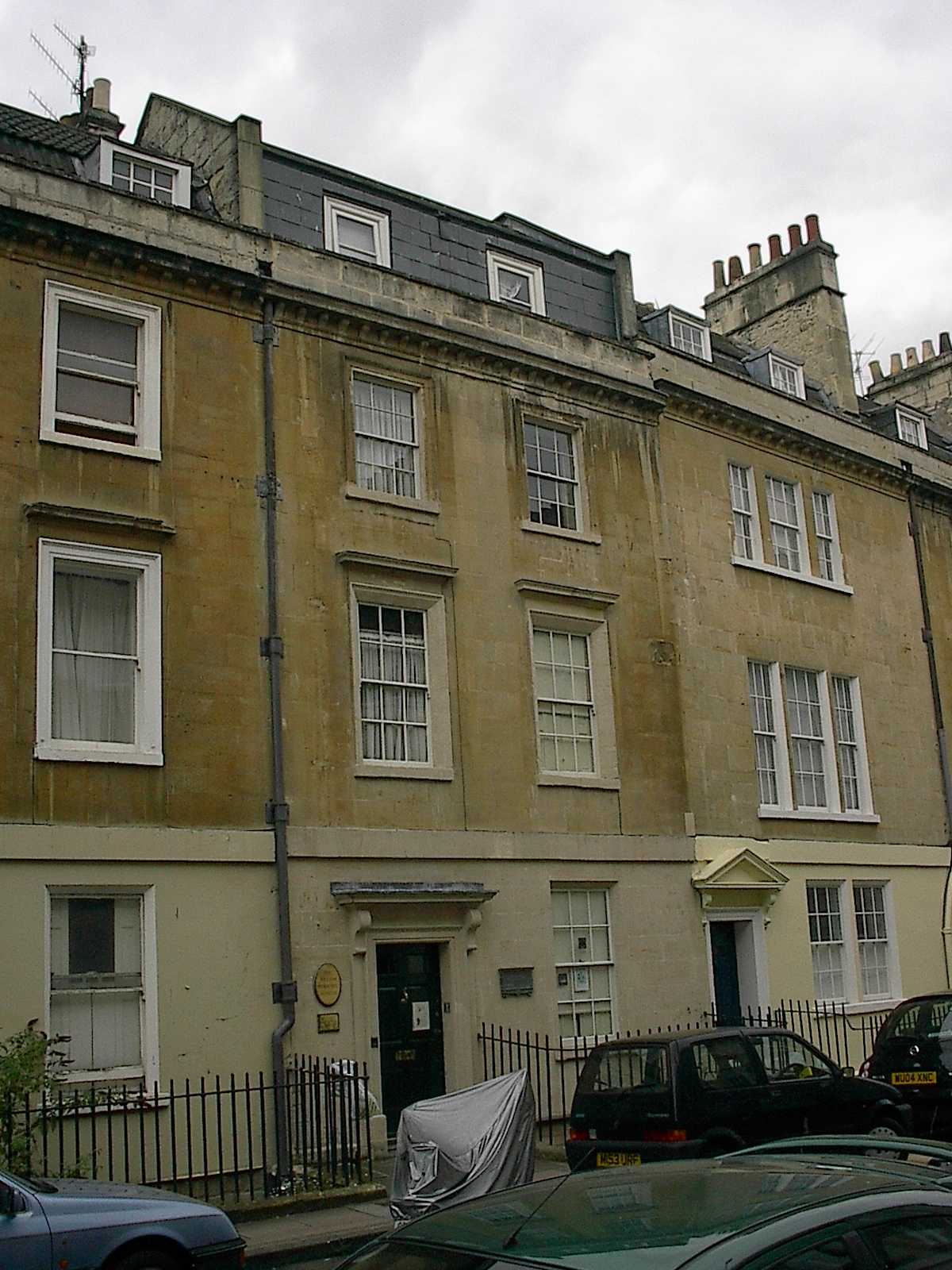
Последний дом Гершелей в Бате (Нью-Кинг-стрит, 19). Фото 2005 года. Ныне здесь расположен Гершелевский музей астрономии

Приоритетной задачей Гершеля было исследование межзвёздного пространства. Когда он заподозрил, что туманность Ориона изменяет свою форму, он принял решение построить телескоп с возможно большей светосилой. Садовый участок на Нью-Кинг-стрит был достаточно обширным, чтобы сориентировать телескоп-гигант на юг. Ещё в январе 1781 года Уильям Гершель приступил к изготовлению зеркала и проектированию. Основную часть лета 1781 года Гершель экспериментировал со сплавами меди и олова: лёгкие зеркала получались слишком хрупкими. Одновременно он рассчитывал форму зеркала и механические конструкции для работы, поскольку оно должно было весить примерно четверть тонны. Все работы велись в саду Гершелей, причём, когда оказалось, что в суглинок для форм необходимо добавлять конский навоз, Уильям без колебаний мобилизовал для сбора сырья не только Каролину и Александра, но и У. Уотсона. Наконец, 11 августа началась плавка, но во время заливки 550 фунтов металла треснула форма, а зеркало окончательно растрескалось при охлаждении. Уотсон объяснил, что охлаждение было слишком быстрым. При второй плавке металл протёк через дно печи и разлился по участку. Гершелей спасло лишь то, что дом имел несколько выходов. Работы над телескопом временно пришлось прекратить.
Основным источником заработка для всех Гершелей оставалась музыка. Уильям дирижировал ораторией в Бате всего через четыре дня после подтверждения открытия новой планеты, и ещё через два дня представлял ораторию в Бристоле. Приём публики был тёплым. Однако после того, как начались переговоры о назначении Гершеля «астрономом короля», произошла катастрофа. Объявление от 7 марта 1782 года анонсировало генделевского «Иеффая» в Великую среду; но уже через несколько дней было объявлено о представлении «Самсона», который буквально перед представлением был заменён на «Иуду Маккавея». Вероятно, Гершель уже не мог сосредоточиться на музыке. Представление «Мессии» в Бристоле (в Великий четверг) оказалось откровенно провальным; тем более что в день премьеры из Виндзора прибыл племянник Уильяма (пять сыновей его старшей сестры Софии обосновались в Англии), который играл в труппе королевы Шарлотты, и пригласил его на аудиенцию со скрипкой. На 1 мая 1782 года было запланировано открытие органа в самой большой в Бате Сент-Джеймсской церкви, Гершель дирижировал «Мессией», но все партии были исполнены хором леди Хантингдон из Солсбери, а Каролина в представлении вообще не участвовала. 19 мая она солировала в часовне Сент-Маргарет в Бате, Уильям аккомпанировал ей на органе. По-видимому, это было последнее выступление брата и сестры Гершелей на публике.

#### Жизненный поворот

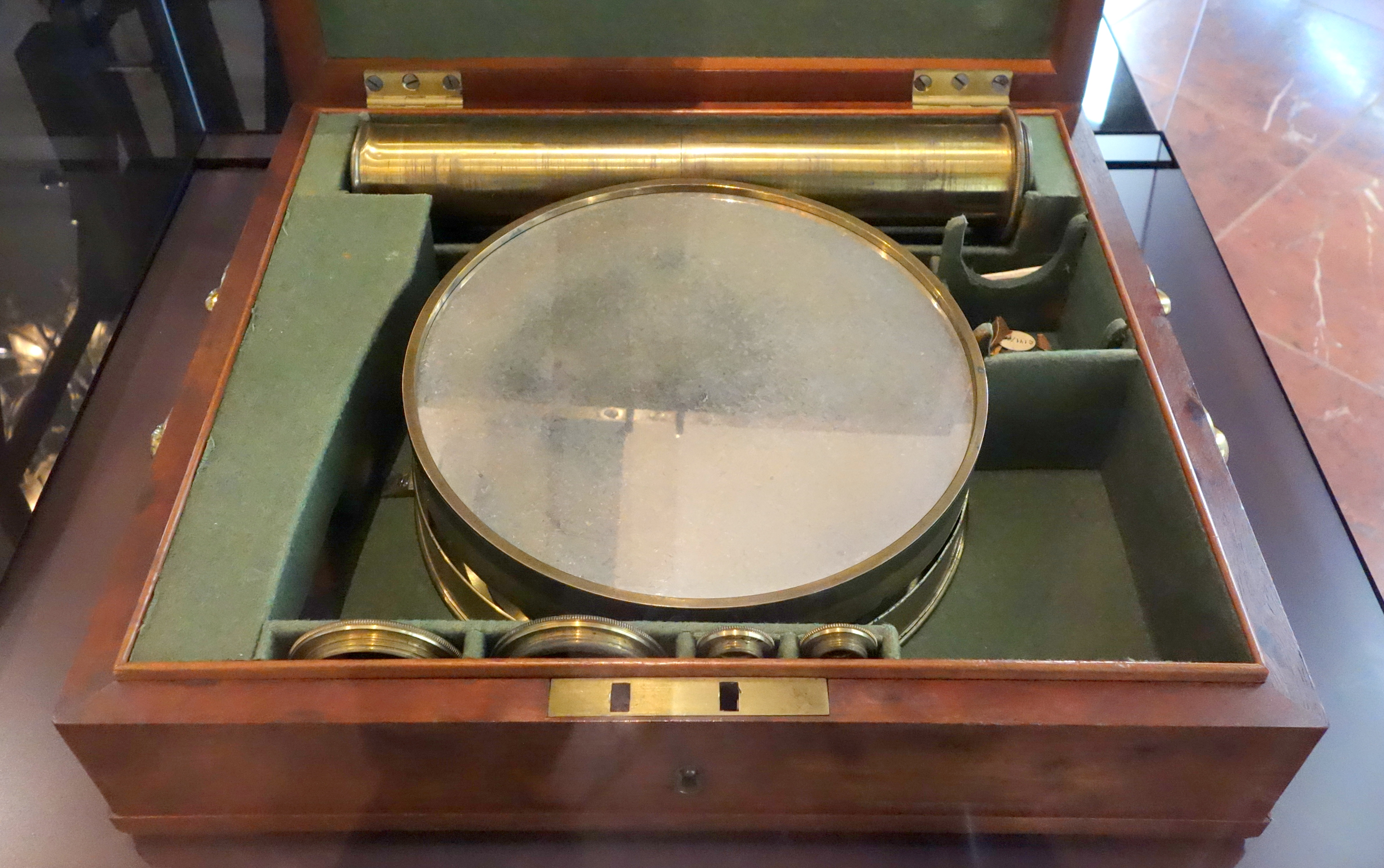
Зеркало 10-футового телескопа Гершеля, изготовленное около 1783 года. Дрезден, физико-математический салон, Цвингер

Для подготовки к аудиенции у Георга III, Гершель остановился в доме Уотсонов в Лондоне и привёз с собой зеркало и окуляр. Также он взял свой каталог двойных звёзд. 25 мая 1782 года, в субботу, состоялась приватная аудиенции, на которой Гершель подарил монарху схему Солнечной системы, где была показана и новая планета, пока безымянная. Далее ему было велено отвезти детали телескопа в Гринвич для проверки и быть готовым к совместным наблюдениям в Кью. Телескоп был установлен 29 мая, в среду, и показал лучшие качества, чем ахроматический рефрактор Маскелина, который при увеличении в 920 раз давал сильную аберрацию. В пятницу Гершеля пригласили на приватный концерт у короля, и удостоили получасовой беседы; суббота и воскресенье были посвящены совместными наблюдениям с Маскелином и Обером, которые пришли к выводу, что инструменты бывшего музыканта превосходят всё, имеющееся в английских обсерваториях. Например, Гринвичский телескоп не позволял наблюдать двойные звёзды. Далее Гершель был приглашён на обед к Дж. Бэнксу, и вновь был приглашён на концерт к королю. 15 июня новая компетентная комиссия осматривала его телескопы, включая часовщика Арнольда — изобретателя хронометра. Затянувшееся ожидание нервировало Гершеля, поскольку в Бате его ждали ученики; Уотсон писал ему, что имеет смысл самому проявить инициативу. Одновременно Гершелю предложили пост главного королевского астронома Ганновера, но предлагаемое жалованье — 100 фунтов стерлингов в год — составляло примерно четверть от музыкальных заработков в Бате, хотя он писал Каролине, что занятия музыкой уже стали казаться невыносимыми. Наконец, король Георг повелел доставить 7-футовый рефлектор в Виндзорский замок, и во вторник 2 июля впервые наблюдал небо вместе с Гершелем. Эти сеансы повторялись не менее трёх раз, причём для сравнения развернули ещё три телескопа разных конструкций и разных мастеров. Инструмент Гершеля вновь оказался лучшим, показав при увеличении в 932 раза, что Полярная звезда является двойной, что стало очевидно даже неопытному наблюдателю-любителю Георгу III. Далее к новому развлечению присоединились королева и принцессы, для чего телескоп перенесли в Кью. Поскольку погода была облачной, Гершель изготовил искусственный диск Сатурна из картона, и подсвечивал его, так что наблюдаемая в телескоп картина мало отличалась от реальной, что вызвало одобрение придворных. Было решено, что Гершель должен поселиться близ Виндзора, чтобы демонстрировать небесные тела королевскому семейству по первому требованию. Ему присуждалась пожизненная пенсия в 200 фунтов стерлингов в год (жалованье королевского астронома тогда составляло 300 фунтов). Сообщая об этом Бэнксу, Гершель предлагал присвоить новооткрытой планете имя Georgium Sidus (по-латыни «Георгианская звезда»), что перекликалось как с «Юлиевой звездой» из оды Горация («К Клио» I, 12, 46—48), так и «Медицейскими звёздами», как Галилей назвал спутники Юпитера. Действительно, термин Georgian Planet использовался в британской астрономии до середины XIX века; однако в Европе планету сначала именовали «Гершелевой», а затем Иоганн Боде присвоил ей имя Уран (в античной мифологии Уран — отец Сатурна, а Сатурн — отец Юпитера).
Получив королевскую санкцию, Уильям Гершель (не спрашивая совета Александра и Каролины) подыскал место для новой обсерватории в деревне Датчет в паре миль к востоку от Виндзорского замка. О назначении личным астрономом короля он даже не удосужился сообщить матери, и она написала ему через младшего брата Дитриха.

### Астроном короля (1782—1788)

#### Датчет

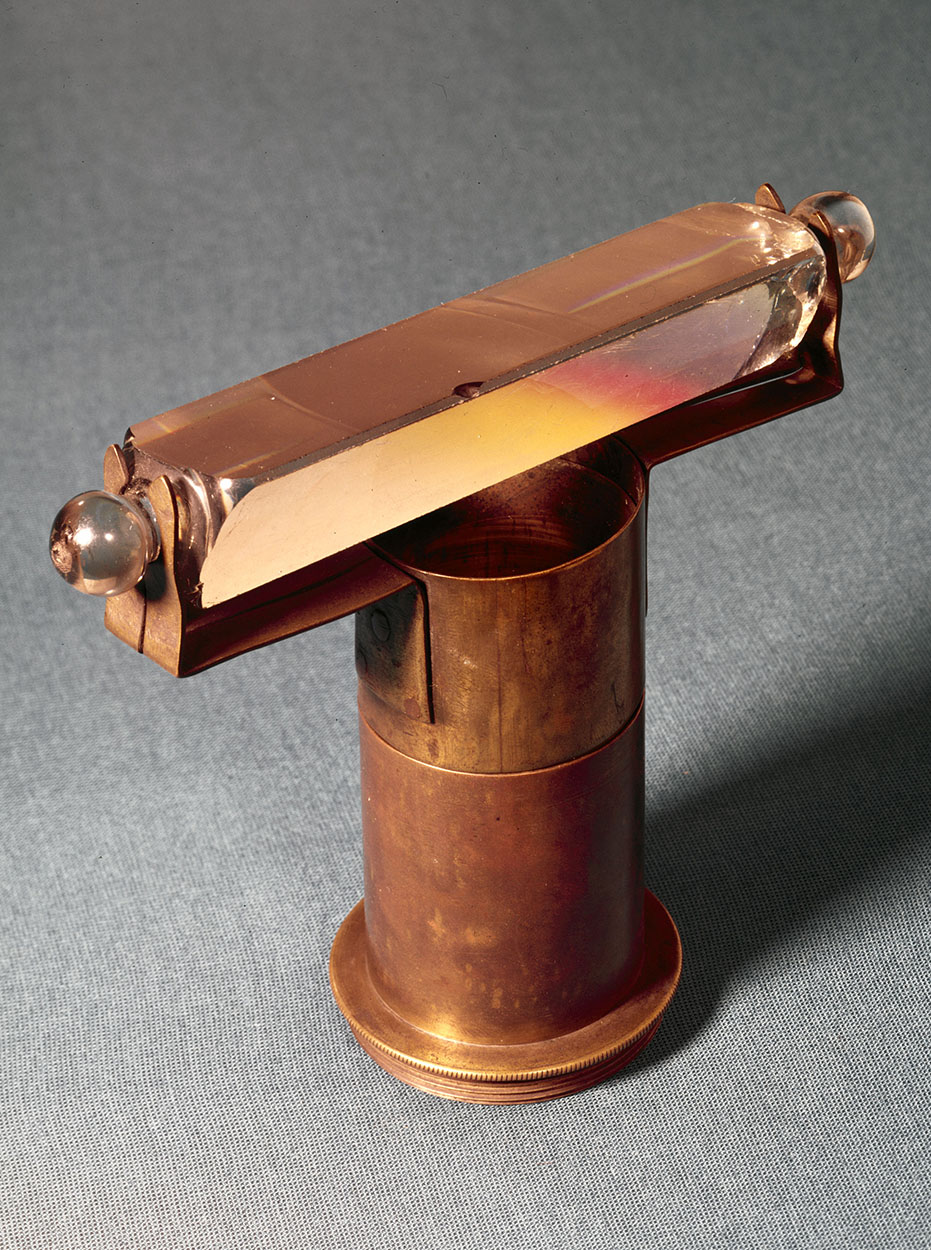
Стеклянная призма, закреплённая шарнирами на окуляре телескопа, с помощью которой Гершель впервые провёл наблюдения звёздных спектров

В июле 1782 года семейство Гершелей покинуло Бат, и, миновав Слау, перебралось со всеми пожитками в Датчет. Арендованное жилище некогда было охотничьим домиком некоего джентльмена, и находилось в аварийном состоянии. Нанятый по рекомендации слуга оказался арестованным за кражу. Однако дом был просторным: на втором этаже имелось четыре спальни, а на первом этаже, помимо холла и кухни, были две просторных студии. Это тоже имело оборотную сторону: в доме было 30 окон, по числу которых исчислялся налог на недвижимость, и это в условиях, когда доходы сократились вдвое. Цены на рынке тоже были выше, чем в Бате; Каролине приходилось закупать припасы в Виндзоре. Уильяма, впрочем, привлекли каретный двор и конюшня, которые было легко оборудовать для телескопной мастерской и обсерватории. В саду можно было разместить телескоп-гигант. Чтобы привести резиденцию в порядок потребовалось два месяца, после чего Александр Гершель вернулся в Бат, к началу нового музыкального сезона. Якоб предложил ему место в своём оркестре в Ганновере, а Уильям и Каролина предлагали найти работу в Лондоне, где они могли бы регулярно видеться. Уильяма часто приглашали в Куинз-Лодж в Виндзоре, чтобы демонстрировать королевскому семейству небесные явления. Остаток ночи Гершель мог тратить на изучение двойных звёзд, однако его раздражала постоянная необходимость переносить и переналаживать телескоп. Первые наблюдения он начал спустя 36 часов после переезда. В декабре Уильям съездил в Бат, проведать Александра (через год тот женился на вдове Маргарет Смит), собрать обломки зеркала телескопа-гиганта. Во время командировки он отлил из материала обломков 12-дюймовое зеркало для телескопа с 20-футовым фокусным расстоянием. Услышав про телескоп большего размера, король навестил астронома на дому, и эта практика стала обычной на четыре десятилетия вперёд. Уильяму была дана привилегия принимать особ королевской крови и придворную знать только в погожие дни, подходящие для наблюдений. К концу 1784 года Гершель составил каталог 434 двойных звёзд.
Развитие Гершеля как учёного более ничем не сдерживалось. Почти все публикации в «Философских трудах Королевского общества» были основаны на его личных наблюдениях. В начале 1783 года Уильям отправил в Королевское общество сообщение, основанное на анализе данных всех доступных ему астрономических наблюдений от глубокой древности. В «мемуаре» доказывалось, что антично-средневековые представления о «сфере неподвижных звёзд» неверны, и все небесные тела существуют в трёхмерном пространстве и движутся по независимым траекториям. Следующей задачей стало определение направления движения Солнца и Солнечной системы. Сравнив известные к тому времени собственные движения 13 звёзд, Гершель обнаружил, что движение происходит по направлению к Лямбде Геркулеса. Координаты апекса он определил как α = 257°, δ = +25°. В 1805—1806 годах, пересмотрев вновь накопленные данные, Гершель опубликовал две статьи, суммарным объёмом в 57 страниц, где попытался оценить скорость движения Солнца, впрочем, безуспешно: считая внутреннее строение звёзд одинаковым, астроном принял гипотезу, что яркость звёзд свидетельствует об их близости и наоборот. В 1783 году Гершель занимался проверкой наблюдений Гудрайка о резком периодическом изменении звёздной величины Алголя и на долгие годы одним из важнейших его занятий стало составление каталога звёздных величин, в котором было учтено более 3000 объектов. В том же 1783 году, весной, Томас Коллинсон, гость в Датчете, предложил разложить спектр какой-либо яркой звезды на призме. Гершель, используя 10-футовый рефлектор, и держа призму пальцами (он расположил её между глазом и окуляром), сопоставлял спектры Мю Цефея и Альфы Цефея 21 мая 1783 года. Он убедился, что спектры сильно отличаются, но не мог объяснить различий и интерпретировать наблюдения. Интерес к астроспектрометрии возродился у него только в 1798 году, когда он решил техническую проблему удержания вращающейся призмы. В течение 1783 года постоянным ассистентом Уильяма Гершеля стала Каролина, причём эта роль была ей уготована приказом брата.

#### «Об устройстве небес»

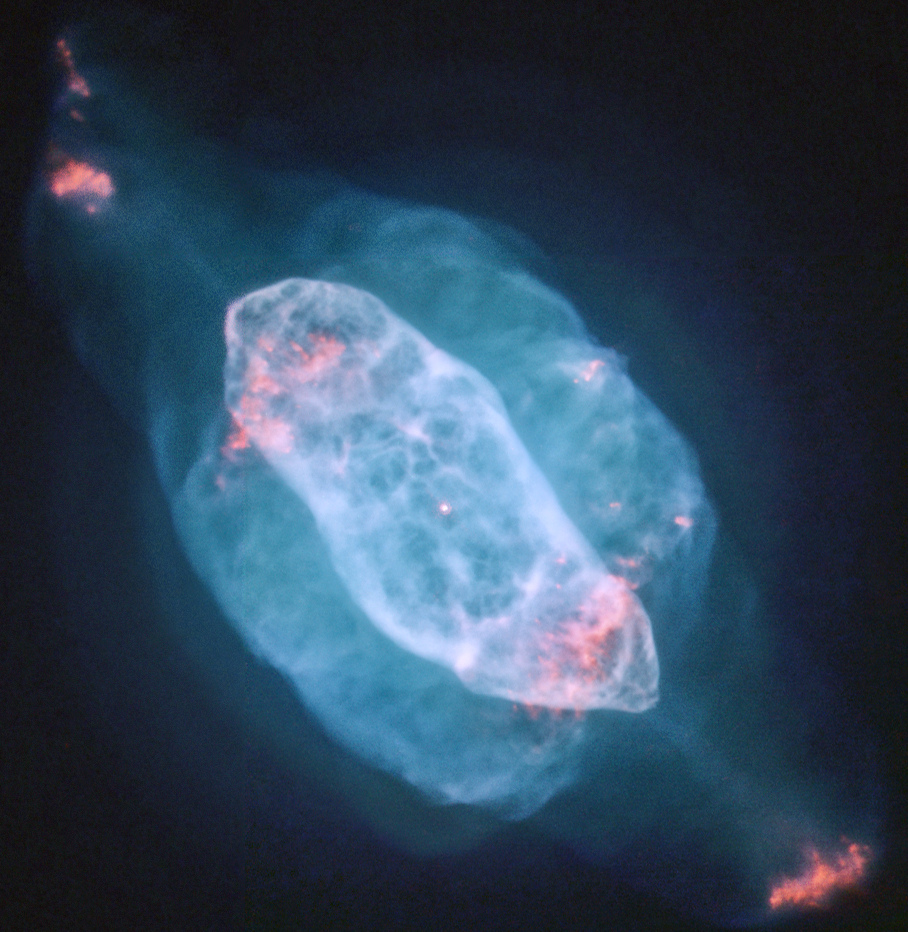
Туманность Сатурн, открытая Гершелем. Фото сделано на телескопе «Хаббл»

Ещё в период жизни в Бате Гершель не менее 17 раз наблюдал Туманность Ориона, и трижды её зарисовывал. Для увеличения точности наблюдений он засёк положение звёзд в этой туманности, и это позволяло интерпретировать изменения. Оказалось, что наблюдаемая картина отличалась от зарисовки Гюйгенса, воспроизведённой в «Оптике» Смита. Поскольку изменения происходили на глазах наблюдателя, Гершель сделал вывод, что туманность не могла быть слишком обширной или удалённой от Земли. В 1781 году Уотсон прислал Гершелю каталог Мессье, который сильно изменил исследовательскую программу Уильяма. По крайней мере, он потратил почти год, чтобы перепроверить все объекты этого каталога с помощью инструментов, превосходящих имеющиеся у Мессье. Некоторые объекты — например, Туманность Кольцо, — были показаны королю. Благодаря открытию объекта около Ню Водолея (туманность Сатурн) Гершель ввёл термин «планетарная туманность». Сначала не было возможности установить, находятся ли такие объекты в Солнечной системе или за её пределами. К «охоте за туманностями» Уильям привлёк Каролину, и она обнаружила 14 новых объектов в течение 1783 года. Для сестры Уильям сконструировал приспособление из обыкновенной щётки, совмещённой с окуляром. Такой аппарат позволял рассматривать узкий сектор от горизонта до зенита, а затем дублировать этот же сектор через телескоп, в буквальном смысле «подметая» небо.
Поскольку Гершель работал на открытом воздухе (чтобы зеркало не испытывало температурных перепадов), он не мог прерывать наблюдения, чтобы записать свои впечатления. Поэтому Александр Гершель сконструировал точные маятниковые часы; во время ночных бдений Каролина сидела с письменными принадлежностями и с часами. Если Уильяму требовалось что-то записать, он звонил в звонок, Каролина открывала окно и фиксировала то, что он ей кричал. Её обязанностью также было ведение журнала наблюдений и перебеливание записей. По выражению М. Хоскина, Каролина была «ксероксом, текстовым редактором и калькулятором» Уильяма. В частности, она расчерчивала большие листы бумаги горизонтальными и вертикальными линиям, причём каждый квадрат обозначал 15′. Если квадрат перечёркивался крестом, это означало, что он «подметён»; если перечёркивался по диагонали, это означало, что требовались повторные изыскания.

Туманность Омега. Фото выполнено через Обзорный телескоп VLT

Через несколько недель после начала исследования туманностей Гершель отправил в Королевское общество первый «мемуар» относительно устройства Вселенной. К апрелю 1784 года он уже обнаружил 388 туманностей, неизвестных Мессье; к июлю их число было доведено до 440. Некоторые туманности Мессье в 20-футовом телескопе оказались звёздными скоплениями. Это открытие побудило Гершеля навести окуляр на Млечный путь, и обнаружилось, что он состоит из множества звёзд. Уильям подсчитал, что за час наблюдения он мог различить около 50 000 звёзд, которых на самом деле неопределённо много. Также оказалось, что туманности и звёздные скопления могут концентрироваться в некоторых секторах неба, и Гершель сделал поспешный вывод, что Млечный путь и есть тот самый «слой неподвижных звёзд», ещё не дифференцированный на туманности и скопления. Однако это привело также к осознанию, что наблюдаемые «туманности» могут быть как «истинными» (газовая туманность в современной терминологии), так и «подобными Млечному пути» (галактики); вставал вопрос об их различении при наблюдениях. Исследуя Туманность Омега, Гершель обнаружил, что она может служить эталоном: скопления раскладывались на отдельные звёзды, газовые туманности только собирают свет звёзд.

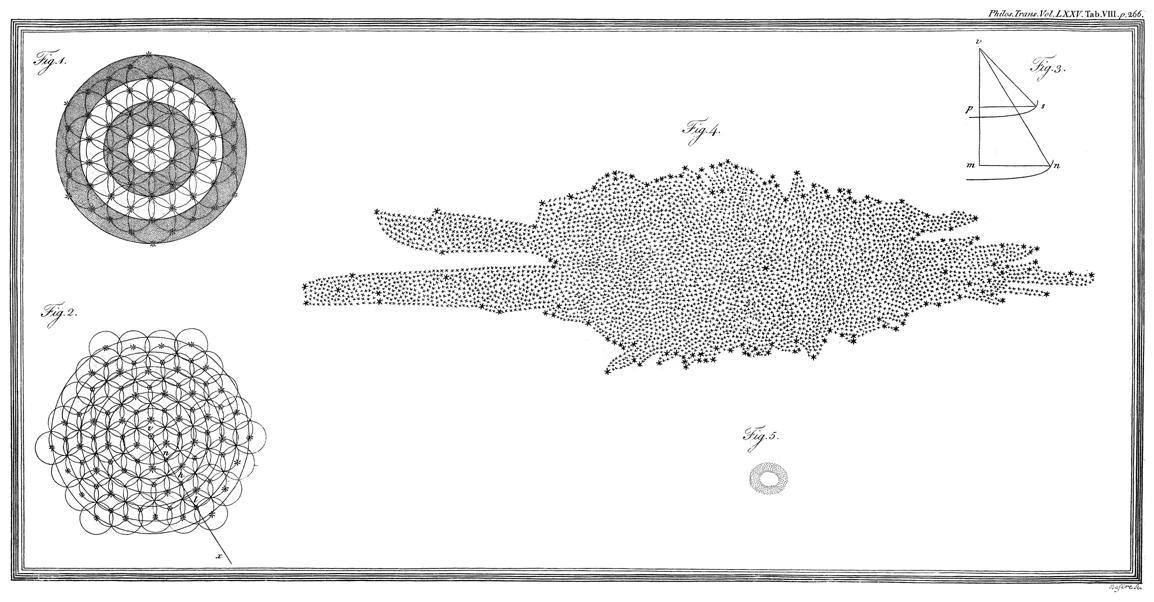
Схема устройства Галактики из статьи Гершеля «On the Construction of the Heavens», 1785

В статье 1785 года Гершель заявил, что Млечный путь является звёздным скоплением больших размеров и сложной формы, состоящим из миллионов звёзд. Гершель решил исследовать устройство этого скопления, несмотря на то, что Земля находится внутри него. Для этого он сделал два допущения: во-первых, что все звёзды Млечного пути можно наблюдать на его 20-футовом рефлекторе; во-вторых, он предположил, что звездные скопления в Млечном пути распределены равномерно. Он сделал почти 700 «звёздных черпков», большинство которых содержали не точные подсчёты, а среднее число звёзд в 10 соседних квадратах на картах Каролины. Эта работа считается первой в мире в области звёздной статистики. Гершель утверждал, что Туманность Ориона и Туманность Андромеды — такие же «звёздные острова», но что они расположены слишком далеко для полноценного исследования. Гершель не исключал, что они могут быть больше Млечного пути.

#### Производство телескопов. Переезд в Слау
Королевского жалованья не хватало для исследований Гершеля: через год после переезда из Бата закончились составленные ранее накопления. Ещё в августе 1782 года Уильяму написал Кристиан Майер из Мангейма, предложив создать для его обсерватории телескоп; по мнению М. Хоскина, это побудило Гершеля изготавливать астрономические инструменты на коммерческой основе. Стоимость 7-футового телескопа он оценил в 50 гиней. Король одобрил этот проект и даже способствовал заказу на пять 10-футовых рефлекторов для обсерватории Кью, Виндзорского замка, Гёттингенского университета, и дворца герцога Мальборо. Пятый инструмент к 1791 году так и не был продан. 7-футовые зеркала пользовались заметно большим спросом; причём Гершель писал в автобиографии, что заказы позволили ему заняться затратными экспериментами по улучшению техники полировки. После того, как Александр Гершель овдовел в 1788 году, он охотно работал с братом в летний сезон.

Вид трубы 40-футового телескопа Гершеля в Слау с обсерваторного холма. Зарисовка Джона Гершеля 1840 года

Большую помощь Гершелю оказал Уильям Уотсон, который в 1785 году добился королевской субсидии в 2000 фунтов стерлингов для строительства большого телескопа. Поскольку владелица дома, который снимали Гершели, подняла арендную плату, а новый 40-футовый телескоп проектировался как стационарный, было решено переезжать. Новый дом был найден в Слау, на Виндзор-роуд; некогда в нём располагалась таверна. В доме было 4 спальни, обширная конюшня и участок в 1 акр за каменным забором. Принадлежал участок семейству Болдуин, с которым позднее Уильям породнился. Переезд состоялся 4 апреля, и этот дом стал резиденцией трёх поколений гершелевского семейства, пока не был снесён в 1960 году. Место было удобным во всех отношениях, вдобавок, Слау лежал на большом тракте из Бата в Лондон. Хозяйство по-прежнему вела Каролина, но требовалось на три дня в неделю нанимать садовника. По словам Франсуа Араго, «с помещением Гершеля в Слуге оканчивается его биография как человека вообще; начинается жизнь астронома».
См. также: 40-футовый телескоп Гершеля
Одной из важнейших задач Гершеля было строительство 40-футового телескопа для звёздных исследований. Работа над ним прервалась в 1786 году, когда по приказу короля он ездил в Гёттинген для установки изготовленного по королевскому повелению рефлектора (одного из пяти, упомянутых выше). Гигантское по тем временам зеркало (весом в полтонны) полировали 24 человека в две смены, причём единственным инструментом для определения идеальной формы были руки самого астронома. В феврале 1787 года телескоп был впервые опробован, и оказалось, что зеркало прогибается под собственной тяжестью. Предстояли новые расчёты и работа над новым зеркалом, на которое не было денег. По-видимому, это вызвало сильнейшее неудовольствие Георга III (у которого уже проявлялись симптомы психического расстройства). В сохранившейся переписке имеются и намёки на личное унижение Гершеля в общении с монархом. При содействии Дж. Бэнкса второй грант на 2000 фунтов астроному был предоставлен, но сердечных отношений между Уильямом и Георгом III более не было; вероятно, по этой причине, королевской награды Гершель удостоился лишь в 1816 году. Араго считал его достойным, по крайней мере, «герцогства Слау». Впрочем, охлаждение отношений не отменяло популярности астронома в придворных кругах и частых визитов к нему представителей знати.
Второе зеркало было успешно отлито в феврале 1788 года, однако испытания в октябре были признаны неудовлетворительными. Тогда Гершель сконструировал механизм для полировки по расчётам Александра; и лишь летом 1789 года работы были завершены. Рабочее место Гершеля было на специальном балкончике у обреза трубы; оно было соединено говорильной трубой с домиком наблюдателя, и снабжено звонками для ассистентов, которые разворачивали телескоп. Механизм вызвал определённый ажиотаж в научном мире; так, Лаланд ещё в 1786 году во всеуслышание заявил о желании поучаствовать в наблюдениях. Гершель получил от него письмо с инструкциями по Сатурну (кольцо было почти невидимым, ибо наблюдалось с ребра). Работать пришлось в августе и сентябре 1787 года с 20-футовым инструментом, и за 17 дней наблюдений удалось отыскать ещё один спутник этой планеты, но не подтвердить это открытие. Между 28 августа и 17 сентября 1789 года Гершель смог начать наблюдения Сатурна на большом телескопе, результатом которого стало открытие сразу двух спутников, позднее названных Мимасом и Энцеладом.

40-футовый телескоп Гершеля
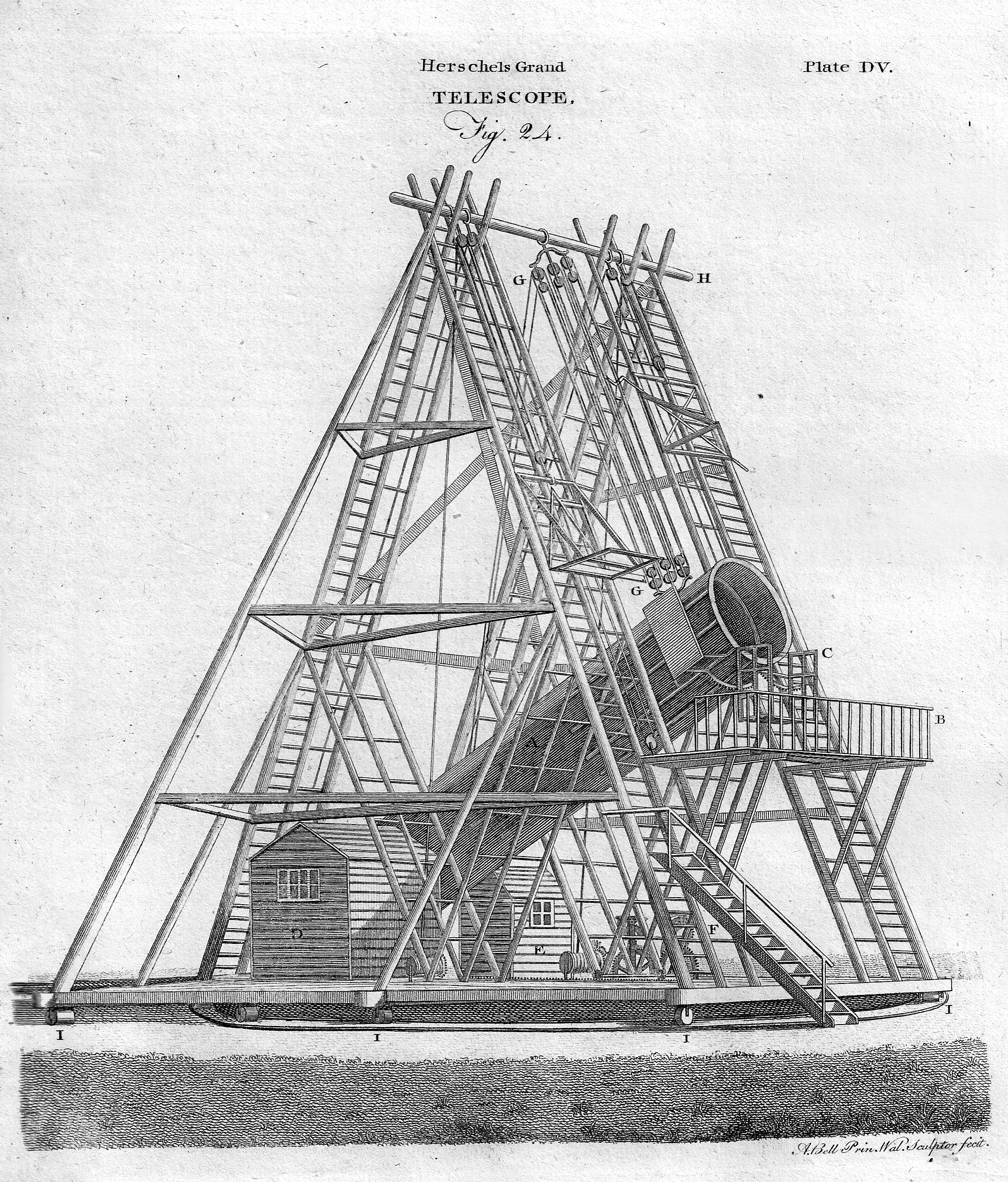
Гравюра из издания «Британской энциклопедии» 1797 года
- Гершелевское описание телескопа (1795)
- Отчёт Гершеля об открытии спутников Сатурна (1789)
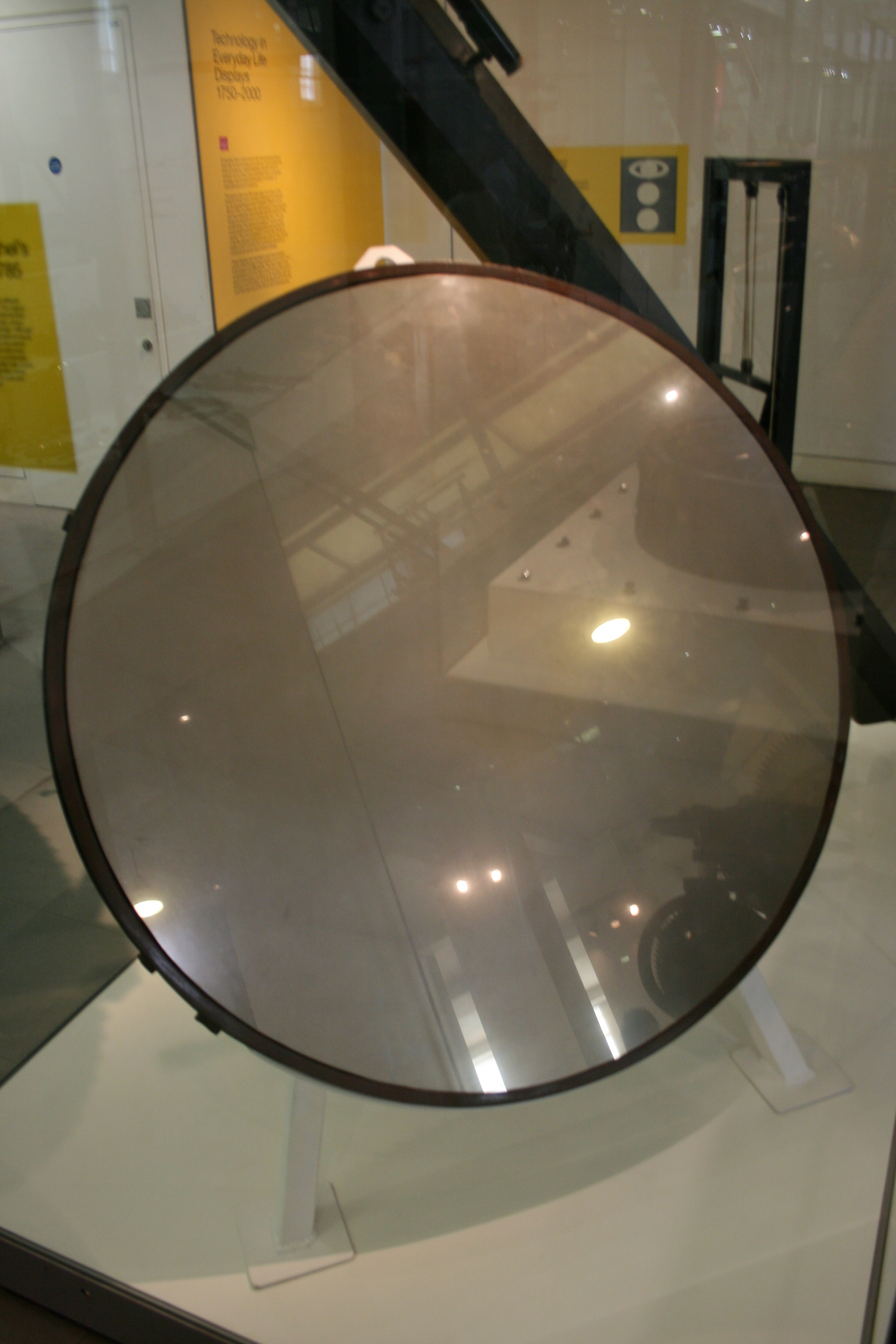
Зеркало 40-футового телескопа Гершеля. Музей науки (Лондон)

### Уильям Гершель в последние десятилетия XVIII века

#### Женитьба

Портрет Гершеля работы Рассел, Джон (художник). Пастель, 1794. Хранился в семействе Гершелей, экспонирован в Гринвичских музеях

Летом 1786 года 48-летний Уильям Гершель стал ухаживать за 36-летней вдовой Мэри Питт — дочерью своих арендодателей. По выражению одного из биографов — Фанни Берни — Гершель «осознал, что золото блестит не меньше, чем звёзды». Мэри была богата и в перспективе должна была получить ещё большее наследство, достигающее 12 000 фунтов стерлингов. Уильям сделал предложение и была объявлена помолвка, но когда Мэри осознала, что из-за постройки 40-футового телескопа они с мужем почти не будут видеться, она разорвала помолвку. Тем не менее они не прерывали отношений и достигли компромисса к осени 1787 года: было решено жить на два дома — в Слау, и поместье в Аптоне. Для Каролины была получена королевская пенсия в 50 фунтов в год; после 1803 года Мэри из своих средств перечисляла Каролине дополнительно 40 фунтов стерлингов — по 10 в квартал. Гершель запросил через Уотсона согласия на брак от своих коллег из Королевского общества, и получил одобрение. Венчание прошло в приходской церкви Аптона 8 мая 1788 года; шафером выступил сэр Джозеф Бэнкс; свидетелями со стороны жениха были Александр и Каролина. Посажённым отцом выступил брат Мэри — аптекарь и химик Томас Болдуин. После того, как в 1791 году Мэри забеременела, было решено сдавать дом в Аптоне, и семейство окончательно обосновалось в Слау. 9 марта 1792 года родился сын и наследник Уильяма — Джон; крёстным отцом его стал польский реформатор и учёный Жан-Батист (Ян) Комаржевский. Через три месяца после рождения Джона, его отец и крёстный совершили 7-недельное путешествие по промышленным центрам Англии, и Уильям на равных общался с ведущими инженерами и изобретателями. Впоследствии Гершель участвовал в одном из судебных процессов о приоритете Джеймса Уатта как свидетель и эксперт. Также в 1792 году Гершель получил диплом доктора права honoris causa от Университета Глазго. В 1793 году в возрасте 19 лет скончался старший сын Мэри — Пол Болдуин, и завещанные ему отцом 2000 фунтов перешли к матери. Кроме того, в 1795 году Мэри унаследовала от тётки половину её недвижимости и 3000 фунтов, вложенных в трёхпроцентные бумаги. Гершель теперь мог вообще не беспокоиться о доходах.
27 марта 1793 года Уильям Гершель прошёл натурализацию, и парламентским актом был удостоен британского подданства. На следующий день билль об этом был утверждён Палатой лордов по ходатайству лорда-епископа Бангора.

#### Астрономические наблюдения Уильяма и Каролины Гершель

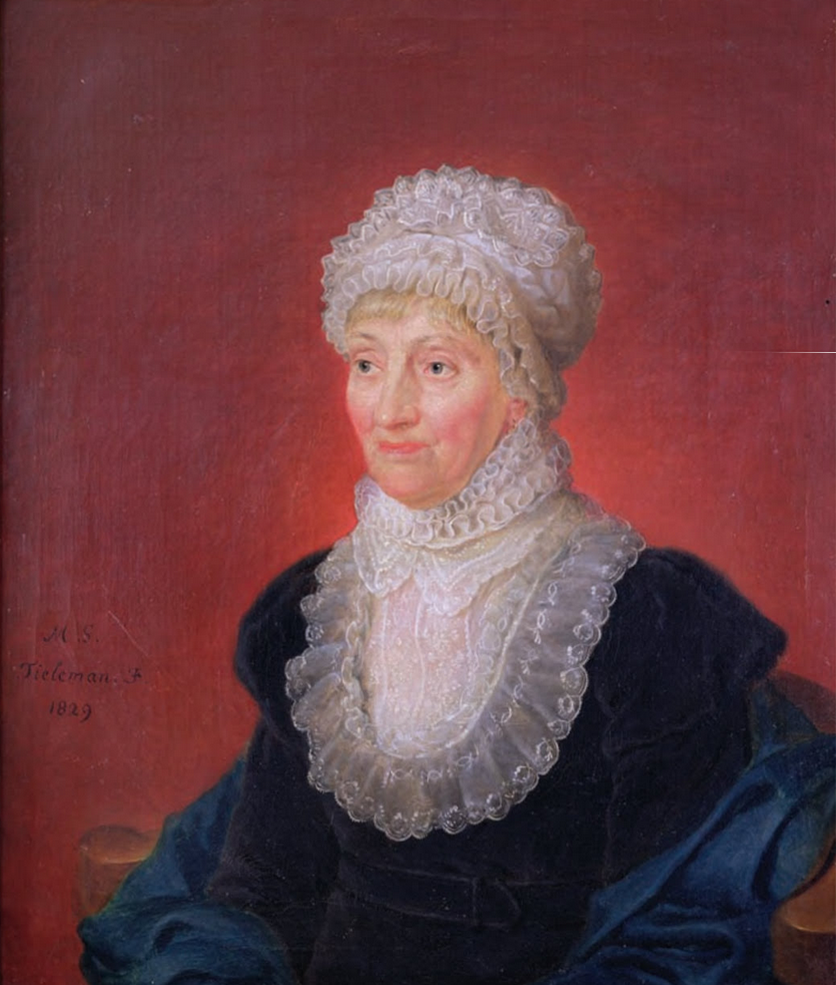
Тилеман, Мельхиор. Портрет Каролины Гершель в её 79-й день рождения. 1829, семейная коллекция Гершелей

После свадьбы, совместные наблюдения с Каролиной возобновились спустя две недели, но теперь по объективным причинам проводились реже. Это высвободило время для её самостоятельной работы, преимущественно, посвящённой поиску комет. Она пользовалась рефлектором системы Ньютона с апертурой 9 дюймов, который давал 30-кратное увеличение. Наблюдения не были узкоспециализированными: например, 16 и 17 апреля 1790 года она наблюдала Луну по заказу Уильяма, который считал, что замеченные им вспышки света на поверхности свидетельствуют о вулканической деятельности. На второй день наблюдений Каролина отыскала свою четвёртую комету. В 1795 году она наблюдала Комету Энке. В том же году Уильям поручил сестре перепроверить звёздный каталог Флемстида, что потребовало 20 месяцев наблюдений. Результаты работы К. Гершель показали, что Флемстид не включил в свой каталог около 500 наблюдаемых в небе Британии звёзд, а также допустил сотни ошибок, некоторые из которых, впрочем, были внесены издателем. Новый каталог был опубликован Маскелином за его счёт; причём когда астроном посетовал, что был бы полезен отдельный каталог пропущенных Флемстидом светил, Каролина не сходя с места оформила его на 25 страницах.
После постройки 40-футового телескопа интересы Гершеля были направлены на Солнечную систему. Он не оставил наблюдения Урана. В XVIII веке эта планета двигалась в богатой звёздами области, что крайне усложняло работу; поэтому бо́льшая часть сообщений об открытии спутников Урана ныне считается ложной. Н. Маскелина раздражали спекулятивные выступления Гершеля в Батском философском обществе об обитаемости Луны и о наблюдении, якобы, большого здания величиной с собор Святого Павла. Он всячески убеждал Уильяма не смешивать точную науку и спекуляции, в том числе религиозные. Тем не менее именно в эти годы собственные убеждения Гершеля сильнейшим образом повлияли на его научные занятия, а именно — на наблюдения Солнца. В 1795 году в «Philosophical Transactions» вышла статья, в которой Гершель утверждал, что у центрального светила имеется твёрдое ядро, как и у любой планеты, но оно окружено многослойной атмосферой, один из уровней которой обладает самосвечением (он назвал её «фотосфера»). Солнечные пятна есть атмосферные факулы и «морщины», через которые видна тёмная солнечная поверхность. Это была единственная публикация, в которой Гершель открыто заявил об обитаемости всех небесных тел. Природа их различна: например, солнечные жители приспособлены к условиям своего мира. Самосвечение солнечной атмосферы объясняется по аналогии с земными высокогорными ледниками, которые сохраняют свою структуру, хотя постоянно освещены и не прикрыты облаками. В апреле 1801 года в «Философских трудах» вышла ещё одна статья о солнечной атмосфере, в которой Гершель скорректировал свои взгляды, и заявил, что наружная огненная атмосфера имеет под собой ещё одну — тёмную, защищающую солнечных жителей. Одновременно он заинтересовался, насколько солнечная активность влияет на Землю, и даже сопоставлял цены на урожай в течение пяти лет, чтобы выяснить, имеется ли корреляция с числом солнечных пятен. Предварительные выводы были положительными: Солнце оказывало влияние на земную растительность. Эта статья вызвала возмущение Уильяма Уотсона, который опасался скандала и насмешек. Шотландец Генри Брум, который открыто третировал как англичан, так и немцев, обрушился на Гершеля в «Edinburgh Review», и даже сообщил, что такого абсурда никто не читал со времён «путешествия Гулливера в Лапуту». М. Хоскин отметил, что такая публикация вызвала бы «бо́льшую отзывчивость» со стороны читателя XXI века.

#### Открытие инфракрасных лучей. Астероиды

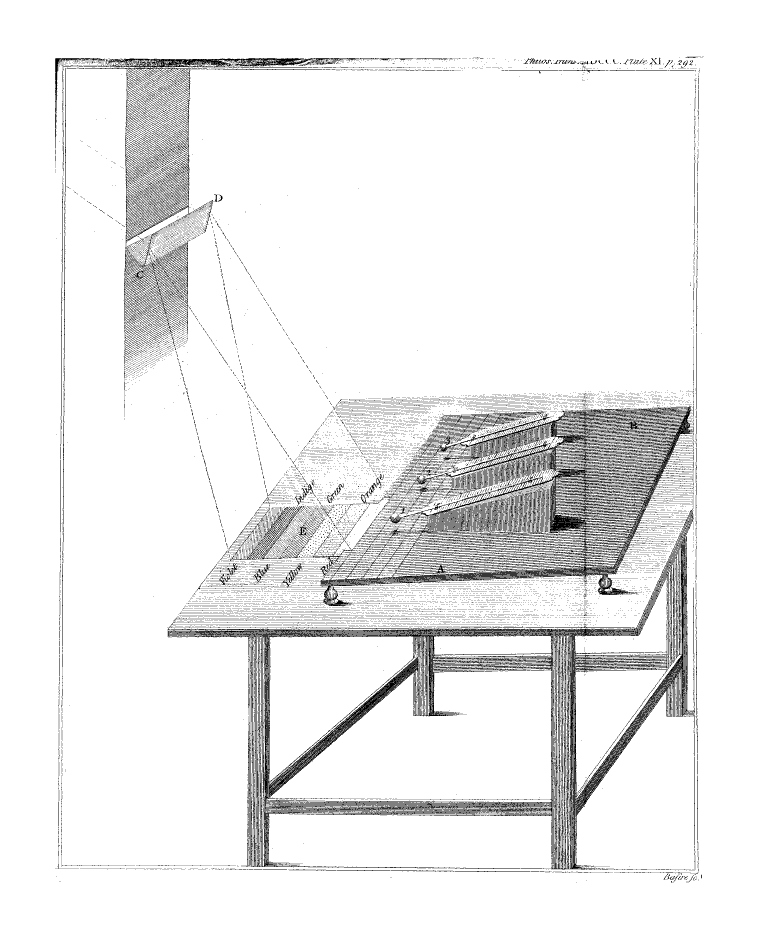
Оборудование для эксперимента Гершеля. Гравюра из «Philosophical Transactions», 1800, Volume 90, pp. 284—292

Для наблюдения Солнца Гершель экспериментировал с разнообразными светофильтрами, многие из которых изобретал Александр. В процессе экспериментов Уильяму показалось, что разные цвета фильтров изменяли ощущение солнечного тепла. Поэтому он вооружился призмой и термометрами, приступив к экспериментальной проверке. Субъективное ощущение оказалось верным: максимум тепла пропускал красный фильтр, минимум — зелёный. По мере продвижения к красному спектру видимого света, тепловое излучение усиливалось. Далее оказалось, что существуют лучи, не дающие света, но несущие тепло; Гершель назвал их «инфракрасными». Этот термин был использован в двух статьях, опубликованных в 1800 году в «Философских трудах»; причём Джозеф Бэнкс считал именно открытие инфракрасного излучения крупнейшим вкладом Гершеля в науку. Напротив, попытка Гершеля раскрыть природу колец Ньютона, которыми он занимался почти два десятилетия, и посвятил три статьи, оказалась неудачной. В его собрание сочинений 1912 года данные материалы были включены только из соображений полноты.
В начале 1801 года Гершелю написал Джузеппе Пьяцци, только что открывший Цереру, прося перепроверить его наблюдения. Во время октябрьской сессии Гершелю не удалось этого сделать в свой 40-футовый телескоп, однако Гаусс рассчитал место обнаружения нового небесного объекта, где его и обнаружил фон Цах. Это открытие послужило подтверждением правила Тициуса — Боде. Самому Гершелю Цереру удалось увидеть только в начале февраля 1802 года, и он заявил, что истинный диаметр тела не составляет и половину лунного; то есть оно не может являться полноценной планетой. После открытия Паллады вопрос классификации таких тел стал актуальным. По просьбе Гершеля Дж. Бэнкс и У. Уотсон собрали 18 апреля 1802 года заседание Королевского общества, посвящённое классификации и именованию вновь названных небесных тел между орбитами Марса и Юпитера (а также, возможно, и других планет). На майском заседании Гершель представил физические характеристики Цереры и Паллады, и предложил термин «астероид», исходя из того, что при наблюдении их очень трудно было отличить от звёзд. Собственно термин был изобретением Чарльза Бёрни-младшего, сына знаменитого музыковеда Сначала это предложение вызвало крайне негативную реакцию как Брума, так и Гаусса. После открытия Юноны и Весты (в 1804 и 1807 годах) вспыхнул спор между Гершелем и Пьяцци, который предпочитал термин «планетоид». Тем не менее ещё в 1812 году в «Истории Королевского общества» Томсона выражается недоумение, почему Гершель отказывается признавать планетами четыре тела в пространстве между Марсом и Юпитером.

### Уильям Гершель в XIX веке

#### Семейная жизнь. Поездки

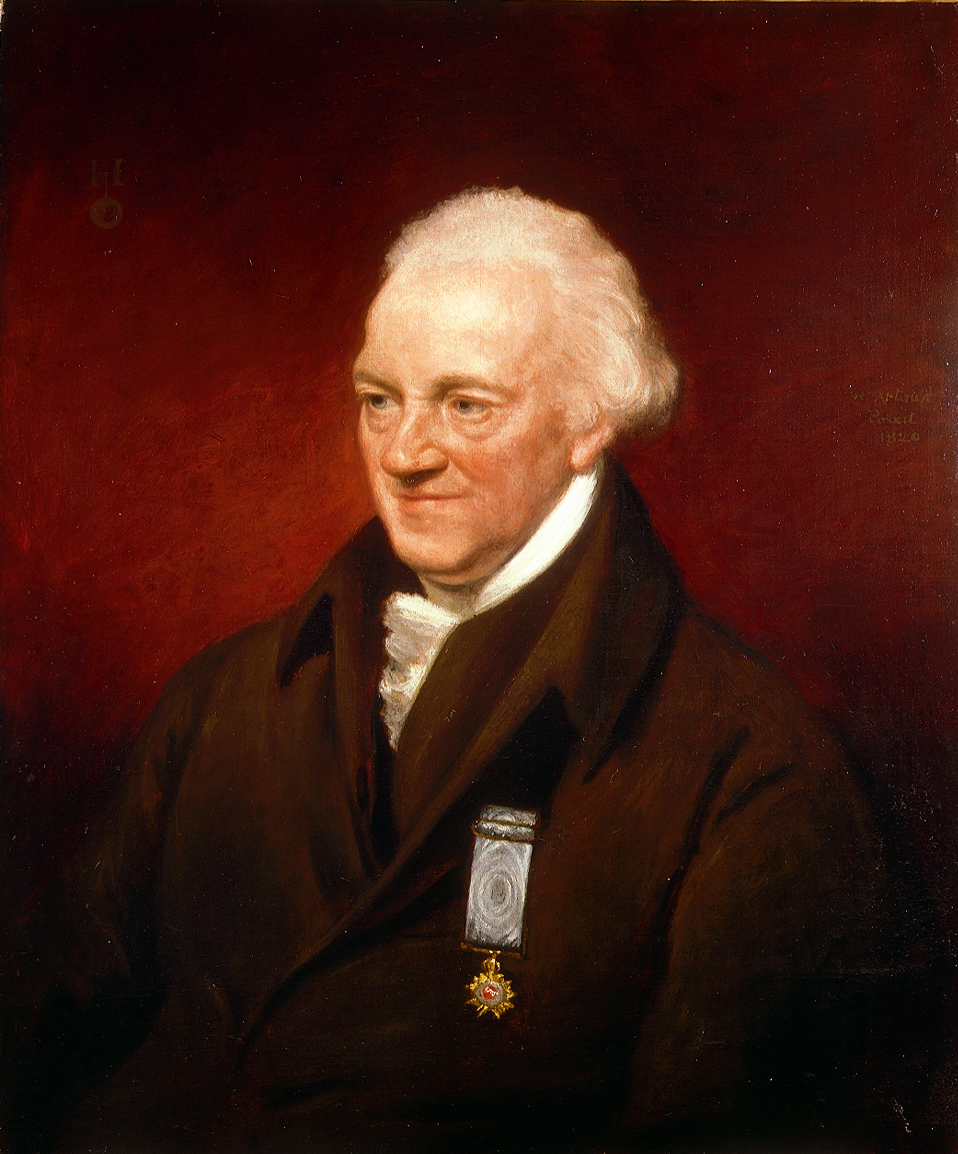
Арто, Уильям. Портрет Гершеля в возрасте 81 года. 1820, холст, масло, 76,2 × 63,5 см. Национальный морской музей Гринвича

После рождения сына Гершель всё меньше занимался астрономическими наблюдениями. Вместе с женой они чаще стали выезжать за пределы Слау; в 1798 году посетили с 5-летним Джоном Бат и водили его на выступление французского кукольного театра. Гершель заинтересовался геологией, особенно морскими окаменелостями, которые находили в глубине острова Британия, выше нынешнего уровня моря. Гершели стали посещать поместье У. Уотсона в Долише на юге Девоншира, а Уильям пришёл к выводу, что близ Эксетера располагалось древнее морское побережье. Супруги Гершель в 1809 году совершили 8-недельное путешествие по Британии — располагая собственной каретой и упряжкой, — с собой они брали Джона и его кузину Мэри Болдуин. Они повторили поездку в 1811 году, и она обошлась в 400 фунтов стерлингов. В основном воспитанием Джона Гершеля занималась его тётя Каролина, которая сыграла большую роль в превращении его в астронома. Уже в пятилетнем возрасте его отдали в школу, а в восемь лет от роду Джон Гершель был принят в Итонский колледж .
Ранее, в 1799 году, Гершели провели довольно много времени в Бате (сняв дом на Зайон-хилл), где Уильям даже записался в нотную библиотеку; в местной газете утверждали, что астроном рассчитывал проводить в городе по 10 месяцев в году. Для наблюдений за пределами Слау он разработал портативный телескоп с фокусным расстоянием 35 дюймов и 7-дюймовым зеркалом, который давал 300-кратное увеличение. Однако заново в Бате он так и не обосновался. Каролина Гершель некоторое время присматривала за его новым домом, затем за братом Александром, и, наконец, поселилась в Виндзоре у племянника — Георга Грисбаха, который был сыном покойной Софии Гершель-Грисбах. Из-за охлаждения отношений Каролины и Уильяма и прекращения наблюдений (4 сеанса за весь 1799 год и всего 1 — за 1800-й) сводный каталог туманностей Гершелей был подготовлен только в 1802 году.
В том же году Гершели с Джоном и Мэри Болдуин совершили поездку во Францию. 25 июля астронома чествовали в Парижской обсерватории, а 28-го он обедал с Лапласом, при это обсуждая в присутствии 30 гостей небулярную гипотезу. В воскресенье, 8 августа 1802 года, в Мальмезоне чета Гершелей и физик Румфорд были представлены Первому консулу Франции Наполеону Бонапарту и его супруге Жозефине; причём Уильяму было разрешено сидеть в их присутствии (чем он не воспользовался). Основной темой разговора, впрочем, было разведение лошадей в Англии. В 1814 году Гершель продал Люсьену Бонапарту 10-футовый телескоп, изготовленный для себя, поскольку больше был не в состоянии проводить наблюдений.

#### Завершение астрономических наблюдений

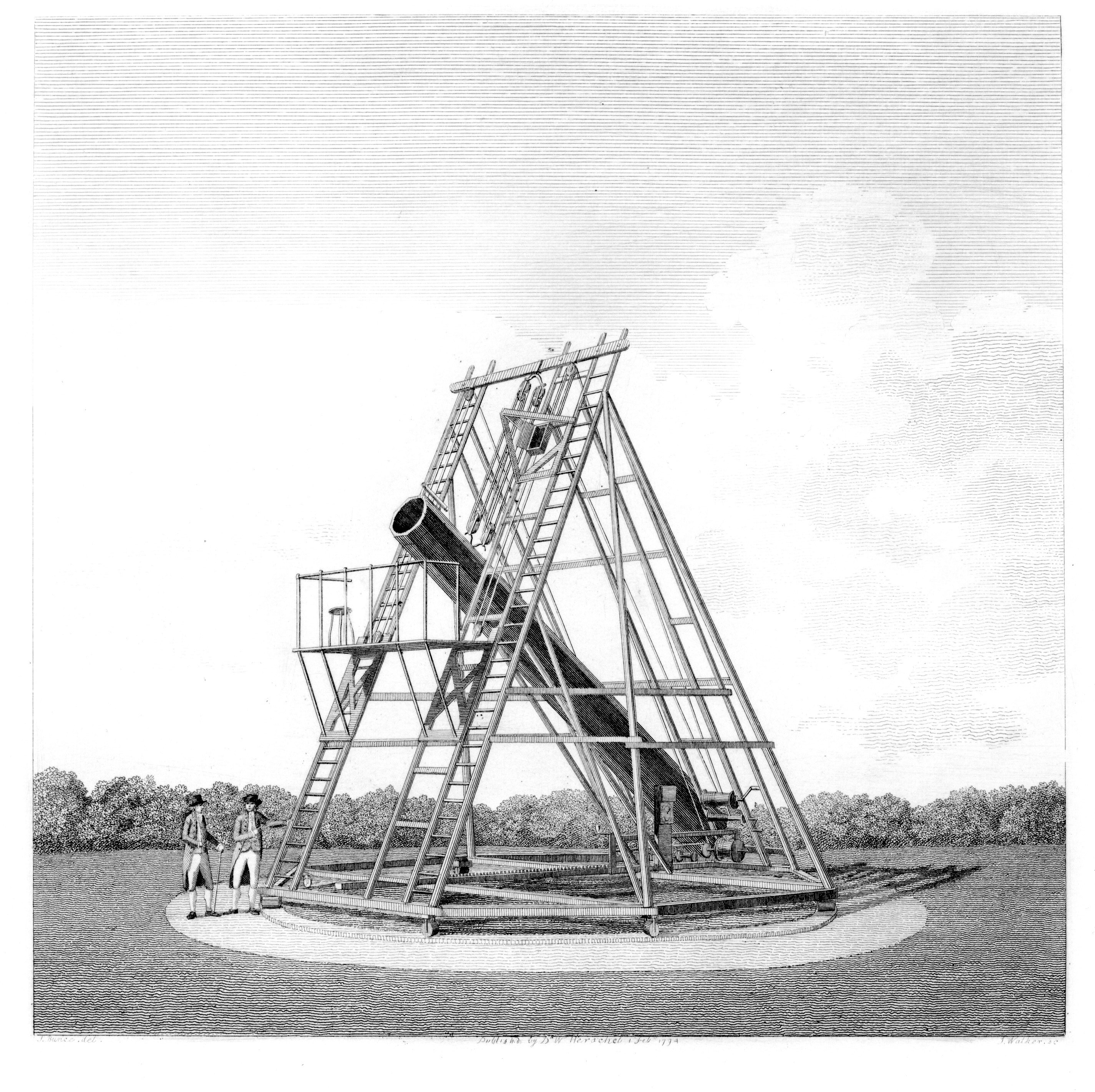
20-футовый телескоп Гершеля, на котором были совершены его главные открытия. Гравюра 1794 года

В 1800-е годы ухудшилось здоровье Гершеля, который больше не мог выносить ночных бдений, и заработал тяжёлый кашель во время зимних наблюдений. В марте 1808 года даже казалось, что дни его сочтены; тяжёлая болезнь возобновилась в октябре того же года. Это совпало с приездом в Англию самого младшего из братьев Гершелей — Дитриха, который бежал от наполеоновских войн. Очень много хлопот приносил 40-футовый телескоп, которым практически не пользовались с 1790-х годов. Попытка вновь использовать его 29 июля 1813 году показала, что зеркало потускнело и тронулось коррозией, невозможным оказалось наблюдение Сатурна. В последний раз 75-летний Гершель пользовался своим телескопом в 1814 году. Эксплуатационные расходы составляли, в среднем, 200 фунтов стерлингов в год. Вдобавок, периодическая полировка полутонного зеркала, которую проводили Александр и Уильям Гершели, была в буквальном смысле опасной для жизни. Так, в 1811 году при снятии зеркала оборвался фал, и Александра и Уильяма не придавило в буквальном смысле чудом. Однако следует учесть, что телескоп был достопримечательностью, которую осматривали даже иностранные царственные особы, включая российского императора Александра I (в 1814 году). На 80-летие Гершеля посещали многочисленные делегации, включая принца Гессенского (апрель 1818 года), великого князя Михаила Павловича со свитой (июль) и эрцгерцога Австрийского (октябрь). Только в 1820 году король Георг IV увеличил пенсию Гершеля вдвое, что позволило содержать телескоп и далее.

#### Последние годы жизни

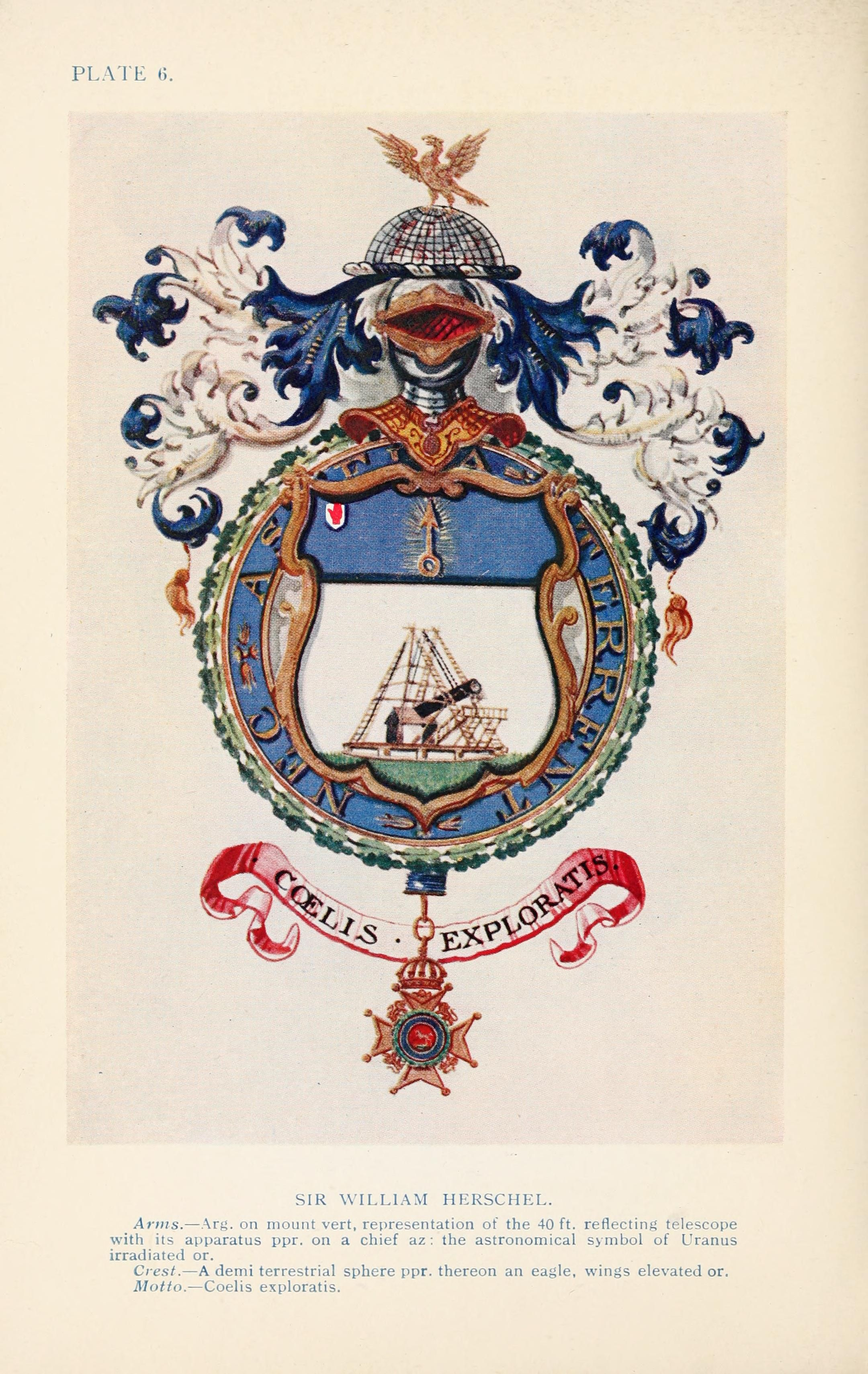
Герб Гершеля из книги Фиби Аллен «Peeps at Heraldry» (1912)

В 1816 году ганноверское происхождение Уильяма Гершеля стало основанием для присуждения ему Королевского Гвельфского ордена, основанного в том же году в честь создания королевства Ганновер. Эта награда, не являясь английской, не давала Гершелю права именоваться «сэром», но на недоразумение ему никто не осмелился указать.
В 1817 году Джон Гершель бросил юридическое образование в Кембриджском университете и стал учиться у отца полировке телескопных зеркал. Вдвоём они привели в порядок 20-футовый телескоп, и к декабрю 1820 года Гершель-младший мог считаться наблюдателем мирового уровня, когда отец и тётя обучали его методам изучения звёздных скоплений. Чтобы повысить престиж ордена, его учредители постановили, что каждый кавалер должен обладать собственным гербом. Для его получения в 1818 году учёный получил право на ношение шпаги; переписку с Геральдической палатой вёл Джон Гершель. Несмотря на то, что архивы Гвельфского ордена неполны, историк астрономии Майкл Хоскин считает, что хотя дизайн блазона был утверждён самим Гершелем, но официально при своей жизни герба он так и не был удостоен. В 1838 году в честь коронации Виктории Джон Гершель был возведён в достоинство баронета, что требовало собственного герба. Для блазона использовали утверждённый в 1818 году рисунок: в нижней части был изображён 40-футовый телескоп, в верхней — астрономический символ Урана. Девиз гласил «Coelis exploratis» — «Обыскавший небеса». Антиквар Джордж Томас Кларк утверждал, что герб Гершелей «совершенно негеральдичен».
8 февраля 1820 года Джон и его единомышленники провозгласили основание Королевского астрономического общества, что вызвало резкое неприятие со стороны сэра Джозефа Бэнкса, который опасался конкуренции для Королевского общества. Хотя президентом избрали герцога Сомерсета, Бэнкс убедил его подать в отставку. После кончины Бэнкса 19 июня того же года, президентом общества избрали Уильяма Гершеля, хотя он понимал, что является церемониальной фигурой. В качестве инаугурационной публикации он подал составленный вместе с Каролиной и так и не опубликованный каталог 145 двойных звёзд, обнаруженных при наблюдении туманностей. 29 мая 1821 года они втроём провели сеанс наблюдений, причём Джон работал у окуляра, а 82-летний Уильям регулировал зеркало; Каролина, как обычно, сидела в будке ассистента, чтобы записывать показания. Однако физических сил старших Гершелей хватило только на полчаса. Иногда в Слау появлялся и Джеймс Саут, который проводил с Джоном Гершелем совместные наблюдения. Последний раз Уильям Гершель встречал посетителей 15 августа 1822 года, и тихо скончался 10 дней спустя. Некролог был напечатан в «Таймс»; покойный был назван «доктором Гершелем», без приставки «сэр». Только после присуждения Королевского Гвельфского ордена его сыну Джону в 1831 году и официального королевского указа об именовании его сэром, данный титул стал автоматически прилагаться и к отцу — Уильяму Гершелю.
Прах астронома упокоился в приходской церкви Аптона. Джон Гершель установил надгробие с латинской эпитафией (составленной Джозефом Гудалом), одна из строк которой гласила «Сломавший засовы небес» (лат. Cœlorum perrupit claustra).

## Научная деятельность Уильяма Гершеля

### Автодидакт
По определению Джеймса Маллэни (Университет Шеффилда), Уильям Гершель являлся «величайшим из когда-либо живших визуальных наблюдателей», к которому приложим эпитет «отца звёздной астрономии». Количество обнаруженных и каталогизированных им объектов исчисляется тысячами — двойные и кратные звёзды, звёздные скопления, туманности и галактики. Не получив ни астрономического, ни даже естественнонаучного образования, он многое сделал для превращения астрономии в научную дисциплину. Одним из немногих, Гершель оказал влияние на принципиальные представления об устройстве мироздания, поэтому в астрономии используется метафора смены эпох: «мир Птолемея», «мир Коперника», «Вселенная Гершеля», «Вселенная Хаббла». Немалую роль в этом играли огромные способности Гершеля, которые он непрестанно развивал. Гершель зафиксировал в своём звёздном каталоге объекты, в 100 раз более слабые, чем у Мессье. Перед наблюдениями Гершель долго пребывал в темноте, а во время работы носил чёрный капюшон. В одном из «мемуаров» 1800 года он писал, что настолько развил чувствительность, что при появлении в окуляре звезды третьей величины вынужден был отводить взор; свет Сириуса он ощущал как ослепительный восход Солнца. В то же время он так и не научился точно измерять координаты небесных объектов, и при наблюдении на 20-футовом телескопе точность не превышала 4—6" по α и 1,5—2" по δ, что было ниже точности, достигнутой в XVIII веке другими наблюдателями.
По мнению Э. Винтербёрн, смена профессии и всего жизненного уклада Гершелем была типичной для времени его жизни. Музыка по традиции, оставшейся от древности, считалась занятием, тесно связанным как с философией, так и с математикой, причём в XVIII веке ещё шёл процесс отделения естественнонаучных дисциплин от философских. Поскольку школьное и университетское образование той эпохи оставалось сугубо гуманитарным, основанным на изучении классических языков и богословия, развитие математики и естествознания осуществлялось энтузиастами через сеть неформальных связей. В Британии уже существовали научные общества, издававшие свои периодические издания, а также завоёвывал популярность жанр общедоступных лекций по разным предметам. Таким образом, развитие Уильяма Гершеля как учёного было неотделимо от социализации; изначально, по-видимому, она диктовалась нежеланием быть «просто» музыкантом, чей статус мало отличался от положения слуги. Однако выдающейся фигурой Гершель сделался и в результате исключительного стечения обстоятельств: родители привили профессионализм, родственники создавали комфортную среду и помогали в создании рабочего инструментария, работодатели, публика и научные общества направляли интеллектуальное развитие. Философское общество Бата и Королевское общество в Лондоне были прямо заинтересованы в энтузиазме и профессиональных качествах Гершеля, и помогали — особенно на первых этапах — готовить к печати публикации об открытиях. При этом музыкальная карьера сыграла большую роль в старте Гершеля-учёного, поскольку он смог проявить свои навыки и целеустремлённость в высококультурной среде, которая обеспечила ему социальный лифт. В общем, А. И. Еремеева объявила появление Гершеля в астрономической науке «счастливой случайностью».

### Телескопы Гершеля

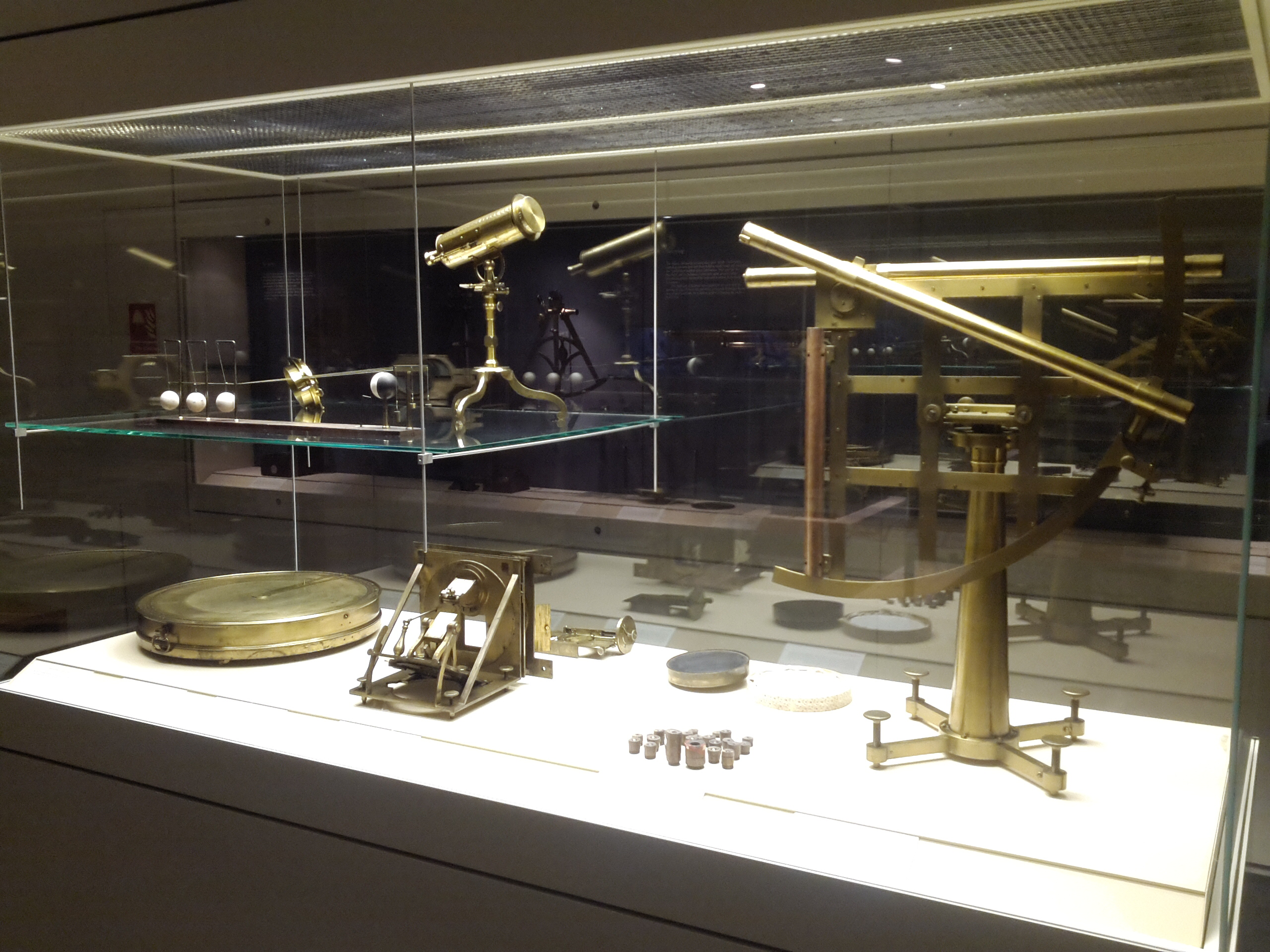
Коллекция короля Георга III, включающая телескопы, зеркала, окуляры и микрометры работы Гершеля. Музей науки (Лондон)

Строительство собственных телескопов Гершель начал в 1773 году, первоначально экспериментируя с рефракторами. Из-за хроматических аберраций и несовершенства оптики приходилось максимально увеличивать расстояние от объектива до окуляра; один из рефракторов Гершеля имел в длину 30 футов (Гершель указывал длину трубы, а не фокусное расстояние). Очень быстро он пришёл к выводу о превосходстве рефлекторов, причём первый свой телескоп построил по системе Грегори. Он изготовил несколько зеркал из медно-оловянного сплава для 5½-футового телескопа, но далее перешёл на систему Ньютона. Дальнейшая его логика как конструктора и астронома-практика вела к увеличению размеров телескопов. Он широко экспериментировал с размерами зеркал: в записях Гершеля упоминается 10-футовый рефлектор с 9-дюймовым зеркалом, но позднее сконструировал 10-футовый телескоп с зеркалом 24 дюйма диаметром. Его 20-футовые рефлекторы использовали как 12-дюймовые зеркала, так и отражатель в 18,7 дюймов. В ранний период чаще всего он пользовался 7-футовым телескопом с апертурой 6,2 дюйма. Именно на таком инструменте был открыт Уран.
Телескопы Гершеля отличались большими достоинствами: помимо большой светосилы, они были достаточно манёвренными. Трубы 20- и 40-футовых телескопов имели альт-азимутальную подвеску на деревянных блоках в каркасе. Наблюдателю приходилось сидеть на специальной лестнице или на балконе у верхнего обреза трубы (этого требовала конструкция) на высоте нескольких метров над землёй. Совершенство конструкции было столь велико, что 20-футовый инструмент можно было развернуть в любом направлении, и сам наблюдатель свидетельствовал в 1786 году, что его «можно было по желанию… направить на любую часть неба и таким образом наблюдать небесные объекты, где бы они ни находились, не исключая зенита».
Телескопы Гершеля, хотя и позволяли достигать очень большого увеличения (до 7000 раз на 40-футовом инструменте), но на практике наблюдатель использовал увеличения 150—300, что в первую очередь диктовалось погодными условиями в Виндзоре и Слау. Только при рассмотрении планетарных туманностей и двойных звёзд применялись увеличения от 900 до 2500. Для описания свойств инструмента изобретатель использовал термин «пространственно-проникающая сила», которая вычислялась как соотношение диаметра и длины трубы (что не вполне совпадало с фокусным расстоянием и апертурой) и характеризовала поток света, улавливаемый телескопом. Обсерватории в строгом смысле слова у Гершеля не было: всю жизнь он вёл наблюдения на открытом воздухе, настаивая, что зеркало и оптика должны иметь ту же температуру, что и окружающая среда.
Постройка телескопов собственной конструкции принесла Гершелю международную славу. Его оптика превосходила по качеству и размерам все мировые аналоги его времени. Из документов известно, что Гершель изготовил по разным заказам по крайней мере 60 телескопов разных размеров (преимущественно, 7 и 10-футовые), однако заявления о том, что он изготовил несколько сотен зеркал, как для продажи, так и для собственных нужд, вероятно, являются риторическим преувеличением. Первые открытия в области звёздной астрономии были совершены Гершелем на 7-футовом рефлекторе. Дж. Маллэни отмечал, что современный астроном-любитель в 12-дюймовый телескоп способен наблюдать все объекты каталога Гершеля, хотя ему приходилось работать как с двадцати-, так и с сорокафутовым инструментом. Однако современные многосоставные окуляры и стеклянные зеркала с микронным покрытием имеют намного лучшие оптические качества и отражательную способность. Гершель, например, использовал однолинзовые окуляры; один из них имеет фокусное расстояние 0,0111 дюйма. Его упоминания о чрезвычайно большом увеличении — до 6000 раз — были подтверждены современным тестированием сохранившихся инструментов.

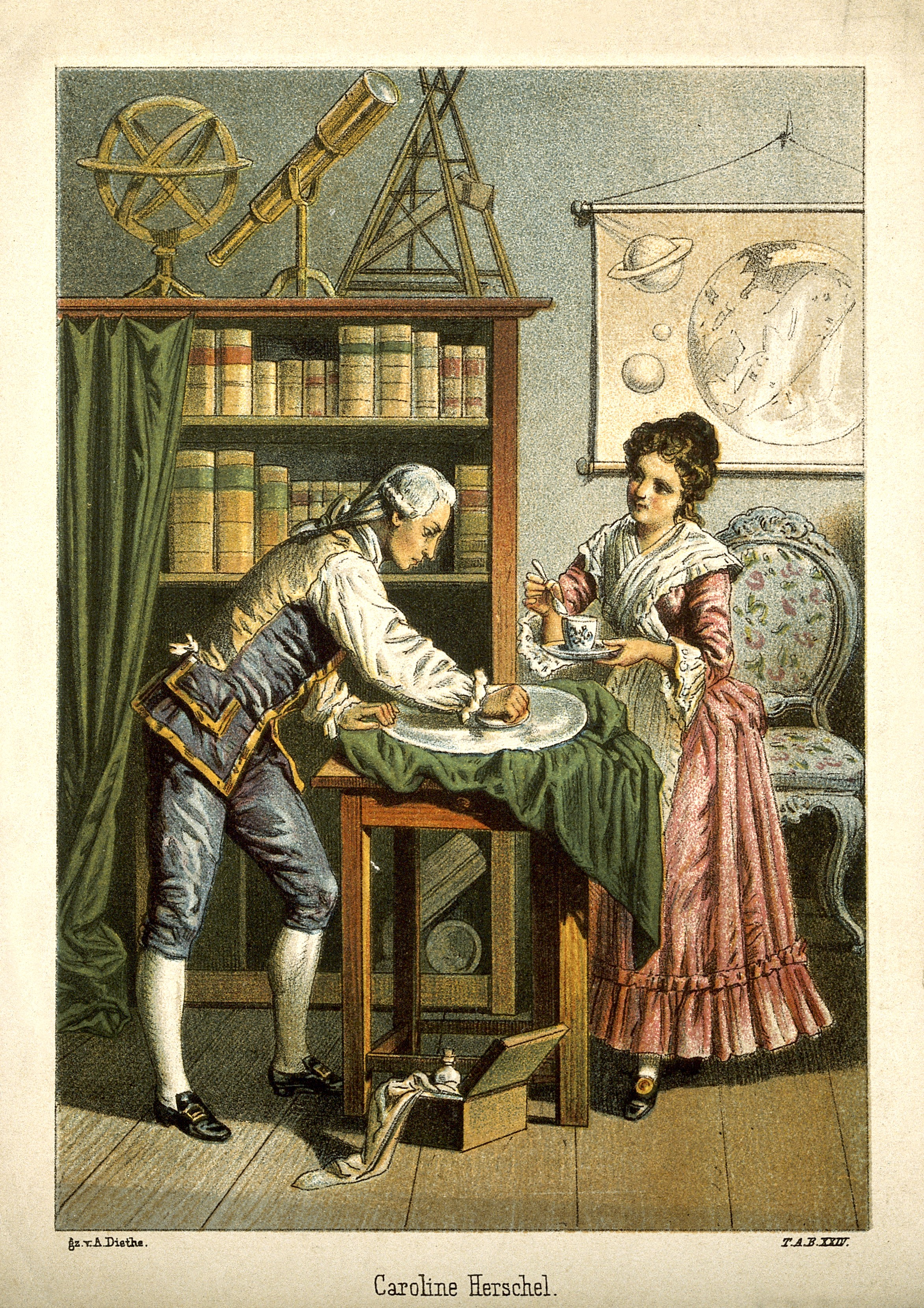
Литография, иллюстрирующая работу Уильяма и Каролины Гершелей. Художник Дите, Альфред, 1896 год

В Виндзоре и Слау Гершель чаще всего работал с двумя 20-футовыми рефлекторами, один из которых имел зеркало в 12 дюймов, второй — 18,7 дюймов. Зеркал было больше, поскольку они быстро тускнели и нуждались в постоянной полировке; поэтому обслуживание большого 40-футового телескопа с зеркалом в 48 дюймов (122 см) было крайне затруднительным. Убедившись, что система Ньютона ведёт к огромной потере света в отражающем устройстве, Гершель, сохранив параболоидальную форму зеркала, применил собственную систему (независимо от него реализованную Ломоносовым). Теперь основное зеркало устанавливалось с наклоном, с тем, чтобы его фокус смещался по оси, а окуляр можно было разместить у обреза трубы (в его терминологии «front-view»). По такой конструкции был построен и 40-футовый телескоп, который, по всей видимости, не оправдал надежд своего создателя. Впрочем, одной из причин нерегулярного его использования было небольшое число дней с погодой, подходящей для наблюдений (по оценке самого Гершеля — не более 100 часов в год). Гораздо большее значение телескоп-гигант имел для пропаганды достижений Гершеля. Об этом свидетельствует анекдот: когда строительство посетили король Георг III и архиепископ Кентерберийский, Его Величество захотел войти внутрь трубы, покоящейся на земле. Когда епископ замешкался, король подбодрил его фразой: «Идите, мой лорд-епископ, я покажу вам путь на небеса!».
В 1984 году были проведены исследования свойств четырёх телескопных зеркал XVIII века, одно из которых, вероятно, не было изготовлено Гершелем. Оказалось, что история о том, как Уильям Гершель в течение 16 часов не мог оторваться от полировки (используя наждачный порошок), скорее всего, имеет рациональное основание: при непрерывной работе зеркало равномерно нагревается и медная поверхность выравнивается наилучшим образом, если же работу прервать, идеальной поверхности не получится из-за охлаждения (медный сплав обладает заметным коэффициентом расширения).
Историк науки Джеймс Беннет в 1976 году опубликовал специальное исследование, посвящённое телескопам Гершеля. Он пришёл к выводу, что главной заслугой астронома-конструктора было доказательство практических возможностей рефлекторов большого размера (лорд Росс и У. Пирсон всегда отдавали дань уважения Гершелю как предшественнику). Он на практике отработал конструкции телескопов с большой апертурой, пригодных для звёздной астрономии, а инструменты работы Гершеля стали считаться стандартом, с которым соразмерялись и стремились превзойти.

### Планетные наблюдения
Результаты наблюдений Гершеля представлены в хронологическом порядке.

#### Горы и вулканизм на Луне

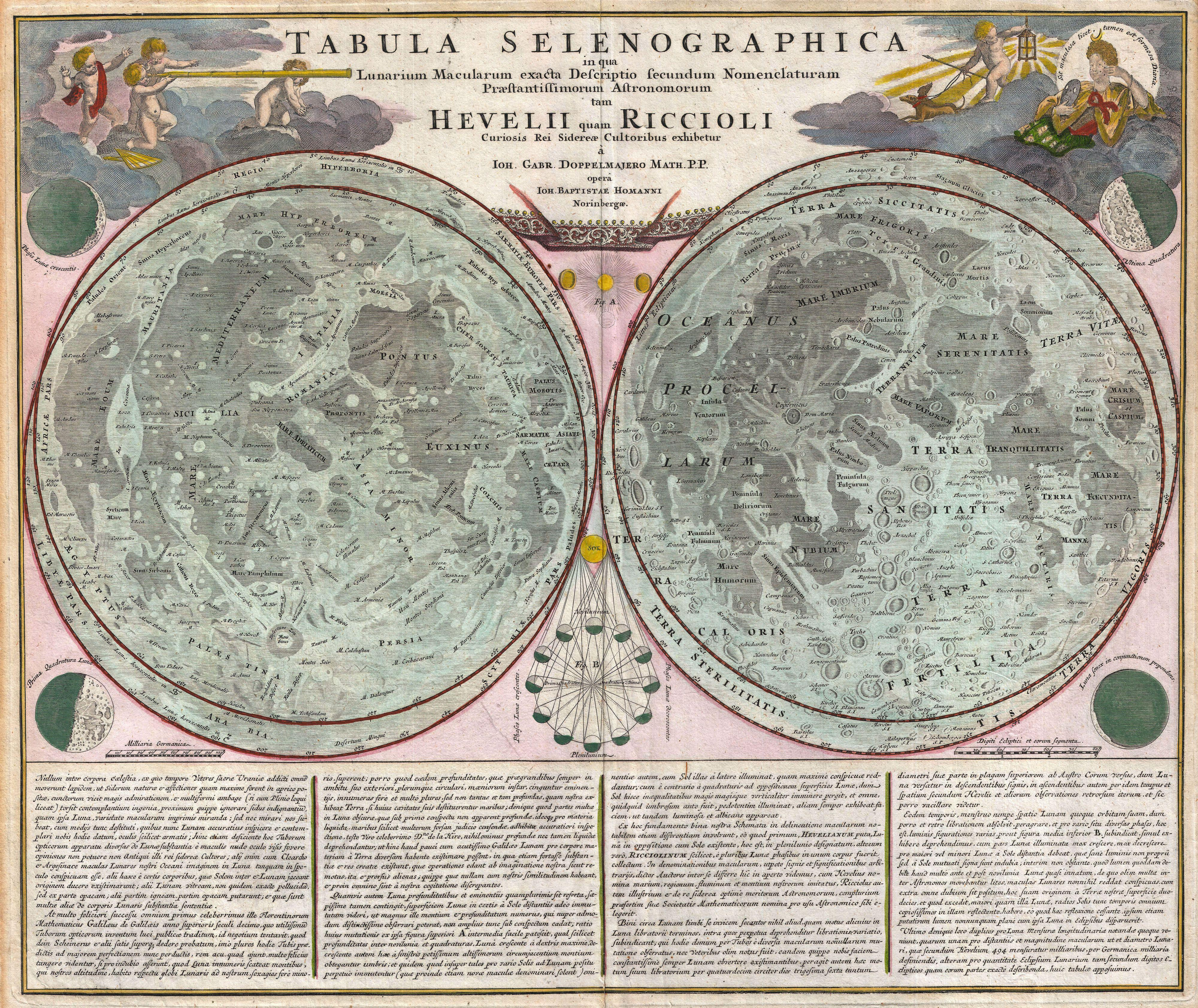
Карта Луны Гоманна и Доппельмайера. Нюрнберг, 1707

Уильям Гершель, пользуясь своими телескопами, совершил множество открытий небесных тел в пределах Солнечной системы; примерно 40 % его публикаций посвящены именно этим вопросам. Дебют его как астронома-профессионала состоялся в мае 1780 года, когда он представил два доклада об определении высоты гор на Луне Королевскому обществу. М. Кроу отмечал, что данные наблюдения показывали его незаурядные способности, но, с другой стороны, побудили Маскелина запросить подробности о методах наблюдений и свойствах применяемых приборов. Королевский астроном также удалил из сообщения Гершеля все пассажи о разумных обитателях спутника Земли, в полном виде доклады увидели свет только в 1912 году. Метод Гершеля был основан на предыдущих измерениях Галилея и Риччоли, которые использовали тени, отбрасываемые горами на поверхности. Учёный фиксировал освещённость Солнцем вершин, и измерял в угловых единицах расстояние от тени до терминатора.
После 1783 года Гершель меньше времени уделял лунным наблюдениям, однако не потерял к земному спутнику интереса. Он пытался доказать наличие атмосферы на Луне по изменению блеска звезды при затмении. 19—20 апреля 1787 года во время наблюдений за лунной поверхностью Гершель зафиксировал световые явления, которые интерпретировал как проявления лунного вулканизма, заявив, что видел извержение («истечение светящейся материи»), причём на следующую ночь они ещё наблюдались. Высоту вулканического факела он оценил примерно в 3 мили. Данное сообщение вызывало интерес астрономов ещё сто лет спустя и породило оживлённую дискуссию о лунном вулканизме вообще. Астрономия XXI века отрицает возможность вулканических извержений на Луне. Исследователи Университета Пуэрто-Рико У. Бракмэн и А. Руис обосновали гипотезу, что Гершелю удалось наблюдать падение крупного тела из метеорного потока Лириды; тем более что 24 апреля 1874 года было зафиксировано падение метеорита на Луну, вероятно, также из потока Лирид. Исследователи даже предложили координаты молодого ударного кратера, который стал результатом наблюдаемого Гершелем падения. Статистика падения крупных метеоритов не противоречит данным Гершеля.

#### Смена сезонов на Марсе и атмосфера Венеры

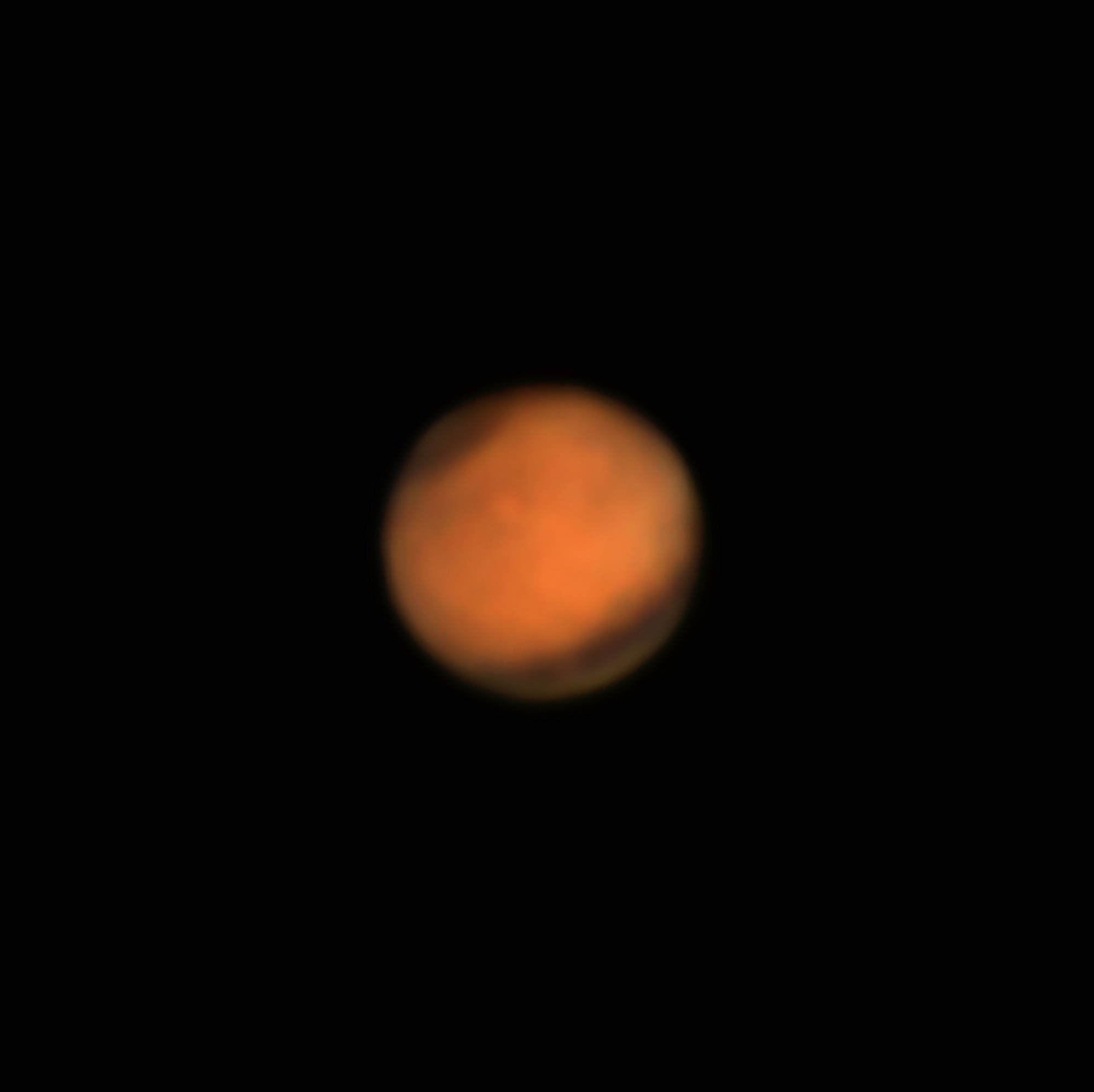
Вид Марса в любительский телескоп, примерно соответствующий тому, который открывался Гершелю

В 1783—1784 годах Гершель занимался наблюдениями Марса. Астроном пользовался своим 20-футовым рефлектором и ему была доступна для обозрения Южная полярная шапка. Он обратил внимание, что её границы изменяются в буквальном смысле на глазах. Используя метод затмения Марсом известных звёзд, Гершель определил относительную толщину атмосферы планеты и доказал правоту наблюдений Кассини, а засекая постоянные детали на диске планеты, с приемлемой точностью определил продолжительность марсианских суток. Также он определил наклон оси вращения планеты к плоскости орбиты как 23°4′. Материалы наблюдений вошли в 74-й том «Философских записок». Гершель заявил о наибольшей близости природных условий на Марсе земным, включая длительность суток и смену времён года. В то же время Гершель не смог подтвердить наблюдения Шрётера, который якобы видел горы на Венере. Неясные пятна, наблюдаемые в атмосфере этой планеты, не позволяли сделать даже выводов о периоде вращения планеты.

#### Спутники и кольца Урана
Крупнейшим открытием Гершеля было обнаружение планеты Уран в самом начале его карьеры астронома. Два первых известных спутника, Титания и Оберон, были им замечены 11 января 1787 года, спустя шесть лет после открытия Урана. Почти полвека инструмент Гершеля был единственным, в который вообще можно было различить спутники Урана. Гершель заявил, что наблюдал ещё четыре спутника: два — 18 января и 9 февраля 1790 года и ещё два — 28 февраля и 26 марта 1794 года. Их существования не подтвердил ни один астроном. Наблюдения Лассела в 1851 году (он обнаружил Ариэль и Умбриэль), не совпадали с гершелевскими. Вероятно, это была ошибочная идентификация звёзд около Урана как спутников. В примечаниях к статье о наблюдениях Урана 22 февраля 1789 года Гершель также упомянул о кольцах этой планеты. Он даже заявил, что одно из колец красного цвета (что было подтверждено в 2006 году в обсерватории Кека). Результаты этих наблюдений были опубликованы в 1797 году, но продолжения не имели в течение почти 200 лет. Тем не менее точность наблюдений не позволяет объявить их простой ошибкой.

#### Юпитер и Сатурн
Особое место в работах Гершеля занимал Сатурн и его спутники, тем более что он использовал эту планету как эталон для калибровки своих телескопов и микрометров. Сатурну были посвящены шесть публикаций, вышедших в 1790—1806 годах. Спутники, позднее названные Мимасом и Энцеладом, были обнаружены при испытаниях 40-футового телескопа 28 августа и 17 сентября 1789 года, хотя неуверенно наблюдались ещё в 1787 году. Гершель открыл спутники во время пересечения Землёй плоскости колец (равноденствие на Сатурне). Поскольку кольца в это время наблюдаются с ребра и почти не видны, относительно крупные спутники легче заметить. В 1790 годах Гершель занимался измерением отклонения Сатурна от строгой шарообразности и наблюдал стационарные детали на поверхности, благодаря этому он определил период вращения планеты в 10 часов 16 минут. Проводя наблюдения за кольцами Сатурна, он определил, что они совершают полный оборот примерно за 10 с половиной часов. Вероятно, он наблюдал и полупрозрачное внутреннее (так называемое «флёровое») кольцо, но не сумел раскрыть его природы. В 1792 году он измерял периоды изменчивости яркости Япета, и пришёл к выводу, что они регулярны и подчинены периоду обращения спутника вокруг планеты. Гершель заключил, что разные области спутника имеют неодинаковую поверхность с различной яркостью, и он поворачивается к земному наблюдателю всеми сторонами, тогда как период его оборота вокруг оси синхронизирован с периодом обращения вокруг Сатурна. Попытка подтвердить эту гипотезу привела Гершеля к наблюдениям Юпитера в 1793—1797 годах. Он наблюдал цветные «пояса», пришёл к выводу об их облачной природе, определил неодинаковость вращения планеты на разных широтах, и получил доказательства изменчивости яркости юпитерианских спутников.

### Наблюдения за кометами

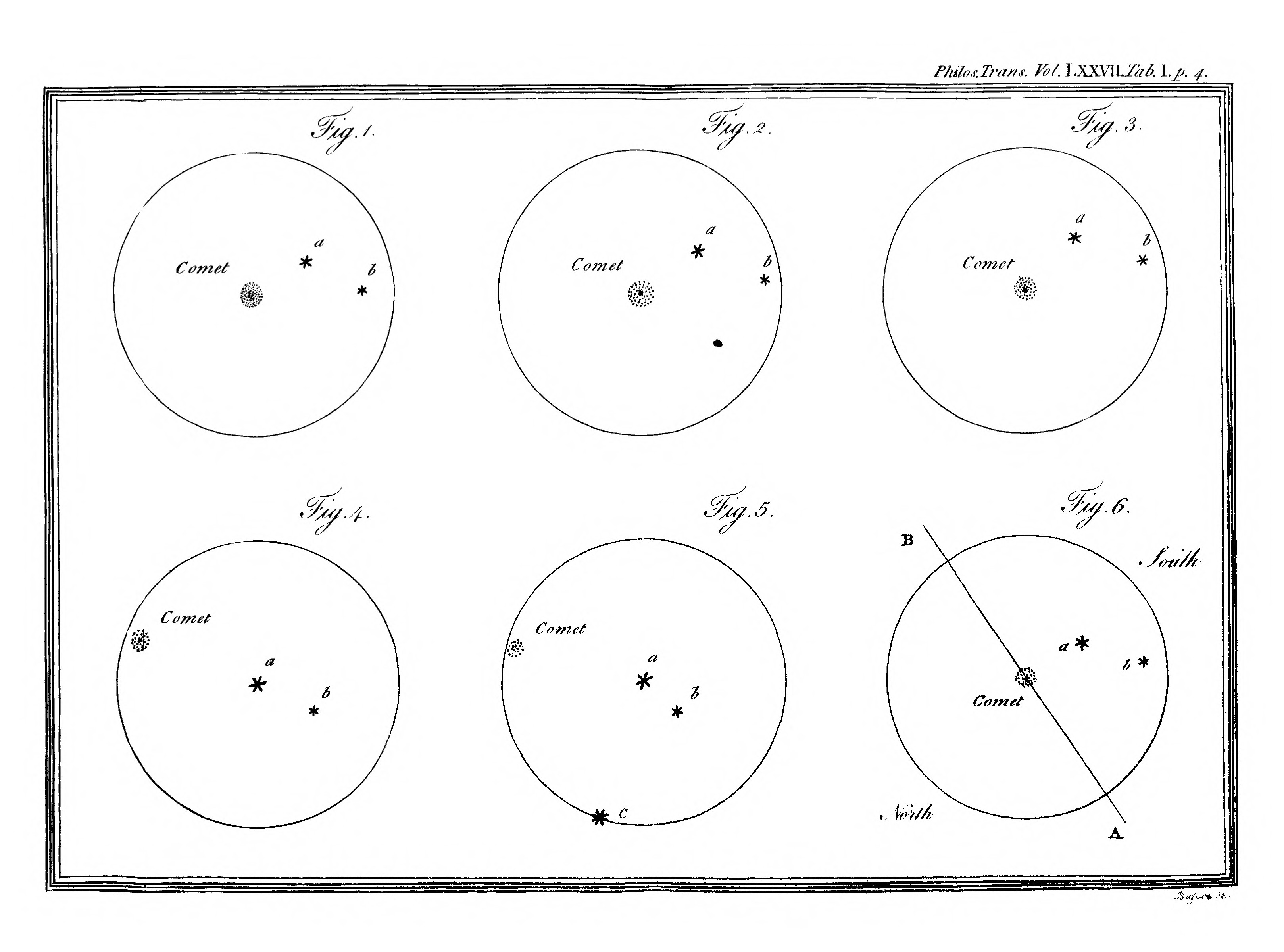
Диаграмма, иллюстрирующая положение комет, открытых Уильямом и Каролиной Гершелями. 1787

В период 1787—1819 годов Уильям Гершель наблюдал 27 комет, Каролина Гершель — ещё восемь. По мнению Уильяма Салливана III (Вашингтонский университет) имелось несколько причин интереса Гершеля к кометам. Во-первых, открытия комет служили своего рода рекламой его имени (и Каролины Гершель), во-вторых, кометные орбиты не вписывались в упорядоченную картину движения тел Солнечной системы, в-третьих, Гершеля интересовал физический состав кометного вещества, в-четвёртых, кометы были необходимы для разработки теории наблюдений, и отличения их от туманностей и звёздных скоплений. Точно не известно, когда Гершель впервые наблюдал комету; в частности, в его записях нет ни слова о Комете Галлея, хотя её возвращение в 1759 году широко освещалось как триумф ньютоновской теории. Каролина Гершель застала её явление 1835 года, уже после кончины Уильяма.
Систематическое отслеживание комет началось в середине XVIII века усилиями Шарля Мессье, далее их продолжил Пьер Мешен. В период 1781—1799 годов было зафиксировано 25 появлений комет, из которых Гершель наблюдал 14. Вопросам комет посвящены 22 публикации Уильяма в «Философских трудах» в 1780—1822 годах. При этом наблюдения Гершеля в 1774—1781 годах (до 22 ноября этого года) не публиковались, хотя он открыл как минимум три кометы. В тот период он ещё был начинающим наблюдателем и не был включён в корреспондентскую сеть, которая оперативно информировала европейских учёных. Гершель обладал меньшими навыками наблюдений комет, чем Каролина: применяя её метод, он мог изучить сектор в 15′ дуги в час (Каролина умела обозревать участок неба в 10′ за минуту, что подтверждается её инструкциями, записанными для потомков), и не занимался наблюдениями после заката и на рассвете. Вдобавок, наблюдая за планетами и туманностями, Гершель перепроверял свои данные спустя месяцы и годы, что является слишком долгим сроком для кометных исследований.

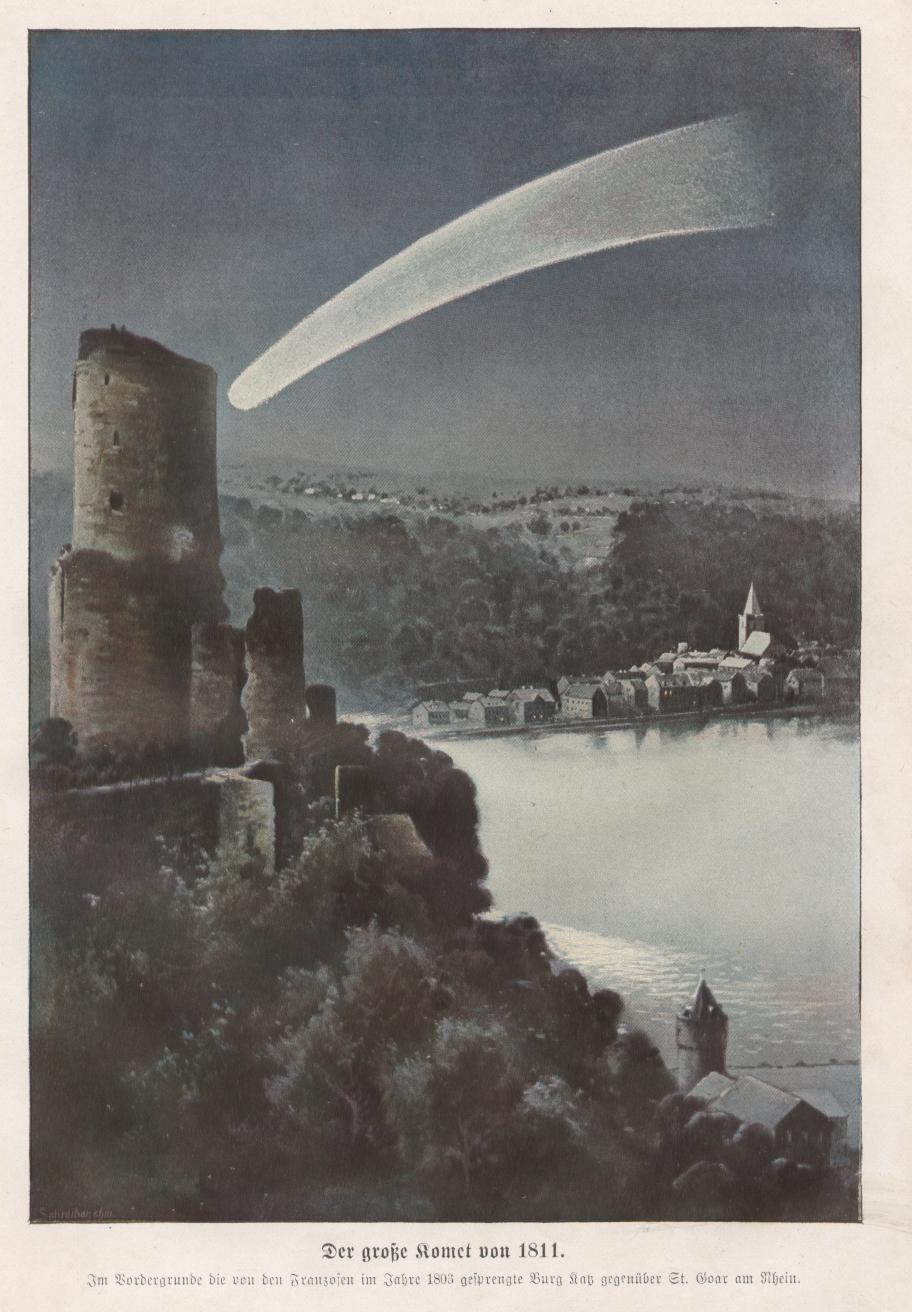
Большая комета 1811 года на немецкой иллюстрации

После 1802 года Гершель опубликовал четыре статьи, в которых теоретизировал о происхождении комет и стадиях их развития. Возможно, на это повлияло открытие Цереры Дж. Пьяцци и публикация его собственного каталога слабых туманностей и звёздных скоплений. Большая комета 1807 года наблюдалась Гершелем в общей сложности 47 ночей в течение пяти месяцев, причём его главной задачей было рассмотреть кометное ядро. Он сам подсчитал, что в 16 случаях наблюдений комет видел «плохо идентифицируемый центральный объект» всего дважды. В 1807 году в телескопы Гершеля голова кометы наблюдалась отчётливо, однако определить её диаметр в нитяной микрометр не удалось. Тогда учёный применил метод калибровки, используя три сургучных шарика разной величины, который замерял на дистанции 2422 дюйма (61,5188 м). Гершель пришёл к выводу, что видимый диаметр ядра был в 1,5 раза меньше его самого маленького шарика (диаметром 0,0290 дюйма или 0,74 мм). Из этого следовало, что ядро меньше двух с половиной угловых секунд. Далее Гершель через 10-футовый рефлектор сравнивал размеры ядра и видимого диаметра Ганимеда, и сократил диаметр ядра до 1 угловой секунды. Зная расстояние до кометы, он оценил диаметр её головы примерно в 870 км, но представлял её самосветящейся, хотя по остальным свойствам неотличимой от планетного вещества. Хвост кометы, согласно его выводам, состоял из «светящейся материи», возможно, сродной северным сияниям.
Большая комета 1811 года была доступна для наблюдения в телескоп в течение 17 месяцев. Гершель потратил на неё 33 ночи за 4 месяца, насколько позволяла погода. Он применял все виды визуального наблюдения — невооружённым глазом, маломощный окуляр и четыре собственных телескопа; делалось это последовательно в порядке увеличения и сокращения поля зрения. Гершель впервые описывал свои цветовые ощущения, хотя не использовал их для интерпретации наблюдения. Описания занимают 18 страниц публикации, но к ним не приложено ни одной зарисовки, хотя учёный рассмотрел все фазы развития ядра, комы и хвоста. Для измерения ядра Гершель использовал метод 1807 года с шариками, и заявил, что ядро имело диаметр 428 миль (690 км)
. Только исследования второй половины XX века показали, что ядро кометы имеет на порядок меньшую величину, и, следовательно, Гершель не мог его наблюдать.
Природа комет в 1800-е годы оставалась совершенно непонятной. Только в 1812 году Гершель опубликовал статью, в которой доказывал, что кометы — это явления, которые в физическом смысле тесно связаны с веществом звёздных скоплений. При приближении к Солнцу происходит сублимация кометного вещества и образуется хвост; таким образом, комета постоянно теряет вещество, но может его накапливать, удаляясь от светила. При этом Гершель пытался связать кометы с планетами, но ни разу не делал расчётов, как гиперболические орбиты комет соотносятся с круговыми планетными. Шаровая форма ядра кометы была важна для Гершеля как доказательство гравитационной теории Ньютона. Публикация Гершеля была учтена Лапласом в издании «Системы мира» 1813 года, и кометная теория Гершеля — Лапласа была широко распространена в течение XIX века. Кометы служили доказательством небулярной гипотезы, но Лаплас много внимания уделял вопросам сохранения момента импульса и так далее. Лаплас вычислил, что масса кометы, по крайней мере, меньше 1/5000 массы Земли, поскольку не смог найти возмущений земной орбиты. Он использовал материалы прохода кометы 1770 года, бывшей в 0,015 астрономической единицы от нашей планеты.

### Звёздная астрономия

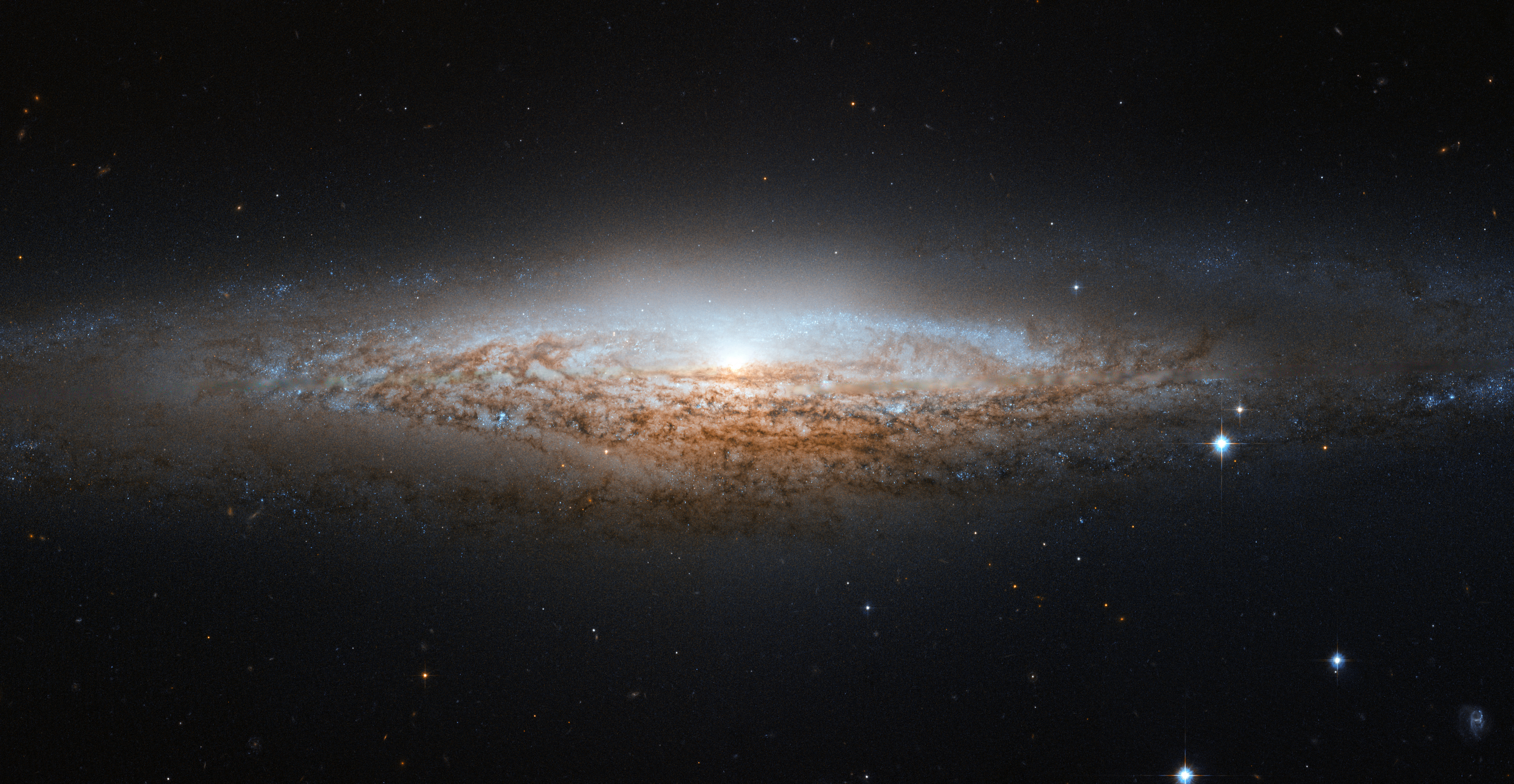
Галактика NGC 2683, которую Гершель наблюдал 5 февраля 1788 года. До начала XIX века он считал подобные объекты далёкими звёздными системами. Фото выполнено космическим телескопом «Хаббл»

#### От туманностей — к внегалактическим объектам
Свои наблюдения и описания Гершель рассматривал лишь как средство «для ознакомления с устройством небес», как он выразился в 1811 году. Поставленные Ньютоном задачи сосредотачивали усилия астрономов XVIII века на наблюдениях тел Солнечной системы. Стихийно сложившаяся исследовательская программа не снимала задачи определения параллакса и межзвёздных расстояний. Гершель открыл новый этап развития астрономии, когда принял программу глобального изучения звёздной Вселенной. С 1775 года он осуществлял систематические обзоры всего доступного ему звёздного неба, замыслив «не пропустить ни одного интересного или неизвестного объекта». Каждый обзор занимал несколько лет, всего за оставшуюся жизнь Гершель осуществил четыре таких обзора.
Гершель пытался определять параллаксы, но, понимая невозможность «объять необъятное», разработал оригинальный метод накопления неполного, но представительного массового статистического материала. Этот метод получил название «черпания звёзд» (или «звёздных черпков»). Суть его примерно такова: визуальные наблюдения свидетельствуют о неравномерности распределения звёзд по небесной сфере. Эта же закономерность характерна и для слабых звёзд, доступных к наблюдению только в телескоп. Если сравнить два участка неба одинаковой угловой величины, в одном может быть подсчитано больше звёзд, чем в другом. Если же отказаться от идеи сферы неподвижных звёзд, и принять гипотезу, что звёзды свободно парят в пространстве на различных расстояниях, то неравномерность распределения может быть объяснена двояко: или действительной неравномерностью распределения звёзд в пространстве, или неодинаковыми расстояниями, на которые простирается звёздная система в направлениях рассматриваемых двух звёздных групп. Первый участок может соответствовать части пространства, в котором звёзды скучены, или указывать направление, в котором звёздная система растянута и звёзды накладываются друг на друга и производят впечатление скученности. Гершель проводил аналогии с лесом, который кажется менее густым в одном направлении и более — в другом; это может свидетельствовать как о близости опушки, так и того, что деревья на данном конкретном участке рассажены редко.

Скопление Волосы Вероники. Вид с телескопа «Хаббл»

Уже к 1785 году Гершель убедился, что район Млечного пути не бесконечен, и что он является изолированным «островом» среди прочих. Для обозначения звёздных скоплений, напоминающих Млечный путь, он воспользовался греческим словом «галактика». После ввода в строй 40-футового телескопа Гершель убедился, что его телескопы не проникали до границ нашей Галактики. Общий каталог Гершеля включает 2508 единиц, из которого 80 % составляли галактики, тогда как в каталоге Мессье их примерно одна треть. Однако метод черпков показал, что Галактика имеет сплюснутую форму. По оценке А. И. Еремеевой, Гершелевская оценка сжатия Галактики близка к действительной. Измеренный Гершелем участок Галактики был гигантским по сравнению с масштабами Солнечной системы и даже «сферы неподвижных звёзд» прежней астрономии. Единицей расстояния Гершель принял отношение Солнца и Сириуса, при допущении пропорциональности расстояния звёздной величине. То есть, приняв, что все звёзды имеют одинаковую светимость, Гершель условно занизил результаты измерений. Даже в таком масштабе, сфера звёзд, доступных невооружённому глазу, равнялась 7 единицам, а область Галактики, измеренной «черпками» (683 участка на 1785 год и ещё 400 к 1811-му), имела размер 850 на 200 единиц пространства. Сама Галактика, в общем, имеет форму жёрнова, диаметр которого в пять раз превосходит толщину. Данные измерения имели серьёзные мировоззренческие последствия — это была первая в истории астрономии оценка размеров звёздной Вселенной. Представления о Млечном пути превратились в достоверное знание.
Изучение туманностей Гершель рассматривал как путь к познанию строения и развития Вселенной. Он использовал нитяной микрометр, чтобы разложить туманности (шаровые скопления) и двойные звёзды на элементы — двойных звёзд оказалось около 800 пар (в том числе примечательная «Гранатовая звезда Гершеля»). Овальные туманности, как уже упоминалось, он именовал «галактиками», а наш Млечный путь впервые стал именовать с большой буквы. К концу жизни Гершель осознал, что наша Галактика простирается на десятки тысяч световых лет, а далёкие туманности — как Туманность Андромеды — отделены от неё миллионами световых лет. Относительные значения этих величин демонстрировали «островной» характер структуры Вселенной — расстояния сильно превосходили размеры объектов. Из этого вытекал колоссальный возраст туманностей. Двойные и кратные туманности, а также туманности, связанные перемычкой, Гершель истолковал как формирующиеся звёздные системы; это его открытие было забыто почти на столетие — вплоть до работ Б. А. Воронцова-Вельяминова. В период 1784—1785 годов У. Гершель отметил и закономерности крупномасштабной структуры туманностей, открыв их тенденцию к скапливанию, образованию компактных «куч», и стремление объединяться в крупные протяжённые «пласты». Эти последние включали как отдельные туманности, так и их скопления. Наиболее мощный пласт был назван «скопление Волос Вероники», по созвездию, где насчитывалось больше всего туманностей. Гершель предположил, что этот пояс, подобно Млечному пути, охватывал кольцом всё небо. Только в 1953 году Жерар де Вокулёр выделил «Млечный путь галактик» — экваториальную зону Сверхгалактики. Это открытие подтверждало умозрительную концепцию Канта, распространившего закономерности Солнечной системы на всю Вселенную.

#### Каталоги Гершеля
Непосредственным стимулом для занятий систематическими обзорами звёздного неба для Гершеля послужила публикация второго издания каталога Мессье в составе Connaissance des Temps за 1783—1784 годы. Вначале наблюдатель рассчитывал лишь пополнить список Мессье на основе собственных работ, но уже первые телескопные сессии показали, что значительная часть туманностей была полностью или частично разложима на звёзды. К 1784 году было открыто более 400 новых туманностей и звёздных скоплений, к 1785 году это число перевалило за 900. В 1786 году Уильям Гершель выпустил в свет «Каталог первой тысячи новых туманностей и скоплений звёзд», а через три года вышел каталог второй тысячи, как выразился Араго — «к величайшему удивлению наблюдателей». Последний каталог был выпущен в 1802 году, содержа ещё 520 туманностей и скоплений. Суммарно, во все опубликованные при жизни сводки наблюдений Гершеля вошло 2572 объекта. В особо удачные ночи наблюдений счёт открытых туманностей шёл на десятки. Так, 9 апреля 1787 года был зафиксирован 31 объект, 1 мая 1785 года — 42; в самом начале наблюдений в 1783 году Гершель за 36 минут обнаружил 31 новую туманность. Большинство из них тогда мог наблюдать только сам Гершель в инструменты собственного изготовления. Типология открытых Гершелем объектов осуществлялась по принципу неразложимости на звёзды (классы I—V) и звёздных скоплений, которые полностью или частично могли быть разложены на отдельные объекты (классы VI—VIII).
В своих каталогах Гершель применял собственную систему буквенных обозначений для описания морфологии открытых объектов — как в отношении видимых размеров и формы, так и распределения яркости; а также «комковатости» или «пятнистости» структуры туманностей. Например, формула RvgmbM означала, что туманность круглая (R), значительно (m) более яркая (b) в центре (M); яркость возрастает очень (v) плавно (g). Для шифра использовались первые буквы соответствующих английских слов.

### Звёздно-космогоническая гипотеза Гершеля

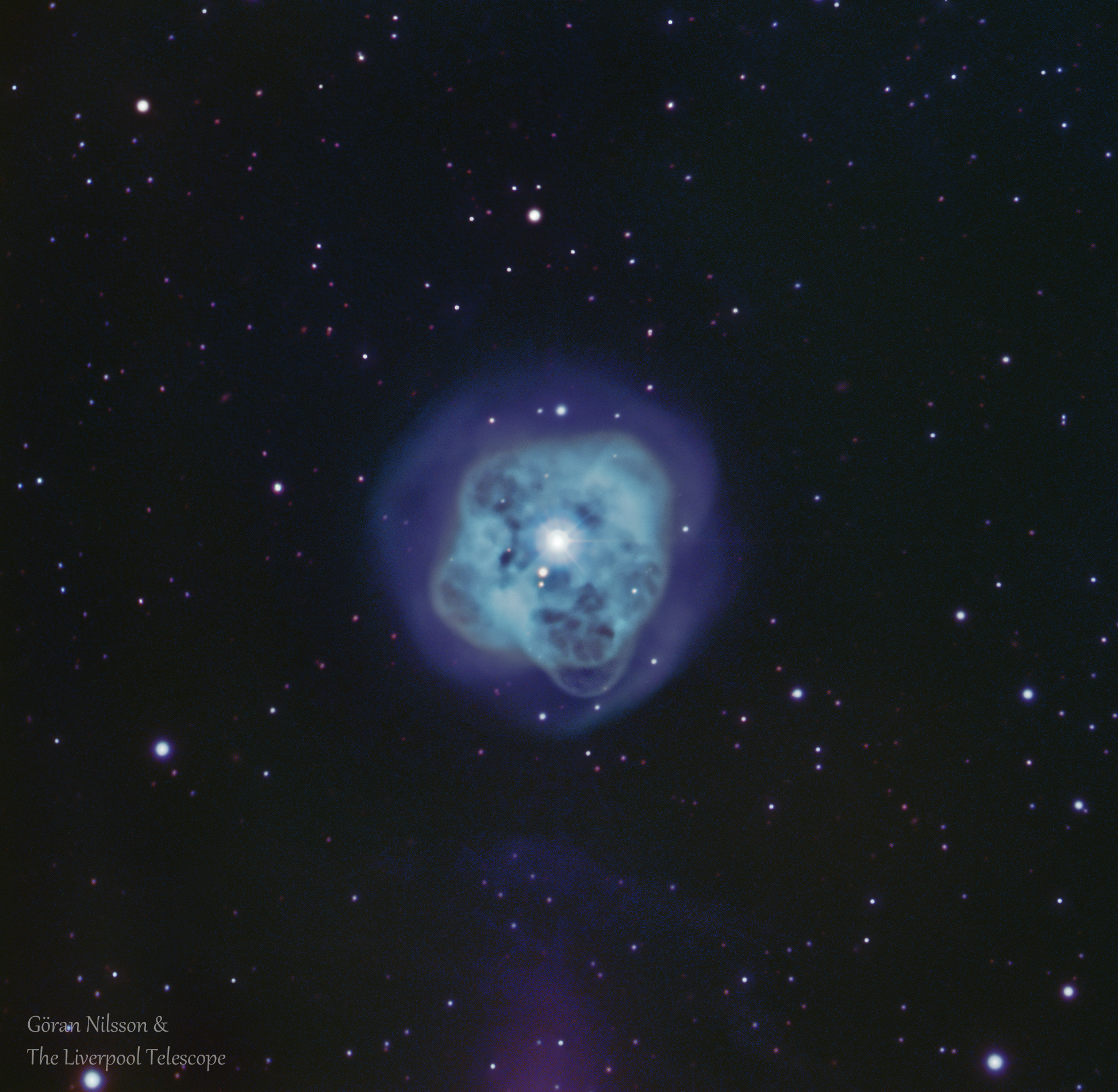
Туманность «Хрустальный шар», открытая Гершелем 13 ноября 1790 года. Фото выполнено на Ливерпульский телескоп, Обсерватория Роке-де-лос-Мучачос

Гершель, являясь верующим человеком, был убеждён в целесообразности устройства мироздания, и уже после первых же своих исследований объявил космос «Лабораторией Природы». Одним из первых вопросов, которые встали перед Гершелем, были причины колоссального разнообразия видов млечных туманностей. Ответом стала теория «сада»: наблюдаемые объекты Вселенной имеют разный возраст и наблюдаются нами на различных стадиях их жизни. Формулировалась она следующим образом:

Эта точка зрения проливает новый свет на устройство неба. Оно мне теперь представляется великолепным садом, в котором находится масса разнообразнейших растений, посаженных в различные грядки и находящихся в различных степенях развития; из этого положения вещей мы можем извлечь, по крайней мере, одну выгоду: мы можем наш опыт как бы растянуть на огромнейшие промежутки времени. Именно (пользуясь и дальше сравнением, позаимствованным из растительного царства), я вас спрошу, не всё ли равно, будем ли мы последовательно присутствовать при зарождении, цветении, одевании листвой, оплодотворении, увядании и, наконец, полной гибели растения, или же одновременно будем созерцать массу образчиков, взятых из различных степеней развития, через которые растение проходит в течение своей жизни?
Гершель сделался пионером морфологического метода изучения космических объектов, путём сопоставления их внешней формы и эволюционного истолкования. В 1791 году Уильям Гершель пришёл к заключению, что туманности имеют разную природу. Объект, ныне именуемый NGC 1514, имел почти круглую форму (планетарная туманность), почти однородную яркость, кроме самого центра, где наблюдалась яркая точка. При галактическом истолковании пришлось бы допустить, что составляющие туманность звёзды невероятно слабы, либо что центральный объект туманности — не звезда, а нечто, немыслимое по размерам и светимости. Исходя из принципа Оккама, Гершель заявил, что центральная точка является обычной звездой, зато остальная часть туманности диффузна, и не имеет звёздной природы. Правильная форма туманности убеждала его, что центральная звезда удерживала её своей гравитацией и придавала ей форму. Постепенно Гершель пришёл к выводу, что в подобных объектах продолжается творение звёзд из диффузного вещества. Эти взгляды были развиты в серии статей, выходивших в 1791—1811 годах. В статье же 1814 года Гершель оперировал понятием «звёздного хронометра», хода которого мы пока не знаем. Однако из его хода с неизбежностью следует, что весь Млечный путь не вечен, равно как и его прошлое существование не является бесконечным. Из действия закона гравитации следует, что рассеянные звёздные скопления находятся в начальной стадии жизненного цикла, тогда как плотные скопления находятся, вероятно, близ окончательного разрушения.
Гершель отказался от идеальной модели Ньютона и Лейбница, в которой Бог-часовщик создал Солнечную систему, в которой не могут происходить изменения, равно как и неподвижные звёзды удерживаются на месте равнодействующей гравитационных сил. Напротив, Гершель, по сути, стоял у истоков современных представлений о Вселенной, в которой объекты всех уровней имеют собственный жизненный цикл. Теория космического процесса представлялась Гершелю следующей: туманная оболочка звезды, скорее, «сама способна произвести звезду путём уплотнений, чем получить от неё своё существование». Разреженная туманность состоит из светящейся жидкости; по мере уплотнения (центрами сгущения служили более плотные части) происходит создание туманности или тесного звездного скопления, затем — одна или более туманных звёзд, и, наконец, одна звезда или группа звёзд. Каждая стадия процесса иллюстрировалась примерами наблюдавшихся Гершелем туманностей или звёздных скоплений. Именно в статье 1814 года Гершель впервые признал, что скопления, наблюдаемые в самом Млечном пути, принадлежат ему, а не являются самостоятельными системами. Будучи истинным учёным, Гершель не стал выходить за пределы доступной ему области наблюдений и оставил без ответов вопросы о начале существования Галактики, возникновения звёздных слоёв, и того, какие процессы происходят со звёздными скоплениями после наступления смерти — продолжая его биологические аналогии.

### Философско-методологический аспект деятельности Гершеля

#### Физика и эпистемология
Несмотря на то, что Уильям Гершель, особенно в ранний период своей деятельности, выдвигал множество спекулятивных предположений, а ряд его гипотез был «преждевременным» для периода его жизни, он считается одним из выдающихся учёных XVIII века. Предпринимая работу по определению устройства Вселенной, он исходил из заведомой неполноты наблюдательных данных и предварительного характера полученных выводов. Весьма рано он осознал бессилие энтузиаста-одиночки и торопился издавать звёздные каталоги, стремясь привлечь внимание максимального числа профессиональных учёных. Однако он не считал свою деятельность направленной только на получение фактов, и уже в статье 1784 года утверждал, что «имеет право и даже должен» анализировать и обобщать те данные, которые имеет в своём распоряжении.
О собственных воззрениях Гершеля на материальный мир и его устройство можно судить по его докладам 1780—1781 годов в Философском обществе Бата, оставшихся в рукописи и опубликованных только в его собрании сочинений 1912 года. Концепция строения материи и характера сил, действующих в природе, формировалась, преимущественно, под влиянием теорий Ньютона. По Гершелю, материя состоит из крайне мелких, но всегда остающихся протяжёнными частиц, которые мельче «атомов»; эти последние делимы, причём неограниченно. Каждая частица, в том числе атом и слагающие его частицы, обладают способностью притяжения и отталкивания, при этом каждая взаимодействующая частица должна обладать такой же по объёму сферой действия сил; сила взаимодействия пропорциональна массе, поэтому после деления энергия будет уменьшаться вдвое. Вероятно, он мыслил гравитацию (и силу отталкивания) как неотделимую от материальных частиц, приводя в пример разбрызгивание ртути, частички которой получают сферическую форму. Однако выходить за пределы наблюдений и пытаться объяснить причины, вызывающие притяжение и отталкивание, Гершель отказывался.
Сложным является вопрос, испытывал ли Гершель влияние биологических теорий (в том числе Ламарка, очень близкого ему) при разработке концепции «сада» и эволюционных изменений объектов Вселенной. По мнению А. И. Еремеевой, после начала интенсивной наблюдательной работы у астронома попросту не было времени, чтобы знакомиться даже с работами, близкими ему по тематике и методу. Несмотря на близость в ряде конкретных деталей теории Ламарка, эволюционная концепция Гершеля была бесконечно далека от неё по предмету, и простотой и немногочисленностью объяснений причин эволюции Космоса. Тем не менее с 1802 года Гершель использовал понятие «естественной истории» неба, которое понимал в эволюционном смысле.

#### Гершель и Кант
Очень сложным и до конца не разрешённым вопросом является взаимосвязь умозрительных космологических теорий Канта и теорий Гершеля, основанных на наблюдениях. Оба мыслителя имели общих корреспондентов в общении, их работы выходили практически в одно и то же время, были посвящены вопросам космогонии и непрерывного развития Вселенной. При этом Гершель пережил Канта на 22 года, что вызывает вопрос, могли ли они иметь представления о работах друг друга и могла ли концепция Солнечной системы Канта отразиться на поздних статьях астронома. Кроме того, в 1791 году И. Гензихен выпустил в Кёнигсберге в одном томе извлечение из космологических трактатов и статей как Канта, так и Гершеля («William Herschel … über den Bau des Himmels. Drey Abhandlungen aus dem Englischen übersetzt. Nebst einem authentischen Auszug aus Kants allgemeiner Naturgeschichte und Theorie des Himmels»). Был ли Гершель в курсе этой работы и принимал ли в ней участие, остаётся неизвестным. При этом следует учитывать, что кантовская «Всеобщая естественная история и теория неба», которая непрерывно перерабатывалась после первого издания 1755 года, в эпоху Просвещения занимала маргинальное положение и вышла из поля зрения учёных. Гершель, как минимум, четыре раза упоминался в переписке Канта, в том числе, когда 2 сентября 1790 года кёнигсбергский профессор сообщал Боде, что ещё в 1755 году вычислил период вращения колец Сатурна. Сохранилось и письмо Канта к Гензихену относительно публикации 1791 года (от 19 апреля): главной задачей было установление и восстановление приоритета Канта в разработке теории строения Млечного пути «как системы движущихся солнц, подобных нашей планетной системе», интерпретации туманностей («подобных бесконечно удалённым млечным путям»). Статей Гершеля Кант, судя по всему, не читал, но полученные им результаты считал достаточным экспериментальным подтверждением собственных теорий. И в компендиуме и в переписке имя Гершеля приводится в английском, а не в немецком варианте. Можно считать точно установленным, что с работами Канта Гершель вообще не был знаком, о чём свидетельствует как корпус документов, так и ход развития собственных концепций Гершеля.
А. И. Еремеева констатирует: «Тогда же наметились две концепции крупномасштабной структуры такой Вселенной. Одна набрасывала захватывающую дух картину правильной иерархической структуры Вселенной, по аналогии с Солнечной системой (Э.Сведенборг, И.Кант, И. Г. Ламберт). Другая зародилась в наблюдениях В.Гершеля, открывшего признаки принципиально иной, неиерархической крупномасштабной структуры Вселенной, где туманности оказывались собранными в скопления и ещё более сложные неправильные объединения — протяжённые пласты, и некоторые, как показывали наблюдения, даже пересекались в пространстве. Это навело Гершеля на другую аналогию — между структурой Вселенной и строением нашей планеты с её геологическими пластами, хранящими долгую историю её эволюции».
В 2013 году вышел сборник «Гармония сфер» под редакцией специалиста по физике и философии Сильвии де Бьянки (Университет Барселоны), авторы которого рассматривали разные аспекты космогонических представлений двух немецких учёных. Английский астроном и астрофизик Майкл Роуэн-Робинсон в помещённой в сборнике статье пришёл к выводу, что спекулятивные теории как Канта, так и Гершеля почти не оказывают воздействия на современную науку, в отличие от гипотезы Канта — Лапласа. Он также отмечал, что с теорией Канта 1755 года не были знакомы ни Гершель, ни Лаплас.

Работы Гершеля легли в основу современной астрономии. Уравнение Лапласа является отправной точкой в развитии современной гравитационной физики. В некотором отношении главный сюрприз заключается в том, что три современника, чьи жизни пересекались на протяжении более чем пяти десятилетий, так мало общались друг с другом.

## Уильям Гершель — композитор

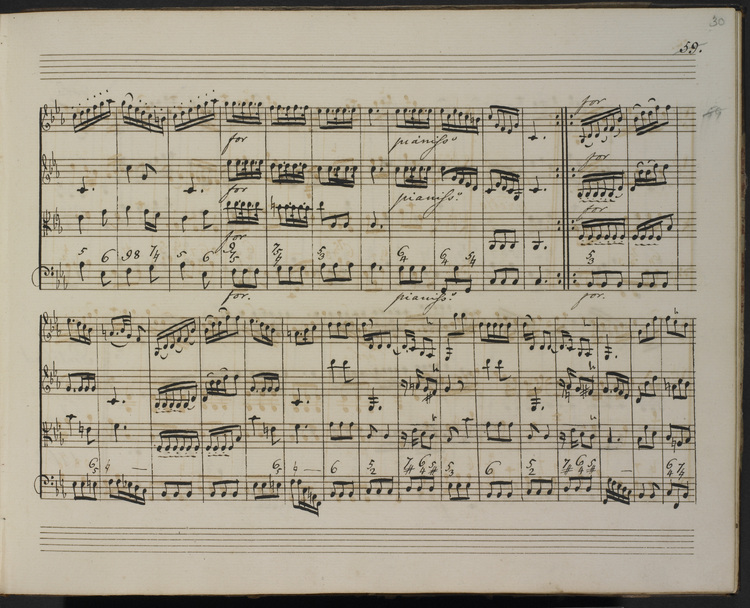
Партитура симфонии № 15 ми бемоль (лист 30r). 1760 год, автограф. Британская библиотека, Add MS 49626

«Слушателю придётся решать самому, потерял ли мир великого композитора, когда приобрёл великого астронома»: В. Даклс утверждал, что решение Гершеля посвятить себя астрономии, а не композиции, было выбором между «гениальностью и обычным профессионализмом». Получив профессиональное музыкальное образование и развиваясь в музыкальной среде, Гершель изначально осознавал себя как исполнителя-виртуоза и композитора. Как обычно в XVIII веке, он был плодовитым автором: в 1760-е годы написал 24 симфонии, 10 концертов (3 для альта, 2 для гобоя, — остальные для скрипки с оркестром) и 6 сонат для скрипки соло, произведения для органа, военные марши, ораторию, духовную музыку. Гершель-исполнитель играл на скрипке, альте, гобое, клавесине и органе. Значительная часть творческого наследия Гершеля — композитора — была утрачена. Специальный обзор его творчества представил Винсент Даклс (профессор музыковедения Калифорнийского университета). Статья вышла по случаю исполнения двух концертов Гершеля на 11-м конгрессе Международного астрономического союза. Рукописи 15 партитур достались библиотеке Калифорнийского университета в 1959 году на распродаже имущества семейства Гершелей в Слау. Единственное прижизненное нотное издание Гершеля вышло в 1769 году в Бате. Это было собрание шести сонат для скрипки и виолончели и клавесина. По словам Майкла Хоскина, партии струнных невелики, а основная партия — для клавесина — требует уровня виртуоза, хотя сам композитор утверждал, что писал сонаты для работы со своими учениками. Записи музыки Гершеля издавались в 1995 и 2003 годах.
По словам А. Пенюгина, стиль работы Гершеля-музыканта был схож с его методой учёного. Он всегда стремился обойтись скромными исполнительскими силами, подолгу концентрировался на каком-либо одном музыкальном жанре, стремился к систематизации своих сочинений. Предположительно, композиторское творчество Гершеля развивалось согласно заранее составленному плану. В. Даклс отмечал, что произведения Гершеля были написаны в молодости — главным образом, между 21 и 23 годами. В первую очередь они должны были продемонстрировать многообразие его таланта и профессионализм для потенциальных покровителей и спонсоров. Вероятно, он изначально задался целью написать 24 симфонии, поскольку, создав такое количество произведений (небольших по размеру), более к этому жанру не обращался. Собрание симфоний в его архиве сгруппировано в четыре блока по шесть, причём последний автором был назван «четвёртой полудюжиной». Наиболее продуктивными были годы до переезда в Бат, после начала интенсивной исполнительской деятельности, Гершель, преимущественно, сочинял произведения для дилетантов — своей основной аудитории и учеников. В целом, симфонические и камерные произведения Гершеля представляли две значительные традиции XVIII века. Во-первых, это была мангеймская оркестровая школа, которой был свойственен «чувствительный стиль», наиболее ярко представленный у Карла Филиппа Иммануила Баха. Этому стилю присущи разнообразие и динамизм, «доходящие едва ли не до чрезмерности»; резкие контрасты, которые должны передавать ощущения от богатого внутреннего мира. Гершелю было присуще структурное отношение к композиции, по В. Даклсу, он «использовал музыкальные идеи как строительные блоки», но не всегда мог добиться плавного перехода от одной части к другой. Второй традицией, в которую был интегрирован Гершель, была предромантическая линия, в которой он может считаться предшественником Бетховена.

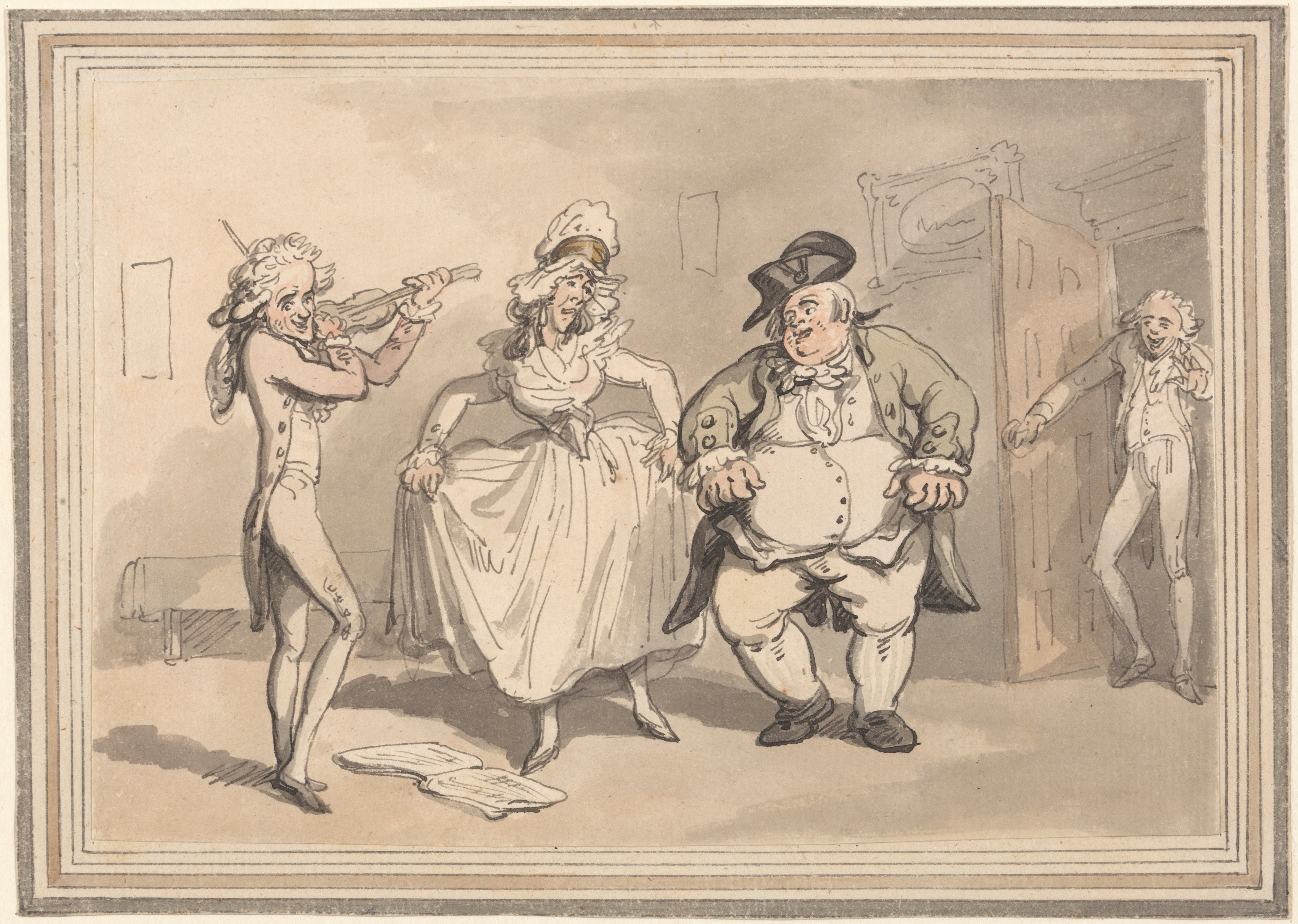
Частный урок бальных танцев. Сатира Т. Роулендсона из серии «Приятности Бата». 1798, акварель, бумага, 185 × 210 мм, Йельский центр британского искусства

Первым жанром, к которому обратился Гершель, был инструментальный концерт. Первый его опус для гобоя и струнных, судя по пометам на оригинальной рукописи, создавался в 1755—1759 годах. В 1759 году были написаны два альтовых концерта, а в 1760—1764 годах ещё четыре скрипичных концерта. В Бате в 1767 году были сочинены два концерта для органа с оркестром. По словам А. Пенюгина, если гобой в XVIII веке был широко распространённым инструментом, то выбор альта является нетипичным, в Англии все сочинения для этого инструмента писались в жанре сонаты с бассо континуо, и позже времени карьеры Гершеля. За пределами островов сочинения для альта соло писали только Телеман, Иоганн Себастьян и Вильгельм Фридеман Бах. По форме концерты Гершеля более всего напоминали архаичные concerti grossi с солирующим инструментом.
После первых лет работы в Бате, по мнению В. Даклса, эксперименты Гершеля не увлекали праздную публику, и он был вынужден изменить свой стиль. К различным праздникам создавались и вокальные произведения, особенно миниатюры — так называемые кэтчи и гли, в которых монолог Гамлета был превращён в анакреонтическую оду, а вступительная сцена колдовства в «Макбете» была написана для трио джентльменов.
По мнению В. Даклса, музыка Гершеля «заставляет слушателя восклицать: „А это как у Гайдна! или Моцарта!“». Некоторые произведения Гершеля соответствовали раннеклассическому стилю, мода на который в Англии была привита Иоганном Кристианом Бахом. Написанный в этом стиле скрипичный концерт Гершеля мелодичен, лиричен, и построен на многократном гармоническом повторении фраз. В то же время, В. Даклс утверждал, что Гершель был слабым мелодистом или, точнее, слишком логичным и рационалистичным в ритмическом построении и фразировке. В то же время он мог быть и подлинным новатором, используя необычное для XVIII века повторение темы из первой части концерта в третьей. Однако дальнейшая работа в стиле классицизма (сонаты для клавесина и скрипки) привела к созданию «более стандартных и поверхностных» произведений. По мнению А. Пенюгина, в наследии Гершеля выделяются его скрипичные каприччио, которые он писал в годы, когда композиторы редко обращались к этому жанру. Его каприччио не напоминают более ранние творения Локателли, виртуозность и разработка скрипичной техники не играли в них первенствующей роли. Многие каприччио Гершеля не превышали по длине трёх десятков тактов, напоминая прелюдии, в том числе его собственные прелюдии для органа. А. Пенюгин также отмечал «механистичность» некоторых пьес Гершеля, но считал это нарочитой заданностью, каприччио могут быть представлены как своего рода музыкальная запись химических и физических опытов. Гершель использовал сложные тональности — ми-бемоль минор, соль-диез минор, си-бемоль минор, ставя своего рода акустические эксперименты; именно в этих пьесах наиболее сильно проявлялся интеллектуальный подход композитора. Исследователь даже заявил, что Гершеля можно именовать «дедушкой английской психоделии», поскольку он пользовался диссонирующими гармоническими последовательностями и энгармоническими модуляциями, крайне нестандартными для своего времени. «Цикл в целом… оставляет впечатление прорыва…, оставшегося никому не известным».

## Воздействие на культуру

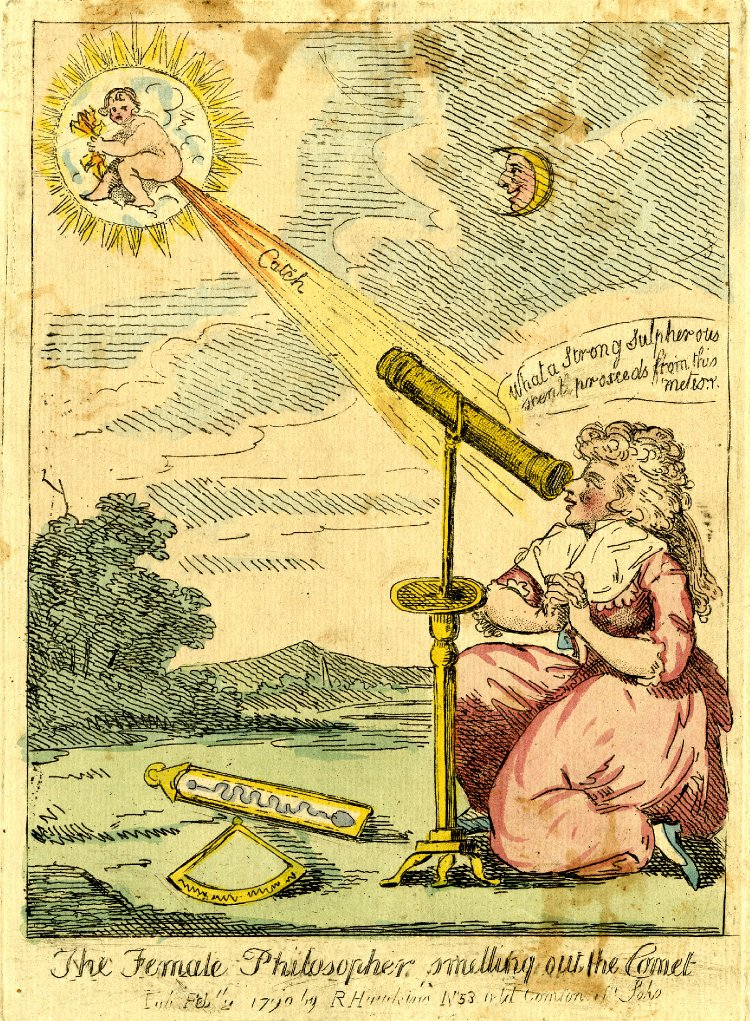
«Женщина-философ, учуявшая комету». Гравюра 1790 года, вероятно, представляющая Каролину Гершель в сатирическом виде. Британский музей

Гершель изначально был частью артистического мира, и продолжал общение с его представителями до самой кончины. Также его деятельность, в духе времени, оказала некоторое воздействие на литературу, которая была частью системы международного неформального общения интеллектуалов. Чарльз Бёрни даже задумал эпопею «Гершелиада» в 12 частях, в составлении которой участвовал и сам Уильям Гершель, но работа не была доведена до конца, а затем Бёрни от неё отказался; рукопись сохранилась лишь частично. Некоторое время за написанием эпопеи следил даже король Георг III; во всяком случае, Бёрни вспоминал о беседе на эту тему в июле 1799 года в Виндзорском замке. Всего же, по подсчётам австралийского исследователя Клиффорда Каннингема, Гершелю было посвящено 47 поэтических произведений XVIII—XIX веков, причём как серьёзных, так и сатирических. Из поэтов первой величины, явные следы космологических теорий Гершеля (в том числе движения Солнца в сторону созвездия Геркулеса) и наблюдаемого им лунного вулканизма, заметны в творчестве Перси Биши Шелли («Освобождённый Прометей»). Некоторые астрономические образы, благодаря написанным литературным языком каталогам Гершеля, появились и в стихотворении «Тимбукту» Теннисона. В 1811 году Слау посетил лорд Байрон, и, по предположению Майкла Роуэн-Робинсона, некоторые гершелевские интенции появились в поэме «Дон Жуан» и стихотворении «Тьма»; явно отражены и эмоциональные впечатления от 40-футового телескопа.
Открытие Урана немедленно получило отклик в поэзии своего времени. В Ганновере в 1786 году вышло анонимное немецкое стихотворение, в котором восхвалялся Гершель — «немец на берегах Эйвона» (эта река протекает через Бат). Профессор риторики Университета Буды Дьёрдь Сирдаэли (1740—1808) в том же 1786 году опубликовал латинскую поэму под псевдонимом «Уранофил» (с греческого — «Любящий небо»). В прологе сценической адаптации «Китайского сироты» Пратта (1789) восхваляются успехи науки, и вместе с Гершелем и его «Георгианской звездой» упоминается Джон Джеффрис. Американский дипломат Джон Лидс Бозман (1757—1823) в 1802 году опубликовал в Лондоне поэтические впечатления о своих путешествиях в Англию и Португалию (в последней он был консулом). Там упоминается не только сам Гершель, но и Каролина, и даже Млечный путь. Упоминал Гершеля в своём «Храме природы» и Эразм Дарвин. В общем, имя и телескопы Гершеля заняли определённое место в общественном сознании англоязычного мира, вплоть до того, что 40-футовый телескоп упоминался в «Моби Дике» Мелвилла.

## Наследие. Память

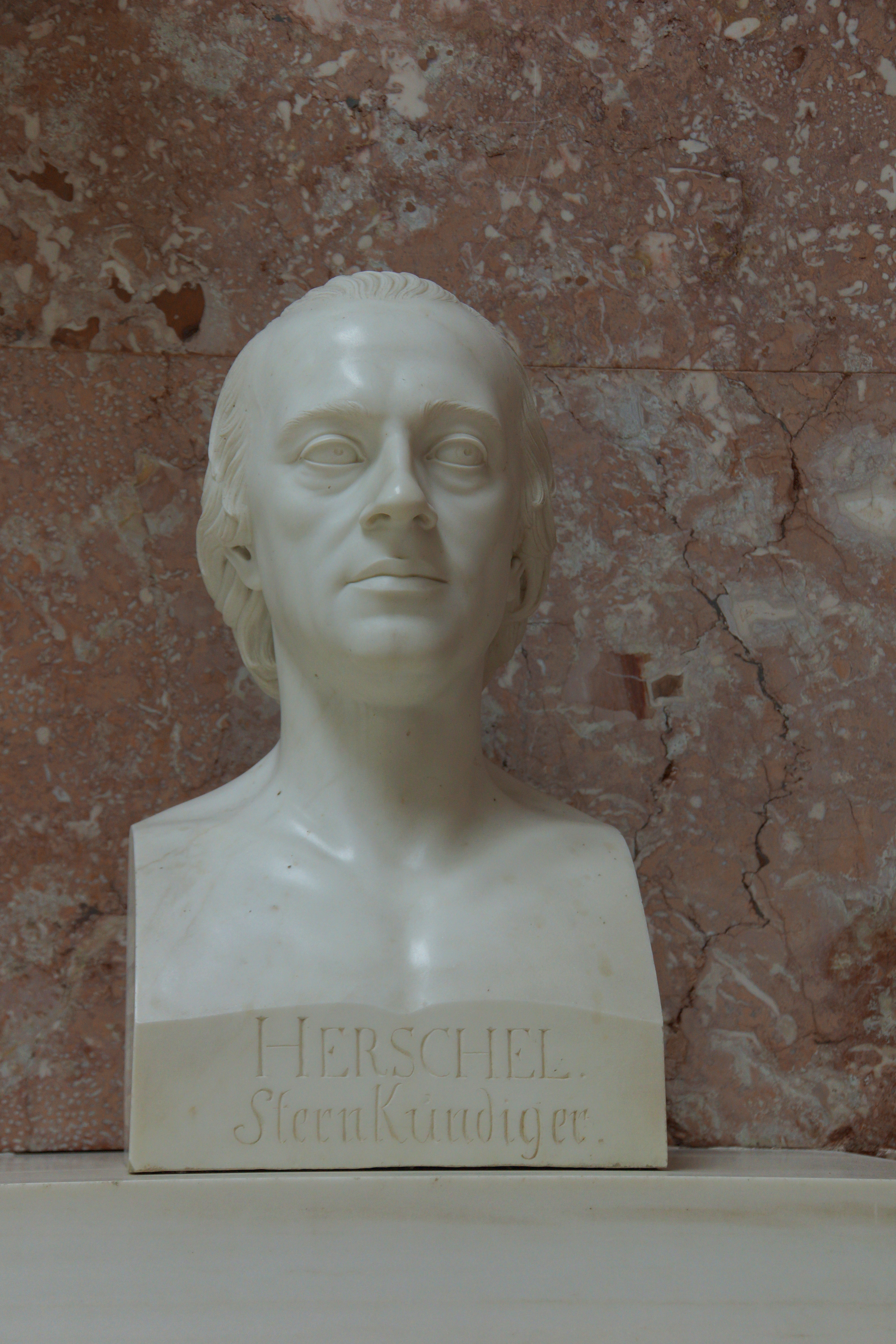
Мраморный бюст Гершеля в «Вальгалле». Скульптор Конрад Эберхард, 1816

Практически все печатные труды Уильяма Гершеля (за единственным исключением) увидели свет в «Философских трудах Королевского общества». Джон Гершель обнародовал проект издания сочинений своего отца сразу после его кончины в 1822 году, но так и не сумел найти издателя, и отказался от печатания за собственный счёт. В 1829 году профессор В. Пфафф начал публикацию статей Гершеля в немецком переводе, но вышел только первый том («W. Herschels Entdeckungen in der Astronomie und den ihr verwandten Wissenschaften»). Для удобства исследователей Смитсоновский институт в 1881 году выпустил резюме всех научных работ Гершеля. В общем, можно считать, что основное научное наследие Гершеля, связанное с работами в области звёздной астрономии, было забыто сравнительно быстро. Даже его собственный сын — Джон Гершель — относился к теориям отца с крайним скептицизмом. В Европе идеи Гершеля в области космогонии были поддержаны авторитетом Лапласа, что также не спасло их от забвения. В 1861 году Араго подробно изложил концепции Гершеля в своей «Общепонятной астрономии». Только после широкого применения спектрального анализа и установления природы туманностей, астрономическое наследие Гершеля стало предметом нового научного переосмысления
В архиве осталось множество неопубликованных текстов, в том числе докладов, прочитанных Гершелем в Философском обществе Бата. Только в 1912 году они были сведены воедино в двухтомном собрании научных трудов, изданных Джоном Дрейером; он предпослал изданию объёмное предисловие. Архив Гершелей хранится в Королевском астрономическом обществе и оцифрован (распространяется на CD и DVD); часть материалов находится в архиве Королевского общества. Автобиографические материалы и письма Каролины Гершель были напечатаны в 1879 году, и, вместе с семейными материалами, были опубликованы внучкой Гершеля Констанс Лаббок в составе «Хроники Гершеля» в 1933 году, хотя издатели опустили ряд разделов рукописи (оригинальная машинопись хранится в Обществе Уильяма Гершеля). Обе автобиографии, написанные Каролиной Гершель, были опубликованы по рукописям Майклом Хоскином в 2003 году. После этого вышло несколько новых объёмных биографий Гершелей, монографии о вкладе Уильяма Гершеля в науку и его положения в научной мысли XVIII—XIX веков, а также каталоги наблюдаемых им объектов. Работы Гершеля по космологии были переизданы и прокомментированы Майклом Хоскином в 2012 году: «The Construction of the Heavens: The Cosmology of William Herschel».
В память об Уильяме Гершеле названо множество объектов: лунный кратер и кратер на Марсе; крупнейший кратер на Мимасе и щель в кольцах Сатурна; астероид из семейства Фокеи. В 1987 году в обсерватории Роке-де-лос-Мучачос был введён в строй 4,2-метровый телескоп «Уильям Гершель», являвшийся тогда третьим по величине в мире. В 2009—2013 годах функционировала космическая обсерватория «Гершель», специально для полномасштабного изучения инфракрасного излучения. С 1974 года Королевское астрономическое общество вручает медаль Гершеля.
В Слау именем Гершеля названа грамматическая школа. Школа имени Гершеля существует и в Ганновере; ещё одна школа названа его именем в Нюрнберге. Мраморный бюст Гершеля помещён в регенсбургскую «Вальгаллу» (№ 46 в нижнем ряду по путеводителю 2008 года или № 157 по каталогу Карла Шюлера 1842 года).
Участок, где располагался дом и обсерватория Гершеля в Слау (улица названа его именем), не удалось сохранить; на его месте возведён современный офисный комплекс, близ которого находится памятный знак, обозначавший место 40-футового телескопа. Вновь построенный в Слау автовокзал имеет форму кита, в честь созвездия, которому много внимания уделял Уильям Гершель. В 1981 году в Бате открылся Гершелевский музей астрономии, расположенный в доме на Нью-Кинг-стрит. Дом был выкуплен супругами Хиллард, отреставрирован и приведён к максимально аутентичному виду. Членом попечительского совета является Брайан Мэй. В доме-музее расположена штаб-квартира Общества Уильяма Гершеля, основанного в 1977 году Патриком Муром, который возглавлял его до своей кончины в 2012 году. Общество стремится выкупить предметы из дома Гершелей в Слау, распроданные на аукционе Sotheby's в 1958 году. С конца 1970-х годов существует несколько «Клубов Гершеля» (преимущественно в США), которые объединяют астрономов-любителей и профессионалов, занимающихся наблюдениями гершелевских объектов.

Гершелевский музей астрономии
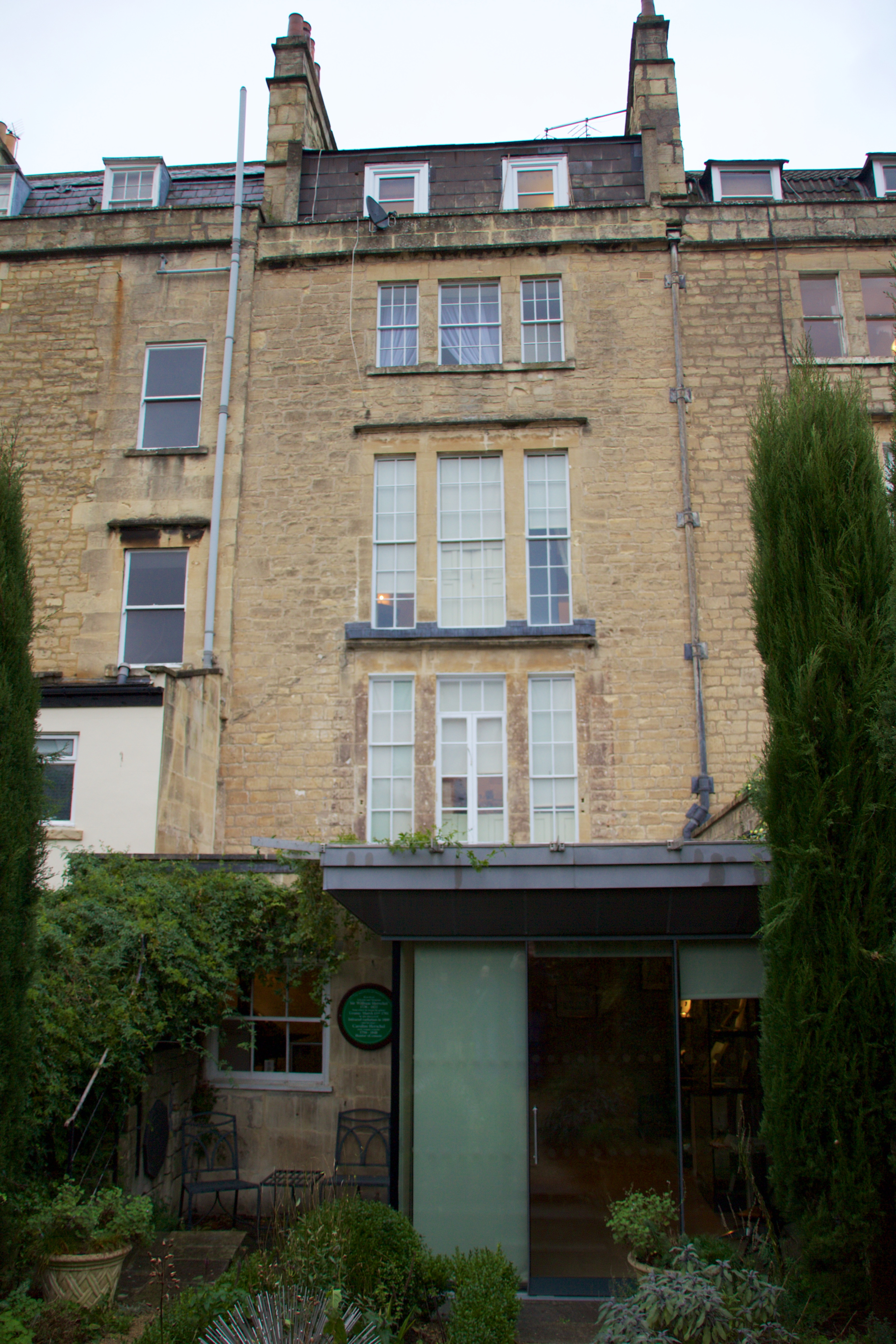
Задний вход; видна мемориальная доска
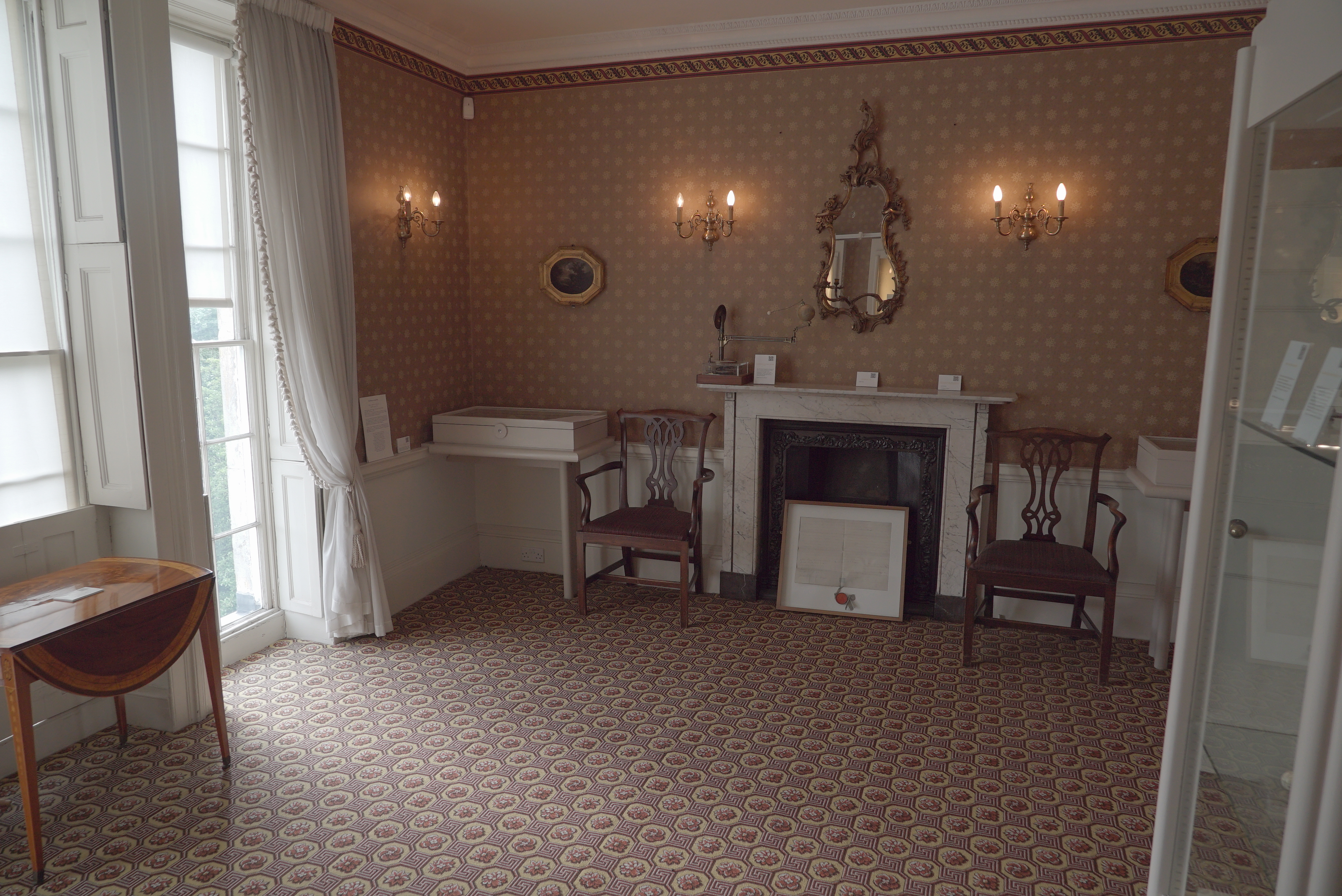
Гостиная
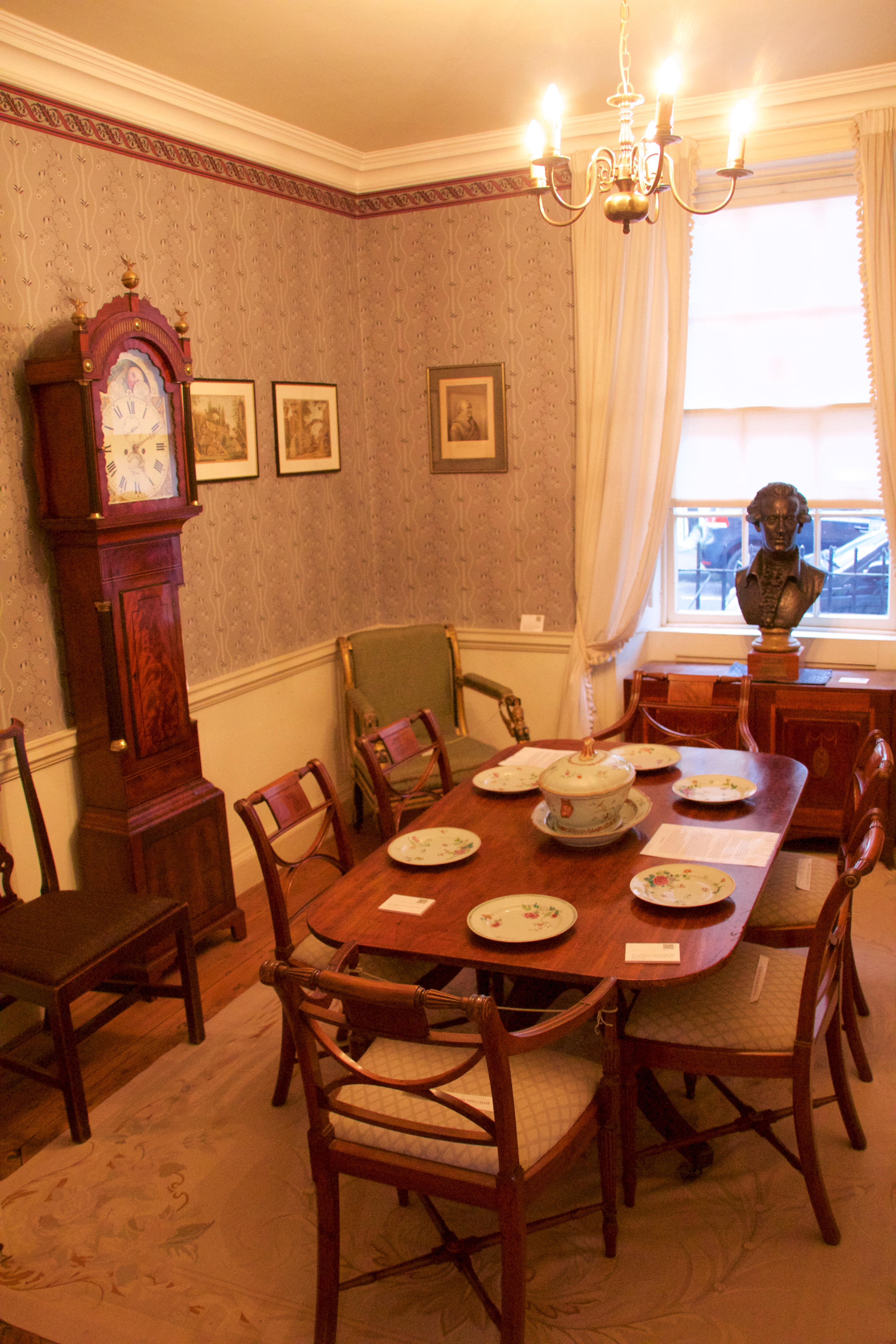
Столовая
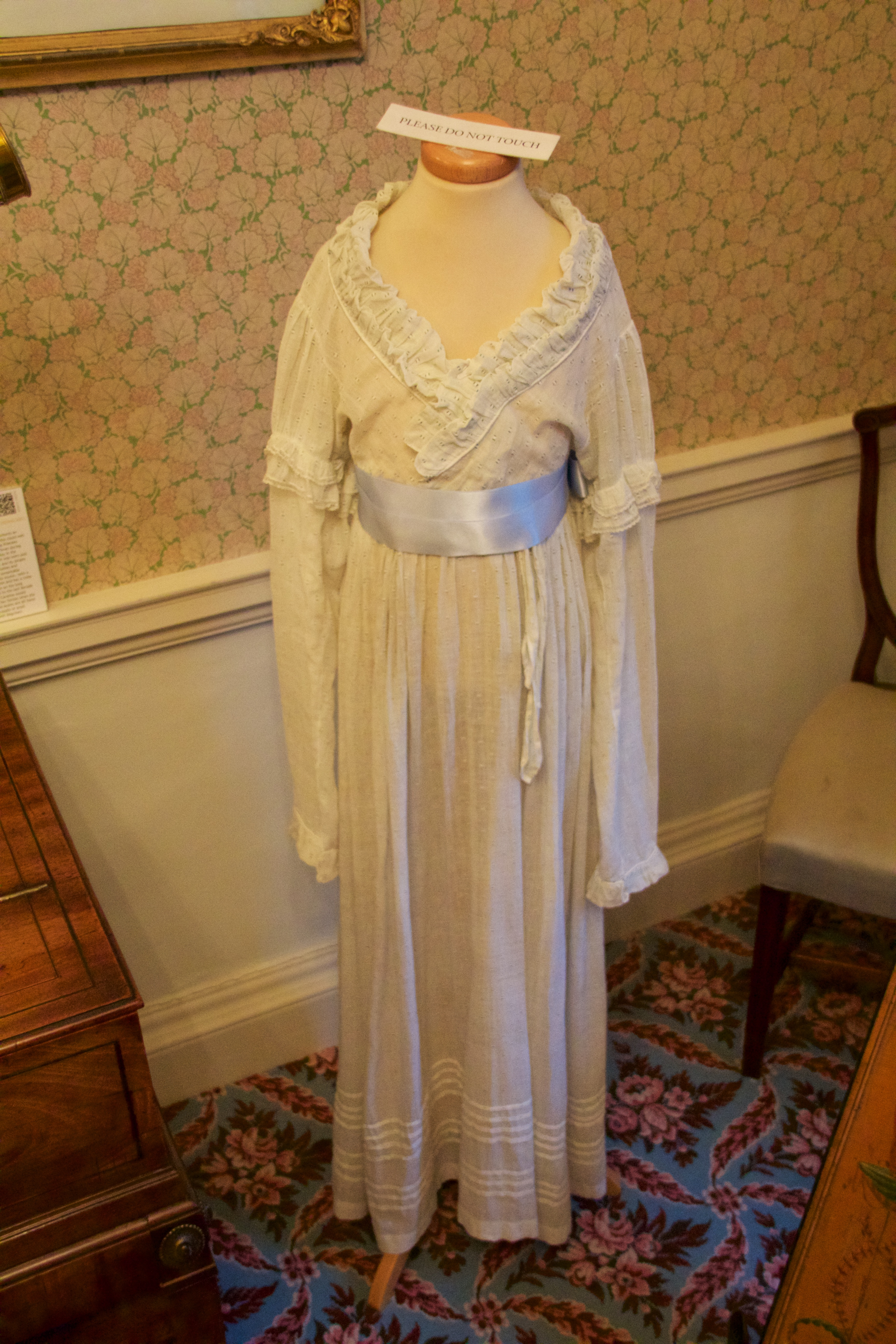
Платье Каролины Гершель

## Первоисточники
- Memoir and correspondence of Caroline Herschel / by Mrs. John Herschel. — London : J. Murray, 1879. — xii, 355 p.
- E. S. Holden, C. S. Hastings. Synopsis of the scientific writings of William Herschel // Annual report of the Board of Regents of the Smithsonian Institution. — Washington : Government Printing Office, 1881. — P. 509—622. — x, 772 p.
- The scientific papers of Sir William Herschel, knt. … including early papers hither to unpublished; collected and edited under the direction of a joint committee of the Royal society and the Royal astronomical society, with a biographical introduction comp. mainly from unpublished material / by J. L. E. Dreyer. — London : The Royal society and the Royal astronomical society, 1912. — Vol. I. — lii, 781 p.
- The scientific papers of Sir William Herschel, knt. … including early papers hither to unpublished; collected and edited under the direction of a joint committee of the Royal society and the Royal astronomical society, with a biographical introduction comp. mainly from unpublished material / by J. L. E. Dreyer. — London : The Royal society and the Royal astronomical society, 1912. — Vol. II. — vi, 718 p.
- The Herschel Chronicle: the Life-Story of William Herschel and his Sister Caroline Herschel / Edited by his Granddaughter Constance A. Lubbock. — Cambridge : At the University Press, 1933. — xi, 388 p.